# ثقافة

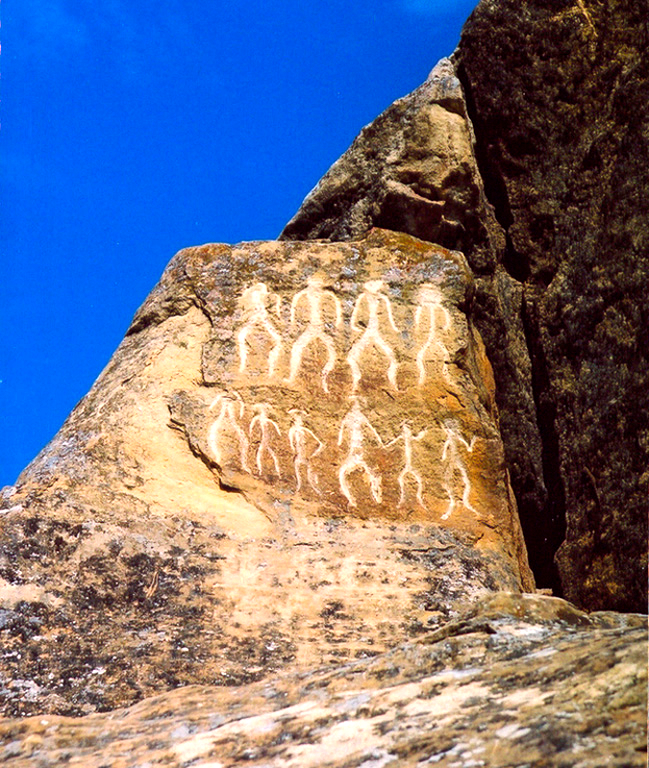
النقوش الصخرية في غوبوستان بأذربيجان، والتي يعود تاريخها إلى 10,000 سنة قبل الميلاد مما يدل على ثقافة مزدهرة.

الثَّقافة هي سلوك اجتماعي ومعيار موجود في المجتمعات البشرية. تعدّ الثقافة مفهومًا مركزيًا في الأنثروبولوجيا، تشمل نطاق الظواهر التي تنتقل من خلال التعلم الاجتماعي في المجتمعات البشرية. بعض جوانب السلوك الإنساني، والممارسات الاجتماعية مثل الثقافة، والأشكال التعبيرية مثل الفن، الموسيقى، الرقص، الطقوس، والتقنيات مثل استخدام الأدوات، الطبخ، المأوى، والملابس هي بمثابة كليات ثقافية، توجد في جميع المجتمعات البشرية.
تحتضن الثقافة طيفاً واسعاً يمتد من المعالم التاريخية التي نعتز بها والمتاحف إلى ممارسات التراث الحي وأشكال الفن المعاصر، وتترك بصمتها في حياتنا بطرق لا حصر لها، وتساعدنا في تشييد مجتمعات شاملة، مبدعة وقادرة على التأقلم.
يغطي مفهوم الثقافة المادية التعبيرات المادية للثقافة، مثل التكنولوجيا، والهندسة المعمارية، والفن، في حين أن الجوانب غير المادية للثقافة مثل مبادئ التنظيم الاجتماعي (بما في ذلك ممارسات منظمة سياسية واجتماعية للمؤسسات)، الأساطير، الفلسفة، الأدب (على حد سواء المكتوب والشفوي)، والعلم يتكون من التراث الثقافي غير المادي للمجتمع.
في العلوم الإنسانية، كان الشعور بالثقافة بصفتها سمة للفرد هو الدرجة التي يزرعون بها مستوى معين من التطور في الفنون أو العلوم أو التعليم أو الأخلاق. كما ينظر أحيانًا إلى مستوى التطور الثقافي على أنه يميز الحضارات عن المجتمعات الأقل تعقيدًا. توجد أيضا وجهات نظر هرمية حول الثقافة في التمييز الطبقي بين الثقافة الرفيعة للنخبة الإجتماعية وبين الثقافة المتدنية أو الثقافة الشعبية أو الثقافة الفكلورية للطبقات الدنيا، تتميز بالوصول إلى طبقة رأس المال الثقافي. في اللغة الشائعة، غالبًا ما تستخدم الثقافة للإشارة على وجه التحديد إلى العلامات الرمزية التي تستخدمها المجموعات الإثنية لتمييز نفسها بشكل واضح عن بعضها البعض مثل الملابس أو المجوهرات. تشير الثقافة الجماهيرية إلى أشكال الإنتاج الجماعي والمستنير للثقافة الاستهلاكية التي ظهرت في القرن العشرين. وقد جادلت بعض مدارس الفلسفة، مثل الماركسية والنظرية النقدية، أن الثقافة غالبًا ما تستخدم سياسيًا كأداة للنخب للتلاعب في الطبقات الدنيا وخلق وعي زائف، وهذه المناظير شائعة في مجال الدراسات الثقافية. في العلوم الاجتماعية الأوسع، يرى المنظور النظري للمادية الثقافية أن الثقافة الرمزية البشرية تنشأ من الظروف المادية للحياة البشرية، حيث أن البشر يهيئون الظروف للبقاء البدني، وأن أساس الثقافة موجود في التصرفات البيولوجية المتطورة.
عندما تستخدم كاسم المجموع، فإن «الثقافة» هي مجموعة العادات والتقاليد والقيم المجتمعية، مثل مجموعة إثنية أو أمة.وتتمثل الثقافة عند بعض الشعوب سيما العربية في أعرافهم القبلية الموروثة عن أباءهم والتي تعد بمثابة القوانين التي تنظم حياتهم ومعتقداتهم والتي هي بمثابة خط أحمر إذا تم تجاوزها. الثقافة هي مجموع المعرفة المكتسبة بمرور الوقت. وبهذا المعنى، فإن التعددية الثقافية تقدر التعايش السلمي والاحترام المتبادل يخلق التقبل بين الثقافات المختلفة التي تسكن نفس الكوكب. في بعض الأحيان، تُستخدم كلمة «الثقافة» أيضًا لوصف ممارسات معينة داخل مجموعة فرعية من المجتمع، أو ثقافة فرعية، أو ثقافة مضادة. في إطار الأنثروبولوجيا الثقافية، فإن الأيديولوجية والموقف التحليلي للنسبية الثقافية يؤكدان أنه لا يمكن بسهولة تصنيف أو تقييم الثقافات بشكل موضوعي لأن أي تقييم يقع بالضرورة ضمن نظام قيم ثقافة معينة.

## مجالات ارتقاء المثل الإنسانية
في غضون القرن التاسع عشر، كان لأنصار الحركة الإنسانية الكلاسيكية ومنهم الشاعر والكاتب الإنجليزى ماثيو آرنولد (1822-1888) Matthew Arnold مفهوما آخر لكلمة «الثقافة» حيث استخدموا هذا المصطلح للإشارة إلى الصورة المثلى في دماثة الخلق، أو بصورة أخرى الوصول إلى "أفضل ما توصل إليه البشر من طرق للتفكير قيلت أو اعتقد فيها في ذلك الوقت ". ويعدّ مفهوم «الثقافة» قريب الشبه من مفهوم "بيلدونج" "bildung" باللغة الألمانية والذي يعنى أن:".. الثقافة تهدف بدورها إلى تحقيق غاية الكمال عن طريق التعرف على أفضل ما تم الوصول إليه فكرا وقولا في كل ما يهمنا بصورة أساسية على مستوى العالم كله في ذلك الوقت.
وبصورة عملية، فإن مفهوم الثقافة يشير إلى كل ما هو مثالي أو يجتمع علية القوم أو الصفوة وكل ما هو وثيق الصلة بمثل هذه الأمور مثل فن الرسم والنحت، الموسيقى الكلاسيكية، فن الطبخ المتميز والأزياء الراقية، والخلق الكريم، أن التعريفات المعاصرة للثقافة تندرج تحت ثلاثة تصنيفات أو مزيج من الثلاثة التالية:
1. «عملية تنمية للنواحي الفكرية والروحية والجمالية».
2. «طريقة معيشية معينة في حياة شعب من الشعوب، أو مميزة لفترة من الفترات أو مجموعة من المجموعات».
3. «جميع الأعمال والممارسات الخاصة بالنشاط الفكري والفني بصفة خاصة». </المرجع>

كما ارتبطت هذه الممارسات بأنماط الحياة البدوية، فإن كلمة «ثقافة» اتسمت بكل ما تعنيه كلمة «حضارة» (مشتقة من الكلمة اللاتينية سيفيتاس civitas، بمعنى مدينة) ويعد الاهتمام بالفلكلور الشعبي هو من أهم ما يميز الحركة الرومانسية. وهو ما أدى بدوره إلى تعريف كلمة «ثقافة» بين العامة من غير النخب. وهذا التمييز يشبه ذلك التمييز الموجود بين علية القوم من الطبقة الاجتماعية الحاكمة وعامة الناس. وبعبارة أخرى، فإن فكرة «الثقافة» التي نشأت في أوروبا إبان القرنين الثامن عشر وأوائل القرن التاسع عشر عكست بدورها حالة من عدم المساواة داخل المجتمعات الأوروبية.
يرى ماثيو آرنولد Matthew Arnold تناقضا بين كلا من مفهومى «الثقافة» و«الفوضى السياسية»؛ مقلدا في ذلك عدد من الفلاسفة الآخرين مثل توماس هوبس Thomas Hobbes وجان جاك روسوو Jean-Jacques Rousseau الذين رؤوا تناقضا بين مفهوم «الثقافة» و«حالة الإنسان الطبيعية» وبالنسبة إلى هوبز وروسوو فيرى كلا منهما أن سكان أمريكا الأصليين من الهنود الحمر والذين تعرضوا للغزو من قبل الأوروبيين بداية من القرن السادس عشر كانوا يعيشون بدافع الغريزة أو الفطرة، وقد تم التعبير عن هذا من خلال التناقض بين «المتمدنين» و«غير المتمدنين». ووفقا لهذه الطريقة في التفكير، فيمكن للمرء أن يصنف بعض الدول والشعوب على أنها أكثر تحضرا من غيرها، وأن يصنف بعض الناس على أنهم أكثر ثقافة من غيرهم. ومن ثم أدى هذا التناقض إلى توصل كلا من هربرت سبنسر Herbert Spencer إلى نظريته الداروينية الاجتماعية Social Darwinism، ولويس هنرى مورغان Lewis Henry Morgan إلى نظريته التطور الثقافى.وعلى هذا النحو، فقد أشار بعض النقاد إلى أن التمييز بين الثقافات المتحضرة والمتخلفة يعزى في واقع الأمر إلى وجود حالة من الصراع بين الصفوة من الأوروبيين وغيرهم ممن هم ينتمون إلى طبقة اجتماعية أدنى، هذا وأرجع بعض النقاد الفجوة بين الشعوب المتحضرة وغيرهم من الشعوب الغير متحضرة إلى الصراع القائم بين كلا من الإمبراطورية البريطانية من جهة وبين رعاياها من جهة أخرى.

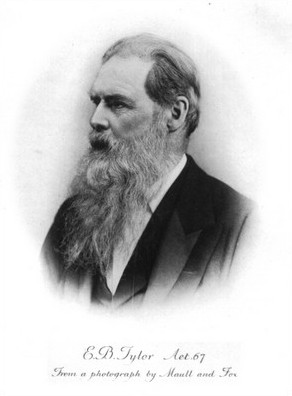
يعدّ عالم الإنثربولوجيا البريطاني ادوارد تايلور Edward Tylor واحدا من أول العلماء الناطقين بالإنجليزية ممن استخدموا مصطلح الثقافة بالمعنى الواسع والعالمى

هذا وقد وافق بعض من نقاد القرن التاسع عشر، ممن اعقبوا روسو، على هذا الاختلاف بين ثقافة ما عرف بالأعلى والأدنى، ولكنهم في الوقت ذاته أقروا بأن محاولة التعديل والتكلف في صياغة قالب من الثقافة عالية المستوى على أنه افساد بل ومحاولة تعديل في غير موضعه والذي من شأنه جلب المفسدة والتشوه لفطرة الله التي فطر الناس عليها. ويعدّ هؤلاء النقاد أن الموسيقى الشعبية أو ما يعرف بالفلكلور (والتي تنتجها أفراد الطبقة العاملة) تعبيرا صادقا عن شكل من أشكال الحياة الطبيعية، في حين تبدو الموسيقى الكلاسيكية سطحية ومنحلة. وبنفس القدر، تصور وجهة النظر هذه الشعوب الأهلية على أنها «نبلاء بدائيون» حيث يعيشون حياة فطرية غير معقدة لا تشوبها شائبة، ولم تعبث بها أيدى أنظمة الغرب الفاسدة الطبقية الرأسمالية.
وفي عام 1870، قام إدوارد تايلور Edward Tylor (1832-1917) بتطبيق أفكار الثقافة الأعلى في مقابل الثقافة الأدنى في محاولة من شأنها اقتراح نظرية التطور الدينى. طبقا لهذه النظرية، يتطور الدين لدى الفرد من شكل الشرك المتعدد إلى شكل التوحيد المطلق. أعاد تايلور في هذه العملية تعريف الثقافة بأنها مجموعة متنوعة من الأنشطة المميزة لجميع المجتمعات البشرية. وبذلك مهدت وجهة النظر هذه الطريق لفهم الثقافة الحديثة.

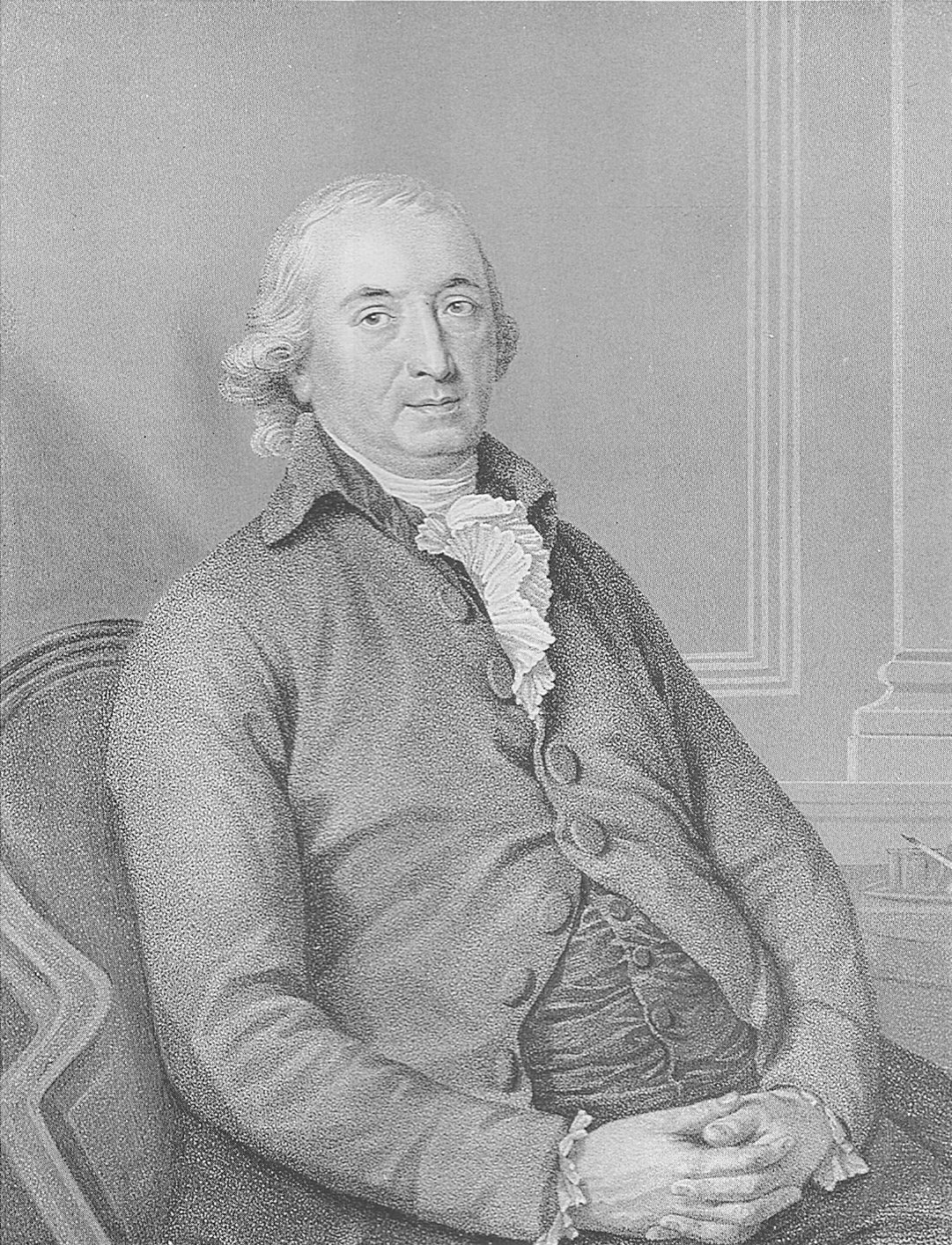
لفت جوهان هيردر الانتباه للثقافات القومية

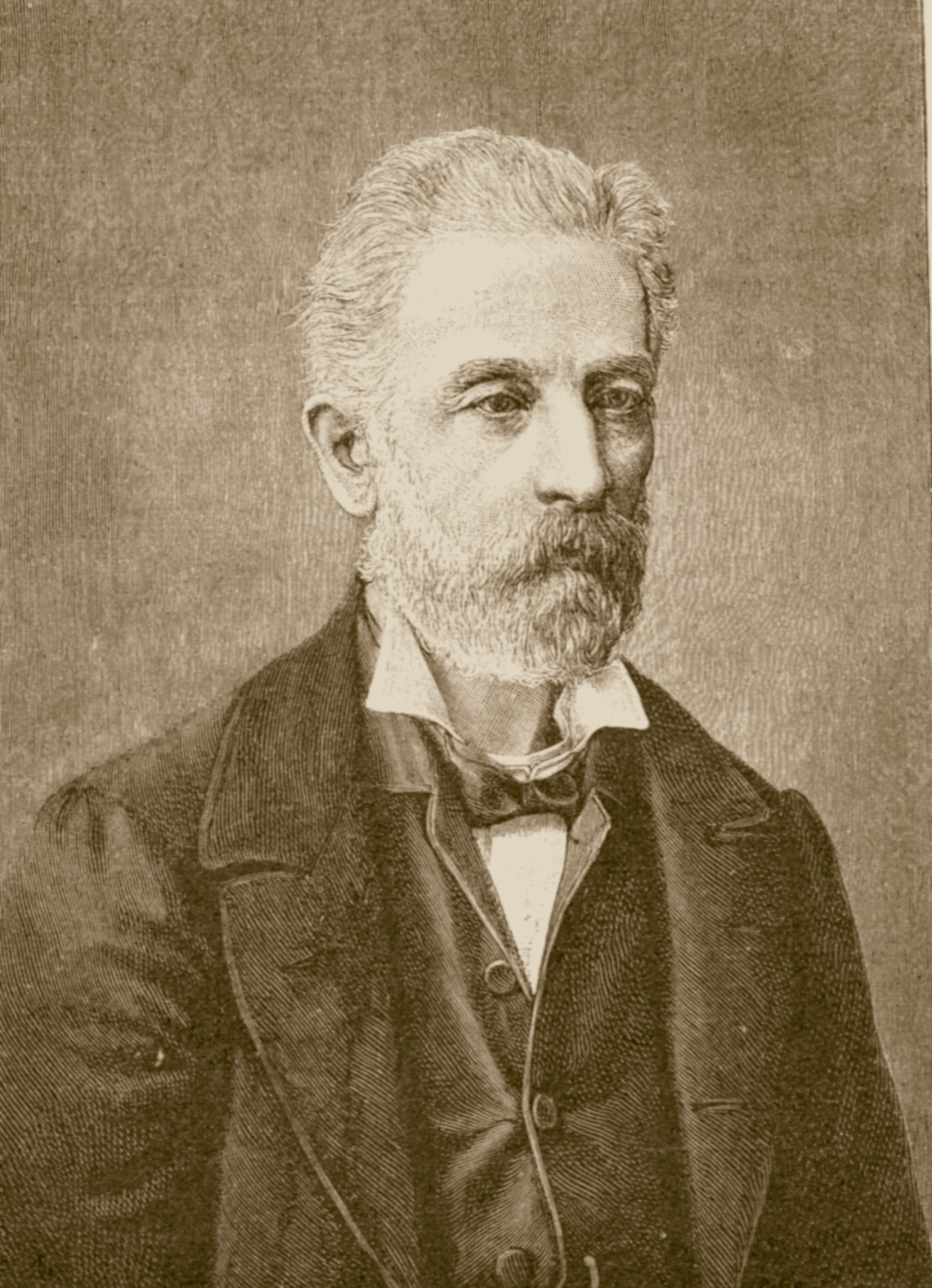
وضع أدولف باستيان نموذجا عالميا للثقافة

### حركة الرومانسية الألمانية
وضع الفيلسوف الألماني إيمانويل كانط Immanuel Kant(1724-1804) تعريفا فرديا لمفهوم "التنوير" وهو مفهوم مماثل لمفهوم بيلدانج bildung السابق ذكره.: فكلمة التنوير تعنى " خروج الإنسان من حالة عدم النضج والتي تكبده كثيرًا من العناء." وأشار كانط بأن هذا النضج لا يتأتي من حالة عدم الفهم، ولكن يتأتى من حالة نقص في الشجاعة على التفكير بشكل مستقل. كما نادى كانط بما أسماه سابير أوود Sapere aude في محاولة منه لدفع هذه الحالة من الجبن العقلى بقوله " كن شجاعا لتكن حكيما". هذا وأشار بعض المعلمين الألمان - كرد فعل لما ذكره كانط - مثل جوهان جوتفرايد هيردر Johann Gottfried Herder، (1744-1803) بأن الإبداع البشري، والذي لا يمكن التنبؤ به ويمكن بطبيعة الحال أن يأخذ أشكالا متنوعة للغاية، لا يقل أهمية عن عقلانية الإنسان بأى حال من الأحوال. وعلاوة على ذلك، عرض هيردر Herder صيغة مقترحة من البيلدانج: فهذا المفهوم بالنسبة إليه يعد بمثابة مجموع الخبرات والتي توفر للفرد الهوية المتماسكة، والشعور بالمصير المشترك."
أما في عام 1795، دعى العالم اللغوي والفيلسوف الكبير ويلهلم فون هومبولدت Wilhelm von Humboldt(1767-1835) لفكر من الأنثروبولوجيا والتي من شأنها تجميع اهتمامات كلا من كانط وهيردر معا. فإبان العصر الرومانسي، وضع العلماء الألمان، وبخاصة هؤلاء الذين يهتمون بالحركات القومية - مثل النضال القومي لتوحيد "ألمانيا" من كونها مجموعة إمارات مختلفة، والصراعات العرقية للأقليات الوثنية ضد الإمبراطورية النمساوية الهنغارية - مفهوما أكثر شمولا للثقافة بوصفها وجهة نظر عالمية.ووفقا لهذه المدرسة الفكرية، كان لكل جماعة عرقية نظرة عالمية متميزة تتعارض مع وجهات النظر العالمية لدى المجموعات الأخرى. وعلى الرغم من شمولية وجهة النظر هذه بالمقارنة بما كان معروفا في الفترات السابقة، إلا أن هذا الاتجاه لا يزال يسمح لثقافة التمييز بين كل من "المتحضر" و"البدائي" أو ما يعرف باسم "الثقافات "القبلية".
وفي عام 1860 نادى أدولف باستيان Adolf Bastian (1826-1905) بفكرة «الوحدة النفسية للبشرية». فقد اقترح بأن المقارنة العلمية لكافة المجتمعات البشرية من شأنها أن تكشف الستار عن أن وجهات النظر العالمية المتميزة تتكون من العناصر الأساسية نفسها. ووفقا لما يراه باستيان، تتشارك كل المجتمعات البشرية في مجموعة من «الأفكار الأساسية» (Elementargedanken)؛ والثقافات المختلفة، أو «الثقافات الشعبية» المختلفة Völkergedanken)، وهي بمثابة تعديلات عامة للأفكار الأساسية. ومهدت وجهة النظر تلك الطريق إلى مزيد من الفهم العصري لمفهوم كلمة ثقافة. ونشأ فرانس بواس Franz Boas (1858-1942) على نفس وجهة النظر تلك، ليس هذا فحسب وإنما أحضرها معه عندما غادر ألمانيا في اتجاهه إلى الولايات المتحدة.

## آراء القرن العشرين حول مفهوم كلمة ثقافة

### الأنثربولوجية الأمريكية
على الرغم من أن علماء الأنثروبولوجيا في جميع أنحاء العالم يوافقون على تعريف تايلور Tylor للثقافة، إلا أنه في القرن العشرين برز مفهوم كلمة «ثقافة» بوصفه مفهوم مركزي وموحد في الأنثروبولوجيا الأمريكية، حيث أنها تشير إلى القدرة الإنسانية بصورة رمزية وبشكل كبير والتي بدورها تعبر عن الخبرات الفردية بشكل رمزي، وفي الوقت ذاته تقوم بربط تلك الخبرات الرمزية بشكل اجتماعى.فيمكن تقسيم الأنثروبولوجيا الأميركية إلى أربعة حقول، كل منها يشارك بدور هام في البحث عن الثقافة: وهم الأنثروبولوجيا البيولوجية، واللغويات، والأنثروبولوجيا الثقافية وعلم الآثار. وقد أثر البحث في هذه المجالات على علماء الأنثروبولوجيا الذين يعملون في بلدان أخرى بدرجات مختلفة.

#### الأنثروبولوجيا البيولوجية: وأثرها قي تطور الثقافة

العلاقات التصنيفية بين 4 الأنواع على قيد الحياة من الكلايد الهومينويدى clade Hominoidea:الهيلوباتيدى Hylobatidae، الجوريلنى Gorillini الهوم Homo، البان والبونجو Pan and Pongo.

يدور بحث بشأن الثقافة بين مركزين لعلماء الأنثروبولوجيا البيولوجية حول اثنين من المناقشات. الأولى،
هي ثقافة الإنسان الفريدة من نوعها أو بالمشاركة مع الأجناس الأخرى (كما هو جلى، الحيوانات الرئيسية الأخرى)؟هذا هو السؤال المهم، حيث تقوم نظرية التطور على أن البشر ينحدرون من سلالة (انقرضت الآن) البدائيات غير البشرية. ثانيا، كيف تطور مفهوم الثقافة بين بني البشر؟

## ثقافة غير البشر
لاحظ جيرالد ويس Gerald Weiss أنه على الرغم من تعريف تايلور التقليدي لكلمة ثقافة يقتصر على البشر بعينهم، فإن العديد من علماء الأنثربولوجيا قد اتخذوا من هذا أمرا مفروغا منه، وبالتالي عملوا على حذف هذا الشرط الهام من المفاهيم اللاحقة، مجرد ثقافة المساواة مع أي سلوك مكتسب. يعد هذا الزلل مشكلة لأنه خلال السنوات التكوينية لعلم الحيوانات الراقية المعاصر، قد تلقى بعض علماء الحيوانات الراقية تدريبا في علم الأنثروبولوجيا (وبالطبع هم على دراية بأن مفهوم كلمة ثقافة يشير إلى تعلم السلوك بين البشر)، وبعضها الآخر ليس كذلك. وقد لاحظ بعض العلماء من غير الأنثربولوجيين، مثل روبرت يركس Robert Yerkes وجين غودال Jane Goodall أنه طالما أن حيوان الشمبانزي قد تعلم بعض السلوكيات، فبالتالى فلديهم قدر من ثقافة. فحتى يومنا هذا، ينقسم علماء الحيوانات الراقية والذين لديهم خلفية عن الأنثربولوجيا إلى فريقين، بعض منهم ينادي بأن لدى الحيوانات الراقية ثقافة، والبعض الآخر ينادي بعدم وجود ذلك
لقد زادت الأمور تعقيدا بشأن هذا البحث العلمي بسبب النواحي الأخلاقية. تعد فصائل علم الحيوانات الراقية حيوانات غير آدمية، ومهما كانت ثقافة مثل هذه البدائيات فإنها مهددة من قبل النشاط البشري. وبعد استعراض الأبحاث حول ما اكتسبته الحيوانات الراقية من ثقافة، توصل ماكجرو W.C. McGrew إلى أن، "[أ] يحتاج التعلم إلى أجيال متفاهمة مع بعضها البعض لكى تتم عملية التعلم، ومعظم الأنواع من غير البشر والقرود مهددة بالانقراض من أبناء عمومتهم من بنى البشر. في نهاية المطاف، بغض النظر عن الجدارة، يجب أن ترتبط ثقافة الحيوانات الراقية بفكرة بقاء النوع [أي لبقاء الثقافات المتعلقة بهم].
يرى ماكجرو مفهوما لكلمة ثقافة مبنيا على فكرة وجود الاستفادة العلمية من دراسة ثقافة الحيوانات الراقية.ويشير إلى أن العلماء لا يمكنهم الوصول إلى أية أفكار موضوعية أو معارف من تلك الحيوانات. وبالتالي، إذا تم تعريف الثقافة من حيث وجود المعرفة، فإن محاولات العلماء لدراسة ثقافة تلك الحيوانات سوف تنحصر قي نطاق ضيق للغاية. وبناء عليه، بدلا من تعريف الثقافة قي ضوء المعرفة، يرى ماكجرو بأنه يمكننا النظر إلى الثقافة باعتبارها منظومة. وقد أوضح ستة خطوات لتلك المنظومة:
1. لابد من وجود اكتساب سلوك من نوع جديد، أو على الأقل تعديل لسلوك كان موجودا مسبقا.
2. لابد لهذا الكائن الذي اكتسب سلوكا جديدا أن ينقله إلى غيره من بنى جنسه.
3. يتسم السلوك الجديد بالترابط قي حد ذاته وفيما بين الكائنات المكتسبة له بعضهم البعض، في ضوء الخصائص السلوكية المتعارف عليها.
4. يجب أن يتسم السلوك المكتسب بالاستمرار لكي يقوم بممارسة أثره أطول فترة ممكنة بعد فترة الاستجابة.
5. يجب أن ينتشر هذا السلوك قي شكل وحدات اجتماعية.قد تكون هذه الوحدات الاجتماعية على شكل عائلات، عشائر، قبائل، أو أقارب.
6. وأخيرا، يجب أن يستمر هذا السلوك عبر عدة أجيال[15]

يعترف ماكجرو بأن الستة عوامل قد تكون دقيقة إلى حد ما، وذلك نظرا لصعوبة مراقبة سلوك الحيوانات الراقية في البرية. لكنه يصر أيضا على ضرورة أن يتصف بالشمولية قدر الإمكان، وذلك لما يراه من ضرورة وضع تعريف لكلمة ثقافة «تخيم بظلالها على أوسع نطاق»:
وتعتبر كلمة ثقافة سلوك يتم تجميعه من خلال مجموعة عوامل دقيقة، على الأقل مثلا، من التأثيرات الاجتماعية.هنا، تعتبر هذه المجموعة كيانا مستقل، سواء أكانت، فصيلة، ذرية، مجموعة فرعية أو غير ذلك. ولعل دليل بريما فاشيا Prima facia على وجود ثقافة لدى الكائنات يأتى من خلال دراسة سلوك فصيلة واحدة بعينها، ولكن من خلال عدة عوامل تتميز بالتباين في السلوك فيما بينها، كما أنه يوجد لدى مجموعة من الشمبانزى خصائص معينة قد تكون غير موجودة عند غيرهم قي مجموعة أخرى، أو قد تؤدى أفراد طوائف مختلفة أشكالا مختلفة من نفس السلوك. كما أنه قد يقوى احتمال وجود ثقافة ما قي الحركات التي يؤديها الحيوان عندما لا يمكن تفسير هذا التباين بين الطوائف المختلفة من خلال العوامل البيئية فحسب
كما أشار إلى ذلك تشارلز فريدريك فوجلين Charles Frederick Voegelin، أنه إذا اقتصرت كلمة «ثقافة» على «السلوك المكتسب» وفقط، عندها إذا يمكننا القول بأن لدى جميع الحيوانات قدر من الثقافة. ولعل جميع المتخصصين يجمعون على أن جميع أنواع الطوائف الراقية تشترك في بعض المهارات المعرفية مثل: القدرة على تحديد عمرالأشياء، القدرة على معرفة الأماكن، والقدرة على تصنيف الأشياء، وإيجاد الحلول للمشكلات بطريقة مبتكرة. وعلاوة على ذلك، يرى العلماء بأن جميع طوائف الحيوانات الراقية تشترك في بعض المهارات الاجتماعية: فمثلا لديهم القدرة على تحديد أعداد أفراد الجماعة الاجتماعية التي ينتمون إليها؛ كما أن لديهم القدرة على تكوين علاقات مباشرة قائمة على أساس وجود درجة من القرابة والرتبة؛ كما أنهم يعترفون بدرجة قرابة الطرف الثالث، بل ولديهم القدرة على التنبؤ بالسلوك في المستقبل، وأخيرا تتعاون فيما بينها لإيجاد وسائل لحل المشكلات.

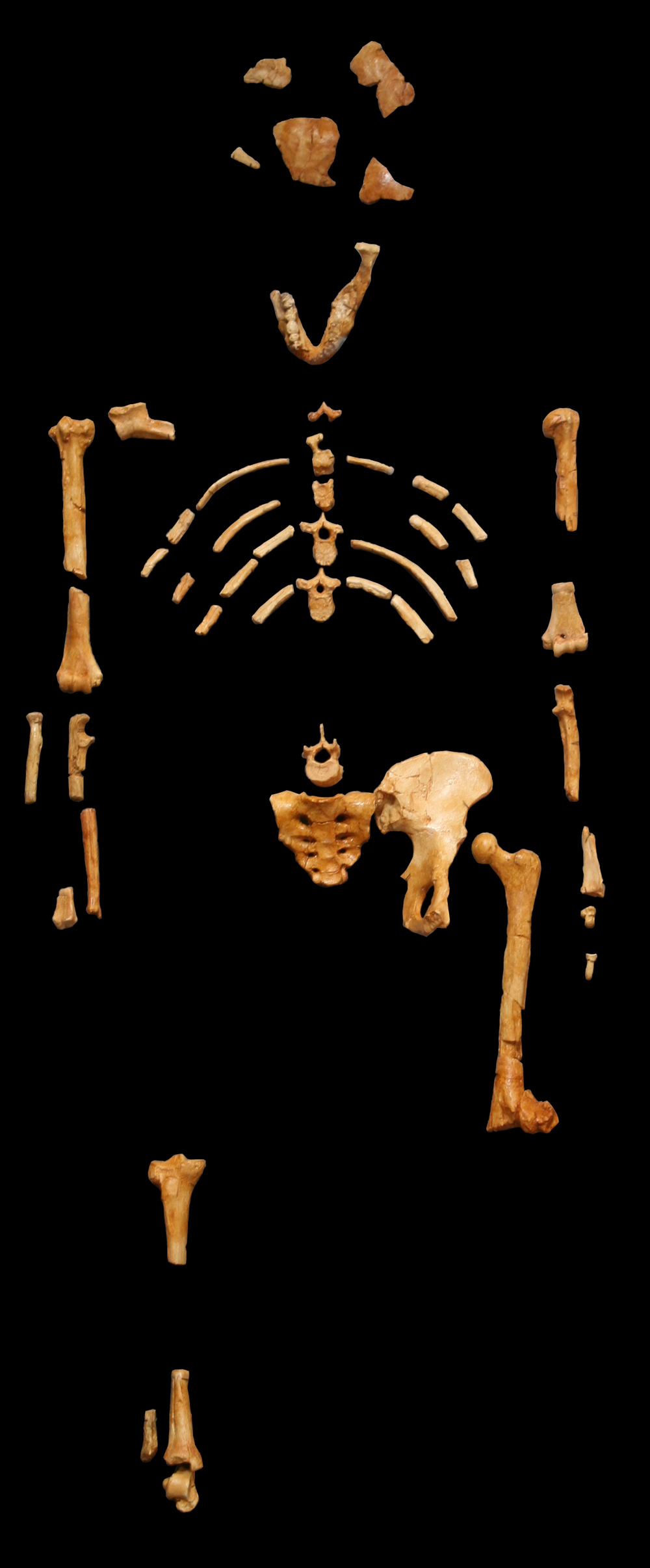
ظلال على الهيكل العظمي للوسي، أسترالوبيثكس أفرانسيس Lucy، an Australopithecus afarensis

حاليا واحد نظرا للتوزيع الزمني والجغرافي للسكان الأدمية

ومع ذلك، فإن مصطلح «الثقافة» ينطبق على الكائنات غير البشرية إلا إذا قصدنا أية ثقافة كانت أو أي سلوك مكتسب كان.وفي ظل الأنثروبولوجيا المادية السائدة، يميل العلماء إلى الاعتقاد بضرورة وجود تعريف أكثر تحديدا.يهتم هؤلاء الباحثين بعلة ارتقاء البشر ليكونوا مختلفى الطباع عن بقية الفصائل الأخرى. وهناك تعريف أكثر دقة لمفهوم الثقافة، والذي يستثني السلوك الاجتماعى للحيوانات من غير البشر، والذي من شأنه أن يسمح لعلماء الأنثروبولوجيا الفيزيائية بدراسة كيفية تطور قدرة البشر الفريدة على اكتساب مفهوم «الثقافة».
وتعدّ فصيلة الشمبانزي (سكان الكهوف والبانيسكس) Pan troglodytes and Pan paniscus بشرا أي (قريبى الشبه بالإنسان العاقل) وهما الأقارب الأكثر شبها ببعضهما بمعنى، أن كلاهما ينحدر من سلف مشترك والذي عاش قبل نحو خمسة أو ستة ملايين سنة. هذا واستغرق كل من هو الخيول وحمير الزرد، والأسود والنمور، والفئران والجرذان، نفس المقدار من الوقت تقريبا لتتباعد عن أسلافها المشتركة. حيث تميز تطور البشرية المعاصرة بالسرعة: فعلى سبيل المثال لقد تطور (الأوسترالابيثاسينز) Australopithicenes منذ ما يقرب من أربعة ملايين سنة مضت، على عكس ما هو الحال بشأن الإنسان المعاصر الذي استغرق عدة مئات الآلاف من الأعوام ولقد طورت الإنسانية خلال هذا الحقبة ثلاث سمات مميزة ألا وهي:
(أ) القدرة على تكوين واستخدام الرموز التقليدية، بما في ذلك الرموز اللغوية ومشتقاتها، مثل اللغة المكتوبة والرموز الرياضية والملاحظات؛ (ب) القدرة على تكوين واستخدام الأدوات المعقدة وغيرها من التكنولوجيا المفيدة، و (ج) القدرة على تكوين مؤسسات وهيئات اجتماعية ذات طابع راقى.
يرى مايكل توماسيلو Michael Tomasello، عالم نفس النمو أن السؤال الجوهرى الذي يطرح نفسه هو " من أين جاءت هذه الممارسات السلوكية الفريدة والمعقدة لتلك الفصائل وما يصحبها من مهارات معرفية ؟. فبما أن الفترة متباعدة جدا ما بين البشر المعاصرين وقردة الشمبانزى من ناحية وبين الخيول وحمير الزرد والفئران والجرذان من ناحية أخرى، وبما أن التطور البالغ التباين بينهم حدث قي فترة قصيرة من الزمن، " ينبغى أن يقوم هذا البحث على قدر قليل من الاختلاف والذي نجم عنه اختلاف بالغ الكبر، بمعنى آخر - بعض التكيف، أو قليل من ذلك التكيف، والذي غير عملية التطور المعرفي للحيوانات الراقية بشتى الطرق. " لا بد وأن الإجابة على هذا السؤال سوف تشكل أساسا لوجود تعريف علمي لمفهوم "ثقافة البشر. كما يراه توماسيلو" Tomasello.
يرى توماسيلو -في ضوء نتائج البحث الأساسي والذي يضم دراسة حول الإنسان والحيوانات الراقية وما اكتسبت من مهارات التعامل مع الأخرى ن واستخدام الأدوات وآليات التعلم - بأن سر تقدم الإنسان على تلك المخلوقات يتمثل في (اللغة، والتكنولوجيات المعقدة، التنظيم الاجتماعي المتشعب) وتعدّ كلها عوامل تمخضت عن كم الموارد المعرفية الهائلة لدى البشر. وهذا ما يسمى «بالتأثير التدريجى» أي: «مشاركة مجموعة من الأشخاص أفكارا مبتكرة يعملون على نشرها فيما بينهم وفي الوقت ذاته يتم اختيار زعماء لتلك المجموعة من الشباب قي مقتبل العمر حتى تساعدهم لأن يظلوا كوحدة متضامنة قي نموذج متجدد إلى أن تأتى بارقة أمل على الطريق». ويتسم الأطفال حديثى الولادة بالمهارة في تعلم سلوك اجتماعى من نوع خاص بالفطرة. لعل من أهم ما ترتب على ذلك خلق بيئة محببة للابتكار الاجتماعى لديهم، مما جعلهم أكثر قدرة على التكيف ليس هذا فحسب بل والتواصل مع الأجيال الجديدة على عكس ما هو الحال في الابتكار الفردي. وكما يرى توماسيلو ينقسم التعلم الاجتماعى -هذا الذي يميز الإنسان عن غيره من الحيوانات الراقية والذي يمثل دورا محوريا في عملية التطور الإنسانى -إلى عنصرين: أما الأول، فهو ما يسمي«التعلم عن طريق المحاكاة،»(في مقابل «التعلم عن طريق المنافسة» والذي تتصف به فصيلة القرود الأخرى)، وأما الثاني، ففى الواقع يعبر البشر عن تجاربهم بطريقة رمزية (بدلا من طريقة التماثيل، كما هو الحال بالنسبة للحيوانات الأخرى). لذلك يمكن كلا من هذين العنصرين البشر من الوصول إلى درجة من الإبداع والحفاظ على المخترعات المفيدة في نفس الوقت. وعلى هذا النحو ينتبلور ما يسمى بالتأثير التدريجى.

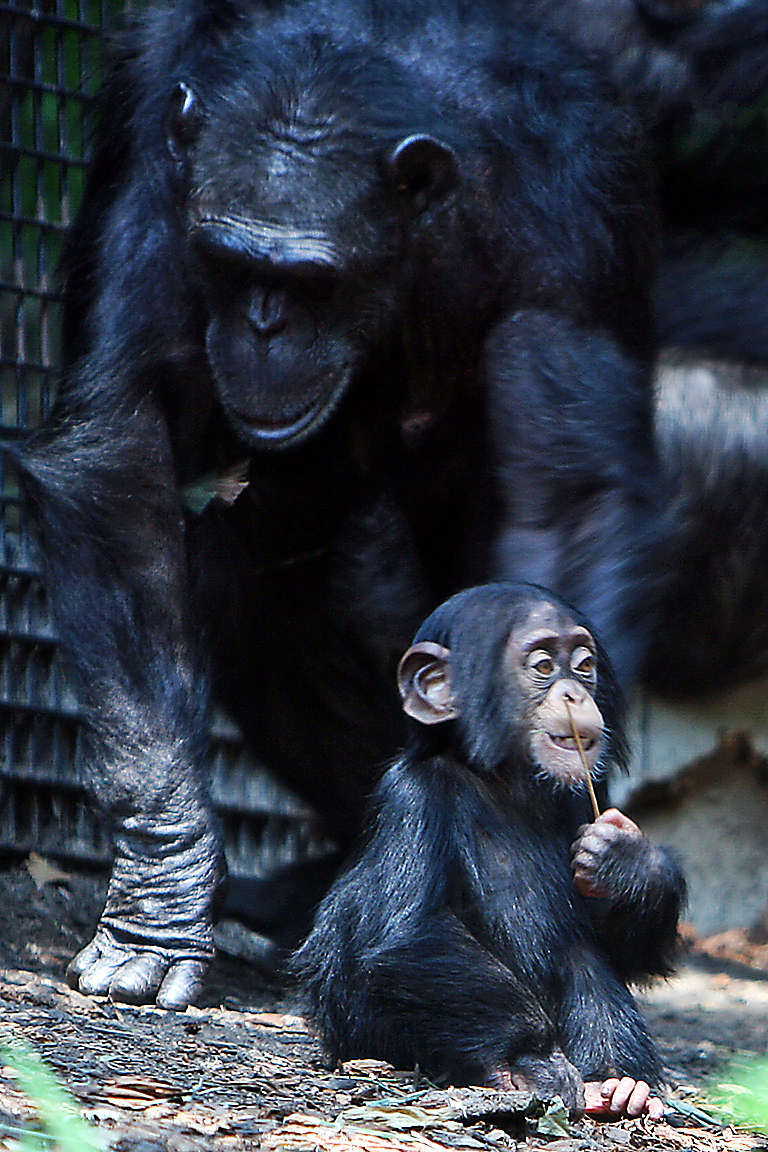
الشمبانزي الأم والطفل

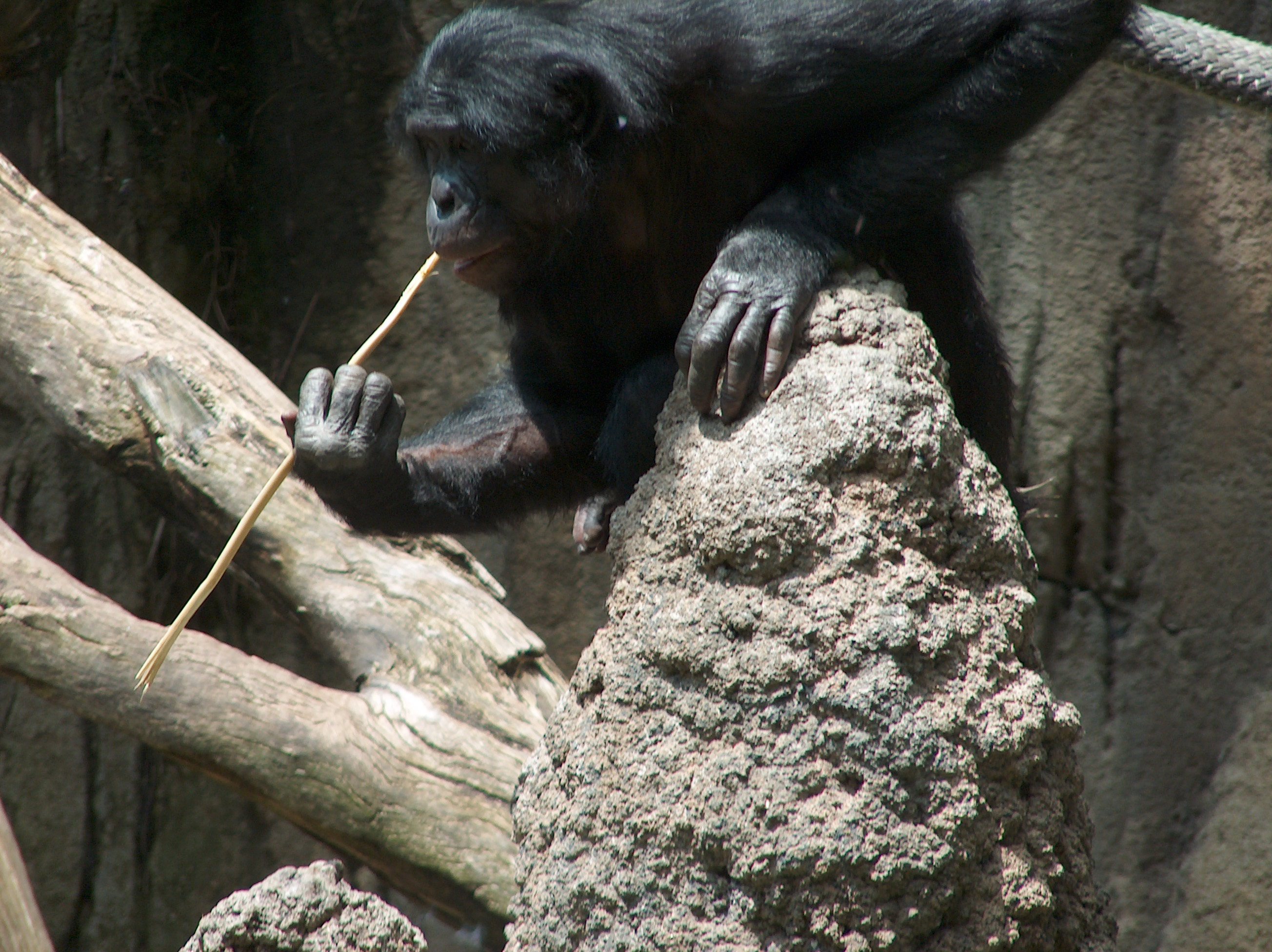
الشمبانزي وكيفية استخراجه الحشرات

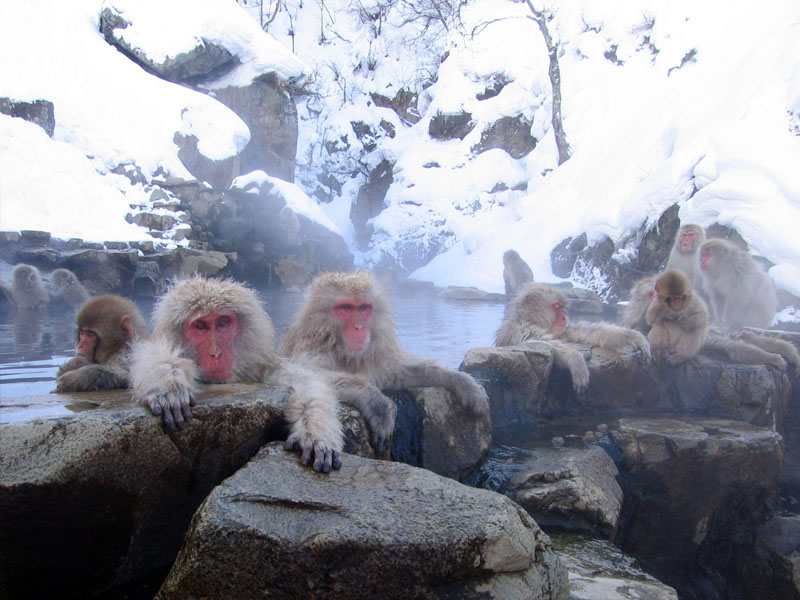
قرود المكاك الياباني قي جيكاديوكنى هوتسبرينج بنانجو Jigokudani hotspring in Nagano

يمثل التعلم بطريقة المنافسة النوع المتعارف عليه بين فصيلة الحيوانات الراقية حيث يركز على الأحداث البيئية المتطورة - ما ينتج من تغييرات بيئية ناجمة عن تصرف الأخرى ن - أكثر من التركيز على العوامل المسببة لهذه الأحداث." ويركز توماسيلو على أن التعلم بطريقة المنافسة لهو إستراتيجية للتكيف بدرجة عالية بالنسبة للقرود لأنه يركز على الآثار المترتبة على الفعل. ففى التجارب المختبرية، عرض على الشمبانزي طريقتين لاستخدام المجراف بوصفه أداة للحصول على شيء بعيد المنال نسبيا. اتسمت كلتا الطريقتين بالفعالية إلا أن إحداهما كانت أكثر فعالية من نظيرتها. ظل الشمبانزي مصرا على محاكاة الطريقة الأكثر فعالية.
تستعمل الحيوانات الراقية أمثلة عديدة لطريقة التعلم عن طريق المنافسة بشكل متعارف عليه تماماتضم صور استحمام قرود المكاك اليابانية، واستخدام الشمبانزي للأدوات، وتواصل الشمبانزى عن طريق الإيماءات أمثلة جلية على التعلم عن طريق المنافسة لدى الحيوانات الراقية. في عام 1953، لوحظت أنثى قرد من فصيلة المكاك والتي تبلغ من العمر 18 شهرا وقتذاك وهي تأخذ قطعة رملية من البطاطا (تم إعطائها للقرود بواسطة المراقبين) إلى نبع مائي (وفيما بعد، إلى المحيط) ليغسل ما علق بها من الرمال. ثم لوحظ نفس هذا السلوك بمرور ثلاثة أشهر بعد ذلك، على والدتها واثنين من رفاقها في اللعب، ومن ثم على أمهات رفاقهم في اللعب في نفس الوقت. ليس هذا فحسب وإنما شوهدت سبع غيرها من صغار قرود المكاك يتعمدون غسيل البطاطس الخاصة بهم، وقد تبنت هذه الممارسة نسبة ما يقرب من 40% من الجماعة. تمثل هذه القصة مثالا صارخا على تقليد السلوك الإنساني إلا أنه ثبت بالدليل القاطع نفى ذلك. فتعدّ إزالة قردة المكاك الرمال عن طعامها سلوك فطرى بحت: تمت ملاحظة مثل هذا السلوك على تلك الفصيلة قبل ملاحظة الأولى وهي تغسل طعامها. وعلاوة على ذلك، فقد لوحظت عملية غسل البطاطا على أربعة قرود أخرى من نفس الفصيلة كل على حدة، مما يوحي بأنه قد تعلم ما لا يقل عن أربعة من القرود الآخرين أن تغسل الرمال بنفسها. فقد تتعلم بعض القرود الأخرى غسل طعامها بطريقة سريعة وهي لا تزال في أقفاصها. وأخيرا، تميز التعلم فيما بين قرود المكاك اليابانية بالبطء النسبى، هذا في الوقت الذي لم يتواكب فيه معدل تعلم الأعضاء الجدد في الفصيلة مع التزايد الواضح في أعداد الأعضاء. على هذا النحو إذا كانت المحاكاة هي الطريقة المستخدمة في التعلم، فإنه لابد لنسبة التعلم أن تتضاعف بشكل ملحوظ. فيعدّ غسل الطعام سلوكا كغيره من أنواع النظافة المتعارف عليها فيما بينهم بشكل طبيعي، كما يعدّ غسل الطعام سلوكا مكتسبا بالفطرة عند القرود التي تمكث منفردة بالقرب من المياه عوضا عن مسحه.فالبتالى يتبين أن كلا النوعين سواء الذي يظل برفقة القرد الذي غسل أولا أو الذي يمكث بجوار المياه مستمتعا بوقته، على دراية بكيفية غسل ما يحصلون عليه من البطاطا. كما يتضح لنا السبب في بطء معدل انتشار هذا السلوك.
اكتسب الشمبانزي كثير من الأنشطة نتيجة لمعايشته عددا من السكان الذين يستخدمون أدوات متنوعة في نشاطهم اليومى مثل: صيد النمل الأبيض، وصيد النمل العادي، وغمس النمل، وشق الجوز، واستعمال أوراق الشجر ككمادات. يصطاد شمبانزى جومبى Gombe chimpanzees النمل الأبيض بواسطة عصا رفيعة صغيرة الحجم، ولكن يستخدم شمبانزي غربي أفريقيا عصا كبيرة الحجم لعمل حفرا في أكوام الطين واستخراج النمل الأبيض عن طريق الغرف بيديه. قد يرجع هذا التنوع إلى «العوامل البيئية» (فيوجد كثير من الأمطار بغربي أفريقيا، مما يجعل أكوام الطمى أكثر لينا وأسهل كسرا على عكس الحال بالنسبة للجومب بشرقى أفريقيا. وبالتالى، لدى قرود الشمبانزي القدرة على التعلم بطريقة المنافسة بشكل جيد. كما تتعلم صغار الشمبانزي كيفية تسلق فروع الأشجار وكيفية صيد الحشرات بطريقة فردية. فعندما يرون أمهاتهم يتسلقن الأشجار بغية صيد الحشرات من أجل غذائهم، يتعلموا على الفور أن يفعلوا ذلك بالمثل. وبعبارة أخرى، يقوم هذا الشكل من أشكال التعلم على أنشطة متعارف عليها من قبل الأطفال مسبقا.

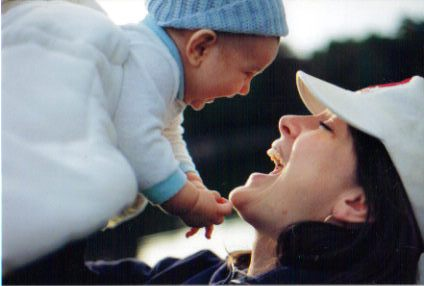
الأم والطفل

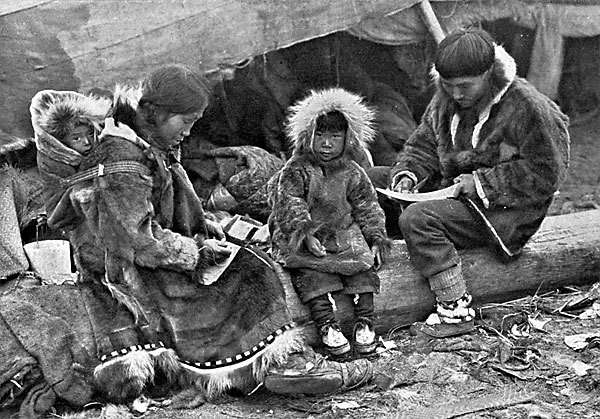
أسرة الإينكيتوت Inuit Family

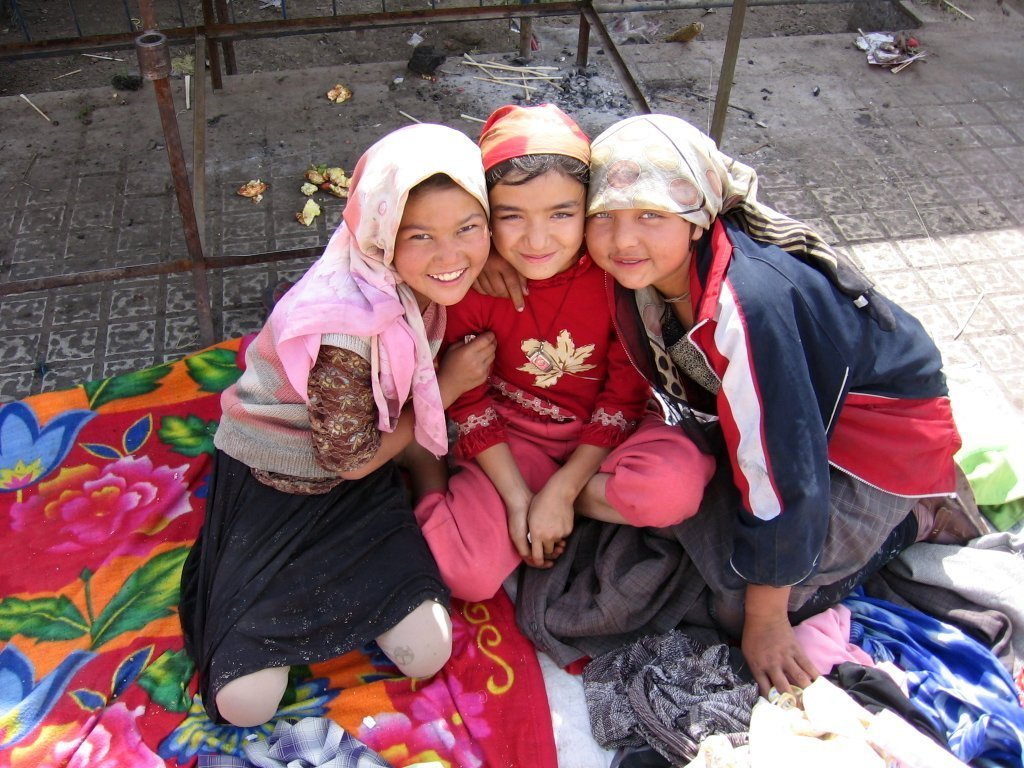
الفتيات قي منطقة شينجيانغ بشمال غرب الصين

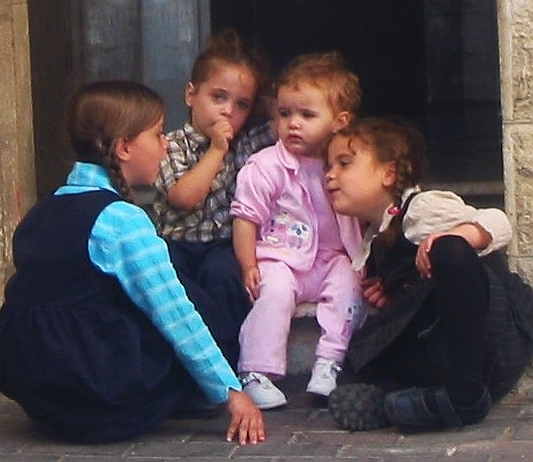
الأطفال في القدس

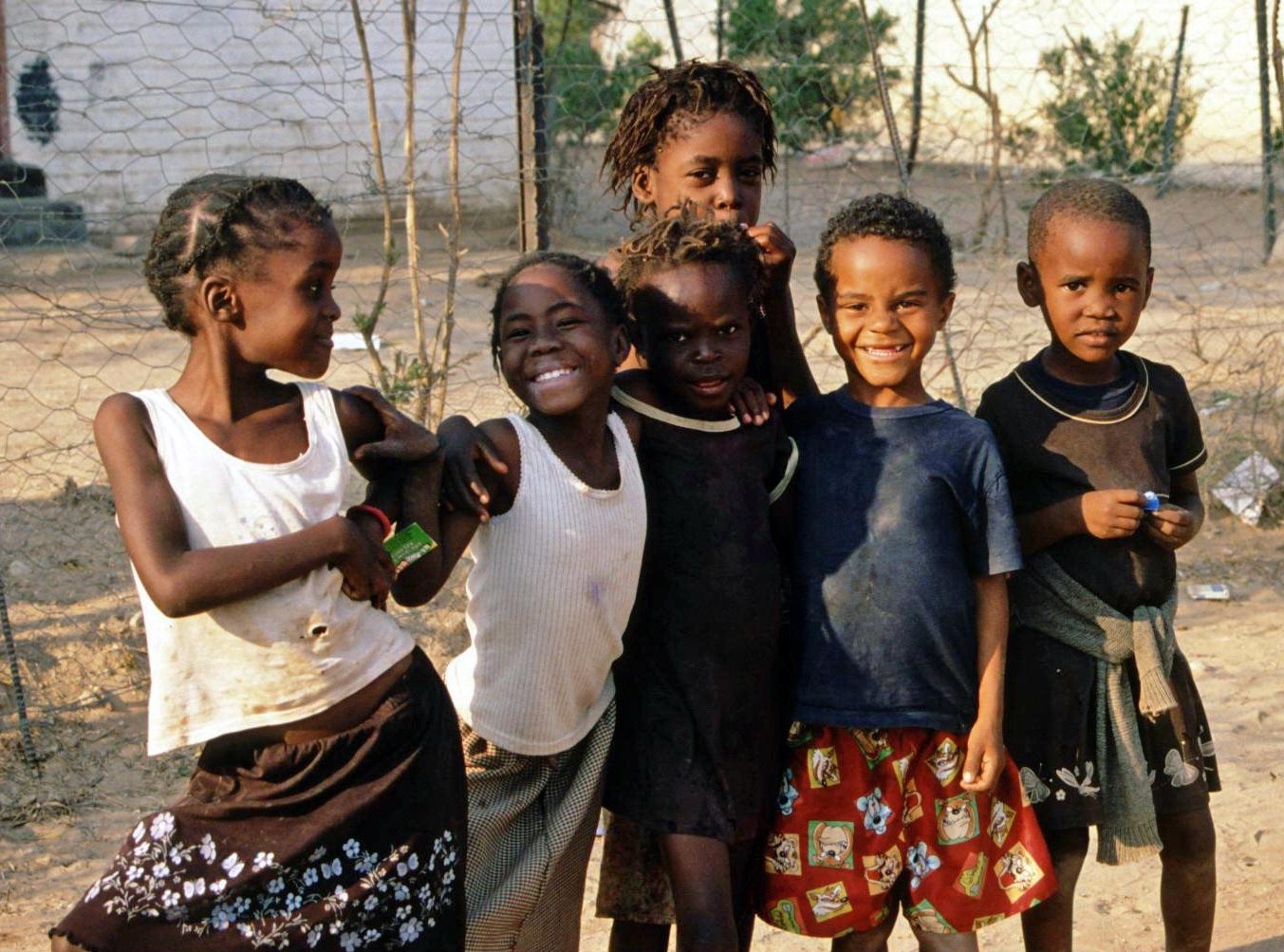
الأطفال في ناميبيا

يستخدم الأطفال طريقة التعلم بالمحاكاة ونقصد بها "إصدار استجابة مقصودة متوازنة مبنية على وعي تام مسبق لدى الطفل." فيبدأ الأطفال حديثى الولادة في إدراك بعض الأدلة من هذا النمط من التعلم في عمر يتراوح ما بين التاسعة والثانية عشر، وذلك عندما يركز الطفل انتباهه ليس على الشيء وإنما على طريقة النظر للكبار والتي تمكنه من الاستفادة منهم باعتبارهم أدلة يهدونه السبيل في وقت لاحق "وبنفس الطريقة يتصرف الطفل مع الأشياء بنفس الطريقة التي يتصرف بها الكبار". وتعدّ هذه العلاقة موثقة جيدا واصطلح على تسميتها "الصلة المشتركة" أو "الاهتمام المشترك." كما يعرف التنامي في قدرة الأطفال على التعرف على الأخرى ن عن طريق "العوامل المتعمدة:"حيث يكون لدى بعض "الناس " القدرة على السيطرة على تصرفاتهم العفوية" والذين "لديهم أيضا أهداف بحياتهم ويقومون باتخاذ قرارات مصيرية من خلال وسائل سلوكية معينة لتحقيق غاياتهم الذين يسعون من أجلها."

## ادراك الطفل
تمد عملية نمو المهارات المشتركة بحلول نهاية العام الأول من حياة الطفل بأساس قوى للتعلم بطريقة المحاكاة يظهر بطبيعة الحال في العام الثاني. حيث قلد مجموعة أطفال يناهزوا الـ18 شهرا من العمر طريقة معقدة نسبيا لشخص بالغ في إضاءة مفتاح الكهرباء، وإن كان لدى تلك المجموعة من الأطفال طرق أكثر سهولة وأكثر طبيعية لتحقيق نفس الهدف. وفي دراسة أخرى، تعامل فيها مجموعة أخرى من الأطفال في عمر ال 16 شهرا مع البالغين الذين استخدموا سلسلة معقدة من الحركات بدت مقصودة بعض الشيء، ومجموعة مماثلة من الحركات بدت عرضية نوعا ما، بدأ الأطفال في محاكاة تلك الحركات التي تبدو متعمدة. وكشفت دراسة أخرى تم اجراؤها على مجموعة من الأطفال يناهزون ال 18 شهرا عن أنهم يحاكون البالغين في حركاتهم المتعمدة، والتي لا تشترط أن ينجحوا في تنفيذها بدرجة صحيحة في كل الأحيان.
ركز توماسيلو على أن هذا النوع من التعلم بالمحاكاة " يعتمد أساسا على قدرة الرضع على تمييز البالغين، وعلى قابليتهم على التعرف على تصرفات الآخرين والهدف من ورائها والوسائل المختلفة التي يمكن استخدامها لتحقيق ذلك." يسمى ماسيلو هذا النوع من التعلم ب"التعلم الثقافي لأن تعلم الطفل ليس مجرد تعلم مجموعة أشياء من الأشخاص الآخرين، وإنما يعدّ أيضا تعلم أشياء من خلالهم—بمعنى أنه يجب أن يعرف شيئا عن وجهة نظر الكبار إبان موقف معين للاستفادة من حدوث موقف مماثل في المستقبل. " ويخلص إلى أن الميزة الرئيسية للتعلم الثقافي هو أنه لا يحدث إلا عندما يقوم الفرد "بتفهم تصرفات الآخرين المتعمدة، كما هو الحال مع شخص ما، حينما تكون لديه وجهة نظر ما حيال العالم من حوله والتي يمكن اتباعها وتطبيقها والاستفادة منها بشكل عام.
يعد كلا من التعلم بالمنافسة أو بالمحاكاة طريقتين مختلفتين لا يمكن تفسيرهما إلا في ظل كلا من الظروف البيئية المحيطة أو ملابسات عملية التطور على حد سواء. ففى إحدى التجارب، تم تقديم اثنين من صغار الشمبانزي يناهزوا الثانية من العمر كل على حدة بأداة للغرف وشئ يبعد عنهم نسبيا.كما قدم الأشخاص البالغون طريقتين للوصول إلى الشيء باستخدام الأداة إحداهما فعالة والأخرى أقل فعالية. استخدم الشمبانزي الطريقة الأكثر فعالية ذاتها أكثر من مرة. وبنفس الطريقة، يقلد الأطفال أي أسلوب يتبناه البالغين ويرونه سليما. فربما يعتقد البعض بأن الشمبانزى أكثر ذكاء إذا ما وضع في كفة مقارنة بنفس تلك المعايير مع البشر في آن واحد. لدى كلا الطرفين نسبة ذكاء متساوية من منطلق الناحية التطورية لكن مع مراعاة اختلاف نوع الذكاء المرتبط باختلاف البيئات. ترتبط آليات تعلم الشمبانزي مع البيئة المادية المحيطة بهم والتي لا تتطلب سوى القليل من التعاون الاجتماعي فيما بينهم (وذلك بالمقارنة مع البشر). فتتناغم آليات تعلم الإنسان والبيئة الاجتماعية المتشعبة المحيطة به حيث نجد أن تفهم وجهات نظر الأخرين أهم بكثير من النجاح قي أدء مهمة معينة.من وجهة نظر توماسيلو، مكنت تلك الآلية من تحقيق «التأثير التدريجى» والذي ساعد بدوره البشرية في تطور أنظمتها الاجتماعية المتشعبة والتي خلقت نوعا من التكيف الفعال مع البيئات المادية المختلفة على سطح البسيطة.

## التعليم الثقافي
يعدّ التعلم الثقافي من وجهة نظر توماسيلو ضرورة ملحة من أجل اكتساب اللغة. حيث لا يتعلم كل أطفال مجتمع ما أو معظمهم في آخر جميع المصطلحات من خلال التأثير المباشر من قبل البالغين عليهم. وعموما، يجب على السواد الأعظم من الأطفال أن يجدوا طريقة لتعلم اللغة من خلال الاحتكاك الاجتماعى الطويل الأمد، حتى من خلال الكلام الموجه لغيرهم في بعض الأحيان. وذلك لوجود كمية هائلة من المفردات الخاصة بلغتهم أيا كانت. هذا ما أكدته مجموعة متنوعة من التجارب التي تعلم من خلالها الأطفال بعض الكلمات الجديدة وإن لم يتواجد مصدرا مباشرا لتلك الكلمات، بل يمكن أن يتواجد أكثر من مصدر لها في آن واحد، ولم يكن للبالغين أية جهود مبذولة بطريقة مباشرة كمحاولة لتعليم ولو كلمة واحدة فقط للطفل. لا يعدّ الرمز سوى علامة على الفهم العام لموقف مشترك هذا ما انتهى إليه توماسيلو.
وأكد توماسيلو بعد استعراضه لبحث في عام 1999 تضمن مقارنة بين آليات تعلم البشر وغيرهم من الحيوانات الراقية ما جاء به عالم الأنثروبولوجيا البيولوجية رالف هولواي Ralph Holloway في مناقشته عام 1969 من أن سر تطور البشرية وما توصلوا إليه من ادراك لطبيعة مفهوم الثقافة ما يتمثل في ترابط كلا من السلوك الاجتماعى والمعرفة الرمزية. وفقا لهولواي، يتمثل مفتاح السر في فهم تطور شبيه الإنسان، وهو في الوقت ذاته نفس مفتاح سر مفهوم كلمة «ثقافة»، في آلية تنظيم الإنسان لخبراته. تعدّ الثقافة هي «فرض شكل تعسفي على البيئة.» تعد تلك الحقيقة هي الأولى من نوعها والتي يتطرق فيها هولوواى إلى ما يميز كلا من آليات التعلم لدى الإنسان، واستخدام الآلة، واللغة. يعدّ كلا من صناعة البشر للآلة، وقدرتهم على اكتشاف اللغة عمليات معرفية متشابهة إن لم تكن متطابقة حيث تزودنا بدليل دامغ على كيفية تطور البشرية.
وبعبارة أخرى كما أشار مكجرو على أهمية تركيز علماء الأنثربولوجيا على أنماط السلوك مثل استخدام الآلة ومهارات التواصل وذلك لعدم إمكانية التعرف على ما في داخل العقل، رأى هولوواي بقطعية الدليل على وجود تباين في الناحية المعرفية بين البشر وغيرهم مثل وجود اللغة البشرية، واستخدام الآلة، بما في ذلك الأدوات الحجرية البدائية التي وجدت في سجل الحفريات والتي توضح بالضرورة تطور الإنسان. لا يتسائل هولوواى عن كيفية تعامل أو تعلم تلك المخلوقات مع بعضها البعض أو كيفية صناعتهم للأدوات وإنما في «طريقة» قيامهم بتلك الأمور. «يعد غسل البطاطا في المحيط.. تجريد أغصان الأوراق لصيد النمل الأبيض»، وأمثلة أخرى لاستخدام الحيوانات الرئيسية للآلة شيئا مبدعا في حد ذاته، هذا وليس هناك أي تدخل من البيئة لمساعدة الحيوانات." تمثل الأدوات البشرية شكل من أشكال استقلال الإنسان عن البيئة الطبيعية والذي يبرز التفكير الرمزي. "يتمثل أروع مظهر من مظاهر الإبداع قي عملية تحضير العصا لصيد النمل الأبيض وما فيها من تجسيد للعلاقة بين المنتج والمادة الخام. على العكس من ذلك، لا تتجسد أهمية العلاقة بين شكل المنتج النهائي والمادة الخام قي عملية صناعة الأداة الحجرية.
من وجهة نظر هولوواي، لدى أسلافنا من غير البشر، أمثال قرود الشمبانزي المعاصرة وغيرها من الرئيسيات الأخرى، نفس المهارات الحركية والحسية، والفضول، والذاكرة، والذكاء، ربما مع اختلاف في الدرجة. «إنه عندما يتم دمج هذه السمات الفريدة مع طرق الإنتاج التعسفي (ما يعرف بالرمزية)، وفرض هذا كله على هذا الكائن يظهر لدينا الرجل المثقف المعاصر قي ثوبه الأنيق».
لقد ذكرت فيما سبق أنه لابد لأى نوع من الثقافات وأن يتضمن قي طياته شكلا من«فرض أساليب تعسفية على البيئة» تشمل هذه الجملة عنصرين. أولهما علينا الاعتراف بأن العلاقة بين عملية الترميز، وهذه الظاهرة (سواء كان ذلك آلة، أوشبكة اجتماعية، أو مبدأ مجرد) باعتباره غير مبدع. والآخر هو فكرة الإنسان كمخلوق قي حد ذاته والذي يمكنه سدل أستار من الوهم والضلال على أنظمة العمل ليمارس نزواته من خلالها، والذي يفرض أفكاره ومشاريعه على البيئة على حد سواء. ومن ثم يرضى شكل الجو المحيط به غروره والذي بدوره ينعكس بطبيعة الحال على البيئة مرة أخرى ويتخمها بأعباء التكيف مع الوضع الجديد.
ويشبه هذا ما توصل إليه توماسيلو كغيره من فكرة «التدرج» التي تتيح للبشر مزيدا من التقدم السريع.بالنسبة لهولوواى، تزود المرحلة الأولى من الفكر الرمزي بين البشر بدفعة «بداية» لتنمية العقل، لابتكار آلات أكثر تعقيدا، وخلق هيكل اجتماعي، ولغة تتطور من خلال ديناميكية مستمرة من ردود الفعل الإيجابية. «يمثل هذا التفاعل بين النزوع إلى بنية البيئة بصورة تعسفية، وردود الفعل من البيئة المحيطة بالكائن الحي عملية طارئة، تختلف بطبيعتها عن أي شكل سبقها».

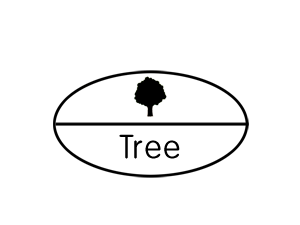
تعسف

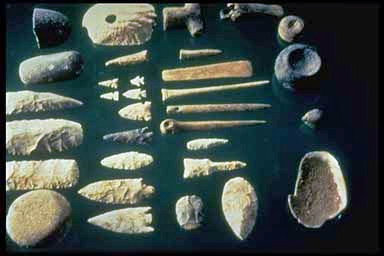
ادوات حجرية قديمة

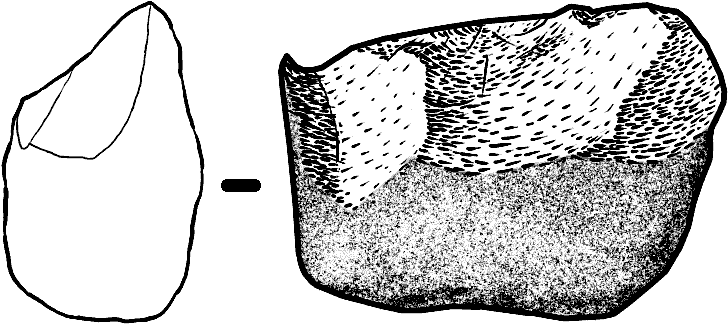
فأس بسيط الحافة

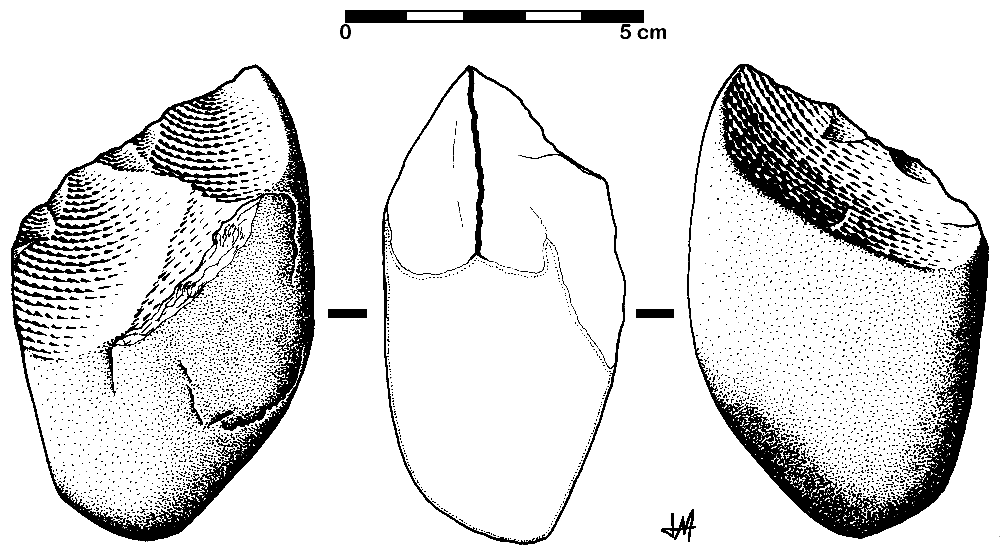
أداة تقطيع

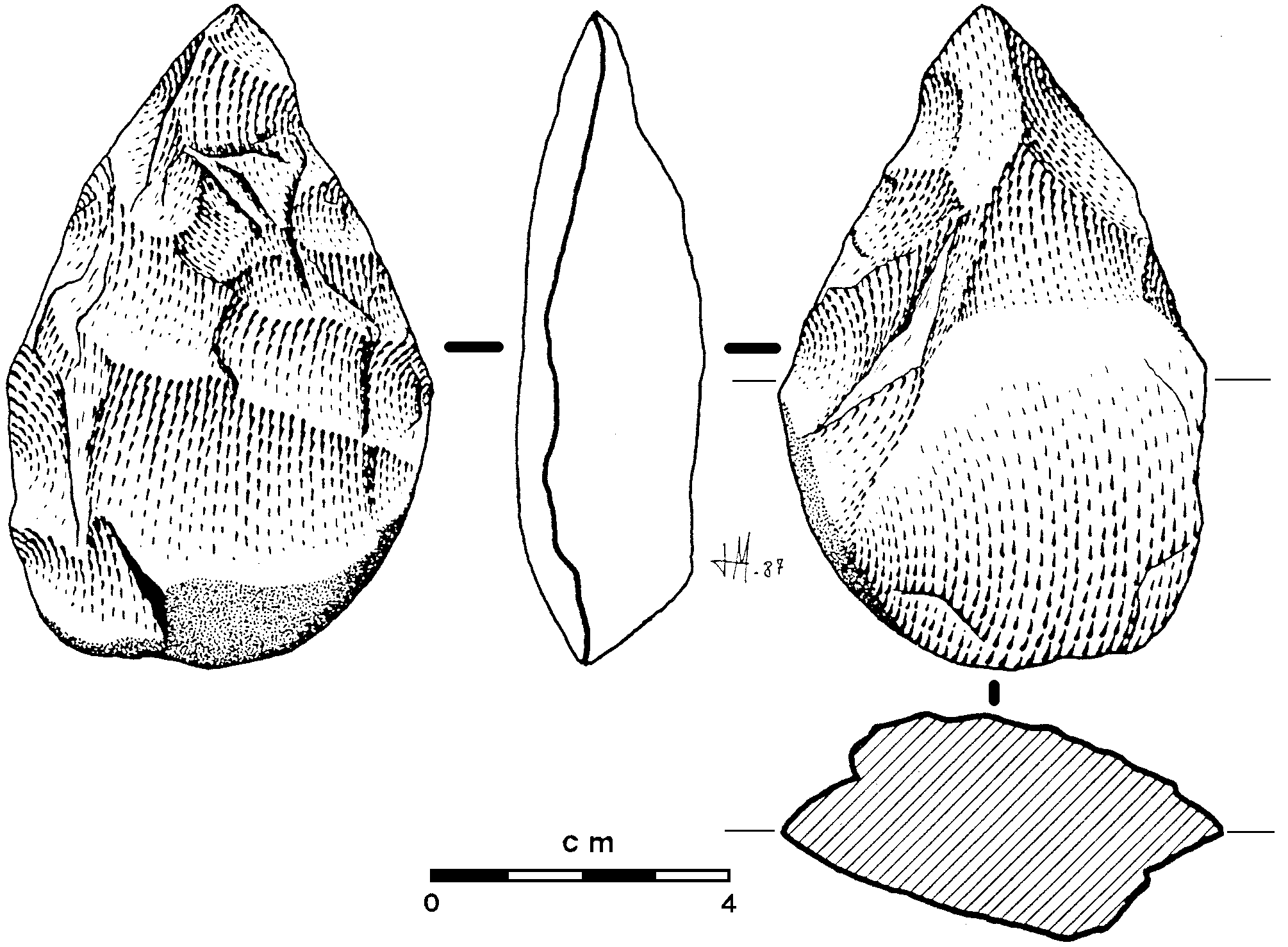
H] أدوات تقطيع

حدد كلا من تشارلز هوكيت Charles Hockett وآر آسكر R. Ascher بصفتهم من علماء اللغة ثلاثة عشرة سمة من سمات اللغة، يتقاسمها أشكال أخرى من التواصل بين الحيوانات. وتعدّ القدرة اللغوية الهائلة لدى الإنسان من إحدى تلك السمات، وبعبارة أخرى، يكون لدى المتحدثين بلغة ما القدرة على إنتاج عدد لا حصر له من العبارات الأصلية لتلك اللغة. ويبدو أن تلك القدرة ما هي إلا نتاج لحصيلة سمات بشرية من نوع فريد.كما تعد "ازدواجية الأشكال" من تلك السمات، حيث تتألف لغة الإنسان من التعبير عن عدة عمليات منفصلة، لكل منها مجموعة من القواعد الخاصة: مثل دمج الصوتيات اللغوية لتكوين المقاطع morphemes، والجمع بين morphemes لإنتاج الكلمات، والتي تشكل بدورها جملا في نهاية المطاف. وبالتالي يكون لدى أي شخص القدرة على إنتاج تركيبات لغوية بشكل لانهائي عن طريق إجادة عدد محدود من الإشارات الخاصة والقواعد اللغوية. وهناك عنصرا آخر بالغ الأهمية يتمثل في كون اللغة البشرية رمزية إلى حد ما، حيث يمكن أن تحمل مجموعة كلمات مشتركة في نفس الصوت معانى متعددة وذلك لاختلاف طرق هجاء كل منها عن الأخرى. ] وبمعنى آخر يتحدد معنى تلك الكلمات من خلال السياق بشكل واضح. فبما أن معان تلك الكلمات يفرض نفسه على السياق، ونتيجة وجود معان متعددة لكلمة واحدة، ونتيجة إمكانية الإشارة لأى شيء باستخدام مجموعة مختلفة من المفردات؛ فإنه يعتمد على اختيار الألفاظ بمعناها الذي يتضح من خلال السياق، وعلى قصد المتكلم من وراء كلامه، وعلى قدرة السامع على فهم ذلك كله بطريقة سليمة. فكما يرى توماسيلو Tomasello، على المتكلم الناظر لشجرة معينة والذي يريد لفت انتباه السامع إلى تلك الشجرة أن يقرر التعبير المناسب لوصف تلك الشجرة بناء على معرفة السامع لنوعية تلك الشجرة وبناء على توقعه لها حيث يمكنه الإشارة إليها ب" تلك الشجرة هناك، " أو "هذه"، أو "هذا البلوط" أو"هذا البلوط الطاعن قي السن"، أو " تلك الشجرة"، أو شجرة الباجسوينج تلك "، أو " ذلك الشئ الماكث بالساحة الأمامية"، أو"تلك الزينة"، أو "هذا العائق"، وبأي عدد من التعبيرات الأخرى.. حيث لا يتم اتخاذ مثل تلك الاختيارات قي ضوء الأهمية المباشرة لطبيعة الشئ أو النشاط من قبل المستمع بالدرجة الأولى وإنما تقوم على أساس رغبته واهتمامه بالشئ أو النشاط وفقط.
هذا هو السبب في أن الإدراك الرمزي والاتصالات والتعلم يسيران جنبا إلى جنب.
ويرى هولوواي بأن الأدوات الحجرية المرتبطة بجنس شبيه الإنسان لها نفس الخصائص التي تميز الغة البشرية:
في ضوء ما ذكرنا آنفا من أمثلة متعلقة ببناء الجمل، وبالقواعد، وبتسلسل الأفكار، يمكن لأي كائن يتصف باكتساب اللغة من أن يستخدمها بنفس الطريقة لوصف صناعة الأدوات ولا يثير ذلك أية مظاهر للدهشة. حيث كلاهما من الأنشطة المتسلسلة، وكلاهما له قواعد صارمة قي وحدة التسلسل للأنشطة (قواعد اللغة، وبناء الجملة)، وكلاهما مثالا للنظام الهرمي للنشاط (كأي نشاط حركي آخر)، وينتج كلا منهما مفردات تتميز بالتنوع والتي من ثم تصبح جزء من البيئة، إما بصفة مؤقتة أو دائمة.
ونعنى بإلإنتاجية المرجوة في ضوء المعايير الحالية أن تستخدم جميع الأنواع الأساسية لأغراض متعددة، بمعنى أن يكون لدى صناعة الآلات القدرة على التوسع بشكل دائم مع مرور الوقت، كما يكون للتغيير الطفيف قي النمط الأساسي القدرة على مواجهة بعض الفرص الوظيفية الجديدة. وتعدّ العناصر الأساسية «المفردات» لعمليات السيارات مثل - الصنفرة، والفصل، والتعديل، وإعداد الممرات الأكثر تحملا، وما إلى ذلك، تستخدم جميعها في تركيبات مختلفة لإنتاج أدوات متباينة، وبأشكال مختلفة، وكما هو متوقع باستخدامات مختلفة... هذا إن تم التركيز على طريقة عمل كل أداة على حدة؛ فلن تظهر النتيجة النهائية على الساحة أبدًا، حيث تعتمد كل مرحلة على ما قبلها وترتبط بما بعدها، ويتطابق كل جزء قي آلية العمل في آخر الأمر مع الخطة الأصلية. وبعبارة أخرى، لا يعتد بأي أداة قي الهيكل العام للمنتج إلا إذا اكتملت المراحل كلها بحذافيرها، بل وتعد كل جزئية منفصلة قي العمل بلا طائل إلا إذا تم استخدامها ضمن المنتج النهائي. هذا بالضبط الحال مع اللغة.
كما أثبت توماسيلو Tomasello، أن الفكر الرمزي لا يعمل إلا في بيئة اجتماعية معينة:
وتفرض الرموز الجامدة مجموعة من التصورات، والتي لا تسمح للأعضاء بالتواصل حول الكائنات نفسها من حيث المكان والزمان (كما في الصيد) ولكنها تسمح أيضا للعلاقات الاجتماعية بمزيد من المعيارية وقلة نسبة التلاعب بها عن طريق الرموز. حيث يتم النظر إلى الخصوصية ضمن درجات من السلوك. فمن منظور جمود الإدراك الحسي، تفرض الرموز بثبات السلوك الاجتماعي، والذي يعدّ بدوره شرطا مسبقا لمهمة التفاضلية لقطاعات الأدوار في مجتمع متمايز متكيف، ليس فقط مع البيئة الخارجية ولكن مع ذاته على حد سواء.
حيث أثبت عالم الأنثروبولوجيا البيولوجية تيرنس ديكون Terrence Deacon، في أبحاث استغرقت أكثر من عشرين عامًا حول تطور البشرية، والأمراض العصبية، علم الحيوانات الراقية، أن «تصعيد» التأثير ما هو إلا شكلا من أشكال «التطورالبلدوينى»Baldwinian Evolution. نسبة لعالم النفس جيمس بالدوين، James Baldwin، ويصف العواقب التطورية التي تطرأ على سلوك الحيوان وذلك عندما تتغير البيئة الطبيعية، وبالتالي العوامل المؤثرة على الحيوان.
انتشر ذات مرة السلوك النافع ضمن مجموعة من السكان، وأصبح أكثر أهمية من أجل البقاء على قيد الحياة، حيث سيتم توليد ضغوط على اختيار الصفات الوراثية التي تدعم انتشارها.. فالحجر والأدوات الرمزية، والتي كانت في البداية تساهم قي تعليم القرود بشكل مرن، فلبت في نهاية المطاف الأوضاع رأسا على عقب لمستخدميها وأجبرتها على التكيف مع الوضع الجديد التي تتيحها هذه التقنيات. وبدلا من أن تكون مجرد حيل مفيدة، صارت هذه الأنشطة السلوكية عناصر لا يمكن الاستغناء عنها للحصول على الغذاء وتنظيم السلوكيات الاجتماعية في مجمتع جديدهذا ويرجع أصل كلمة «إنسانية» إلى كونها تلك النقطة في تطورنا، حيث أصبحت هذه الأدوات المصدر الرئيسي للسيطرة على أجسادنا وعقولنا. تلك المعرفة الرمزية . للكائنات الراقية.
وفقا لديكون Deacon، حدث هذا في الفترة بين 2 و2.5 مليون سنة مضت، عندما اكتشف أول دليل عضوي من استخدام الأدوات الحجرية وبداية اتجاه نحو زيادة في حجم المخ. ولكنه تطور اللغة الرمزية التي هي السبب—وليس في الواقع النتيجة—قي هذه الاتجاهات. بشكل أكثر تحديدا، يقترح ديكون بأن الأسترالوبيثاسين Australopithecines، مثل القرود المعاصرة، قد استخدموا الأدوات، فمن المحتمل أنه على مدى ملايين السنين من تاريخ الأسترالوبيثاسين Australopithecine قد تكون طورت نظم الاتصالات الرمزية. أي أن واحدة من هذه المجموعات غيرت بيئتها حيث «قدمت اختيار لقدرات تعلم شديدة الاختلاف عن تلك الأنواع السابقة لها.» ] هذه الفصيلة بدأت العملية البلدوينية (التدرج التأثيري) التي أدت بدورها إلى تطورهم إلى جنس شبيه الإنسان.
ويتبادر السؤال لدى ديكون، ما هي التغييرات السلوكية البيئية التي من شأنها تطوير قدرة التفكير الرمزي على التكيف؟ وهنا يؤكد على أهمية تمييز الإنسان عن جميع الأنواع الأخرى، ليس من أجل اقراره بذكاء الإنسان وإنما ليستقرأ الواقع. فبما أن تطور قرود السابينز الشبيهة بالإنسان قد انحدر من أسلاف لم يعرفوا مفهوم الثقافة، فماذا أصابهم ليبتعدوا عن المعرفة، التعلم، التواصل، وطرق صنع الأدوات التي كانت واستمرت ليتكيف معها معظم الحيوانات الراقية الأخرى. (ومعظم باقى الفصائل الحيوانية الأخرى، كما ذكر البعض). وتعدّ أنظمة التعلم الرمزية مضيعة للوقت أكثر من غيرها من أشكال التواصل، لذلك سهل التفكير الرمزي إمكانية التوصل لإستراتيجية اتصال مختلفة، ولكنها ليست الأكثر كفاءة من تلك المتعارف عليها بين القرود الأخرى. ومع ذلك، لابد وأنها قدمت ميزة انتقائية بطريقة أو بأخرى لمساعدة قرود السابينز الشبيهة بالإنسان على التطور. وبدأ ديكون البحث في بعدين رئيسيان في التاريخ التطوري: سلوك البحث عن علف الماشية، وأنماط العلاقات الجنسية. وكما أنه لاحظ أن المنافسة من أجل الوصول إلى الممارسة الجنسية ضيقت نطاق إمكانيات التعاون الاجتماعي في كثير من الأنواع، وبرغم هذا كله، لاحظ ديكون، وجود ثلاثة أنماط ثابتة في مجال التناسل البشري التي تميز البشر عن غيره من الأجناس:
1. عادة ما تسهم الذكور والإناث على حد سواء جهدا كبيرا من أجل تربية أبنائهم، وإن كان ذلك بدرجات متفاوتة في كثير من الأحيان، وبطرق مختلفة في أحيان أخرى.
2. تقتصر الحقوق الجنسية في جميع المجتمعات، وإذا كانت الغالبية العظمى على الذكور والإناث المرتبطين على المدى الطويل، كما تحرم على أولئك الأفراد من الجنس الآخر.
3. يبقوا على هذه العلاقات الجنسية الحصرية أثناء العيش في مجتمع يتراوح ما بين متواضع الحجم إلى كبير الحجم ومتعدد الذكور، ومتعدد الإناث، ويضم عدد من الفئات الاجتماعية التعاونية.[65]

وعلاوة على ذلك، هناك سمة واحدة مشتركة بين جميع المجتمعات المعروفة التي تبحث عن الغذاء (حال جميع البشر قبل مضى عشرة أو خمسة عشر ألف سنة)، والتي تختلف اختلافا ملحوظا عن القرود الأخرى: "استخدام اللحم.. حيث تزامن ظهور بعض الأدوات الحجرية الأولى منذ ما يقرب من 2.5 مليون سنة مع التحول الجذري في السلوك بدرجة كبيرة من أجل البحث عن اللحم. ] ولا يعتقد ديكون بضرورة التفكير الرمزي للصيد أو لصنع أداة (على الرغم من أن صنع الأدوات يعدّ قائمة تضم مجموعة كبيرة من التفكير الرمزي)، بل كان ضروريا لنجاح العلاقات الاجتماعية المميزة.
يكمن السر في أنه باعتبار أن الرجال والنساء على قدم المساواة من الباحثين عن اللحوم بطريقة فعالة، قي حين أن الأمهات اللاتى يحملن الأطفال المعالين لسن من صائدي اللحم المحنكات. وبالتالي يجب أن يعتمدن على الصيادين من الذكور. ومما أدى إلى وجود نظاما ينفرد فيه الذكور بطريقة متفردة للوصول الجنسي للإناث، وتستطيع الإناث الاعتماد على شريكها الجنسى قي تأمين توفير الغذاء لهن ولأطفالهن. في معظم الفصائل الثديية، ينتج نظام رتبى أو يتسم بالمنافسة الجنسية الذي يتسبب بدوره قي تعدد الزوجات، أو رابطة الزواج طويلة الأمد والتي تربط بين فردين يتمتعون بالاستقلال النسبى عن غيرهم من البالغين من الأنواع، وفي كلتا الحالتين يلعب عدوان الذكور دورا هاما في الحفاظ على الاتصال الجنسي لرفيقته أو رفيقاته. (ق). ما هي الصفات الفريدة من نوعها التي تميز البشر؟
سبب اعتماد البشر على الموارد الغير متوفرة نسبيا للأمهات من الإناث نوعا من التعاون بين والد الطفل وأمه، بل أيضا التعاون مع غيرهم من الأقارب والأصدقاء، بما في ذلك الأفراد المسنين والأحداث، والذين يمكن الاعتماد عليهم قي الحصول على المساعدة. ولعل المطالب الخاصة للحصول على اللحوم ورعاية الأطفال الرضع ترجع إلى الدوافع الأساسية لسمة مميزة ثالثة من أنماط التكاثر البشري: تعاون المجتمع لمواجهة متطلبات المعيشة.
يعد الإدراك الرمزي من أهم ما يميز المجتمعات البشرية، والذي يؤدي بالتالي إلى تطور الثقافة: «تعاونية، مختلطة الفئات الاجتماعية، مع عناية كبيرة ورعاية من الذكور للنسل، وأنماط منتظمة نسبيا من تحديد النسل». تندرهذه التوليفة نسبيا في الأنواع الأخرى لأنها «عرضة للتفكك.» حيث تعمل اللغة والثقافة بمثابة الصمغ الذي يربطهما معا.
. يعتمد الشمبانزي أيضا على صيد اللحوم كغذاء له، في أغلب الحالات، ومع ذلك، تستنفذ الذكور ما تصطاده من اللحوم على الفور، ولا تحصل الإناث على قدر قليل إلا إذا تصادف وجودهن في الجوار. وتزداد نسبة صيد اللحوم بين فصيلة الشمبانزي عندما تصبح مصادر الغذاء الأخرى نادرة، ولكن في ظل هذه الظروف، تقل فرص اقتسام اللحم. وأسهمت أشكال التفكير الرمزي في تكوين الأدوات الحجرية الممكنة، والتي بدورها جعلت من صيد اللحوم مصدرا للغذاء يمكن التعويل لأسلافنا من غير البشر بينما يتسبب عدم التنافس الجنسي في خلق أشكال ممكنة للتواصل الاجتماعي والتي تزيد من فرص تقاسم اللحوم - بين الذكور والإناث من جانب، وأيضا بين الذكور فيما بينهم من جانب آخر:
وعلى هذا تبلورت المشكلة الاجتماعية البيئية بظهور مرحلة تقسيم إمداد اللحوم المتوفر والذي لايمكن تحقيق أكبر قدر من الاستفادة منه إلا بوجود هيكل اجتماعي يؤمن أشكال الرفقة المنصفة الواضحة المعالم والتي بدورها تعمل على استمرار بقاء التعاون فيما يتعلق بالاهتمامات المشتركة. حيث يمكن لهذه المشكلة أن تحل بالطريقة الرمزية.
شكلت الرموز والتفكير الرمزي باعتبارها سمة مركزية للعلاقات الاجتماعية في تشكيل أي تجمع إنساني: بنظام مبدأ المعاملة بالمثل. ابتكر علماء التطور نموذجا لتفسير الإيثار المتبادل بين الأفراد وثيقي الصلة. حيث عمل التفكير الرمزي على زيادة إمكانية فرص تبادل المنفعة بين الأفراد بعيدي الصلة.

### الثقافة من منظور علم الآثار: حقيقة ومدلول

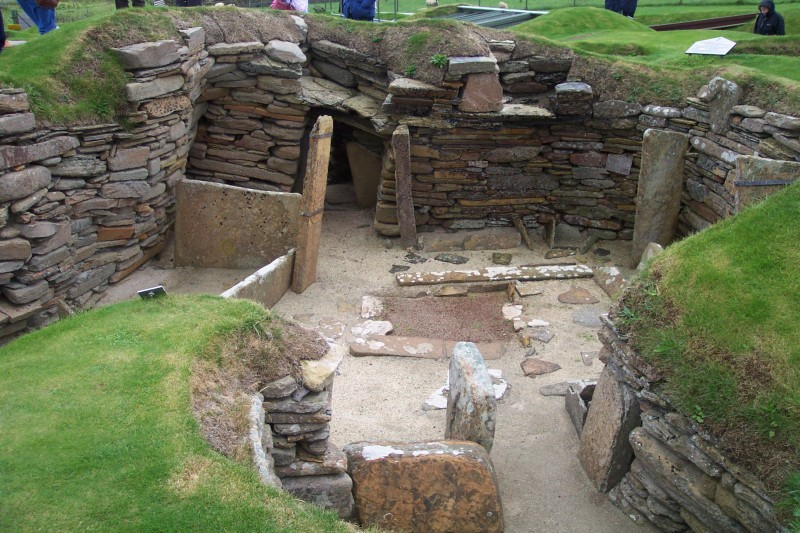
المساكن المحفورة في المنحدر [سكارا]، قرية العصر الحجري الحديث والأكثر اكتمالا بأوربا

صنع نقطة ليفالوا Levallois Point

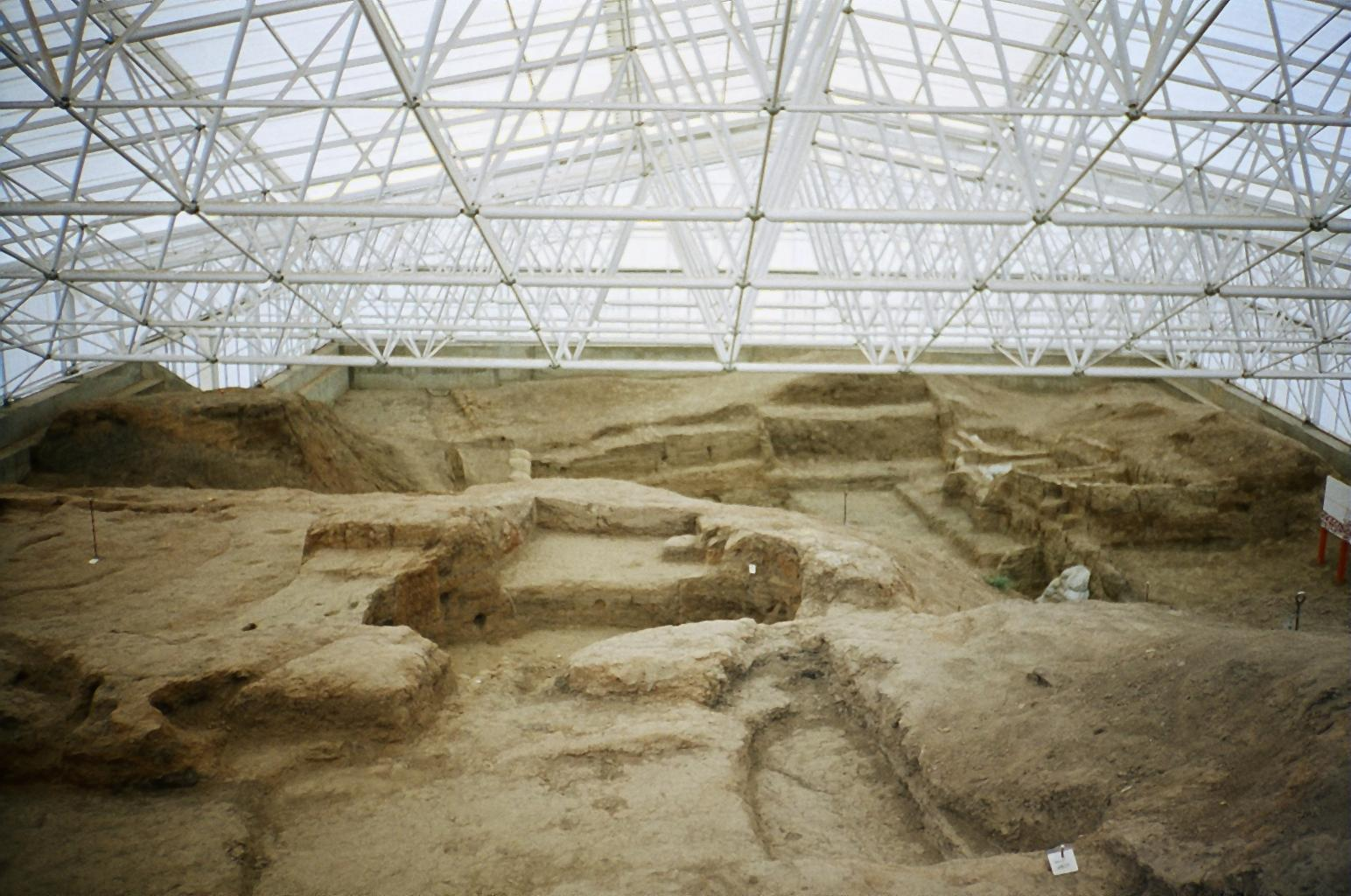
الحفريات في المنطقة الجنوبية من فصيلة الكاتاليوك Catal H?yük

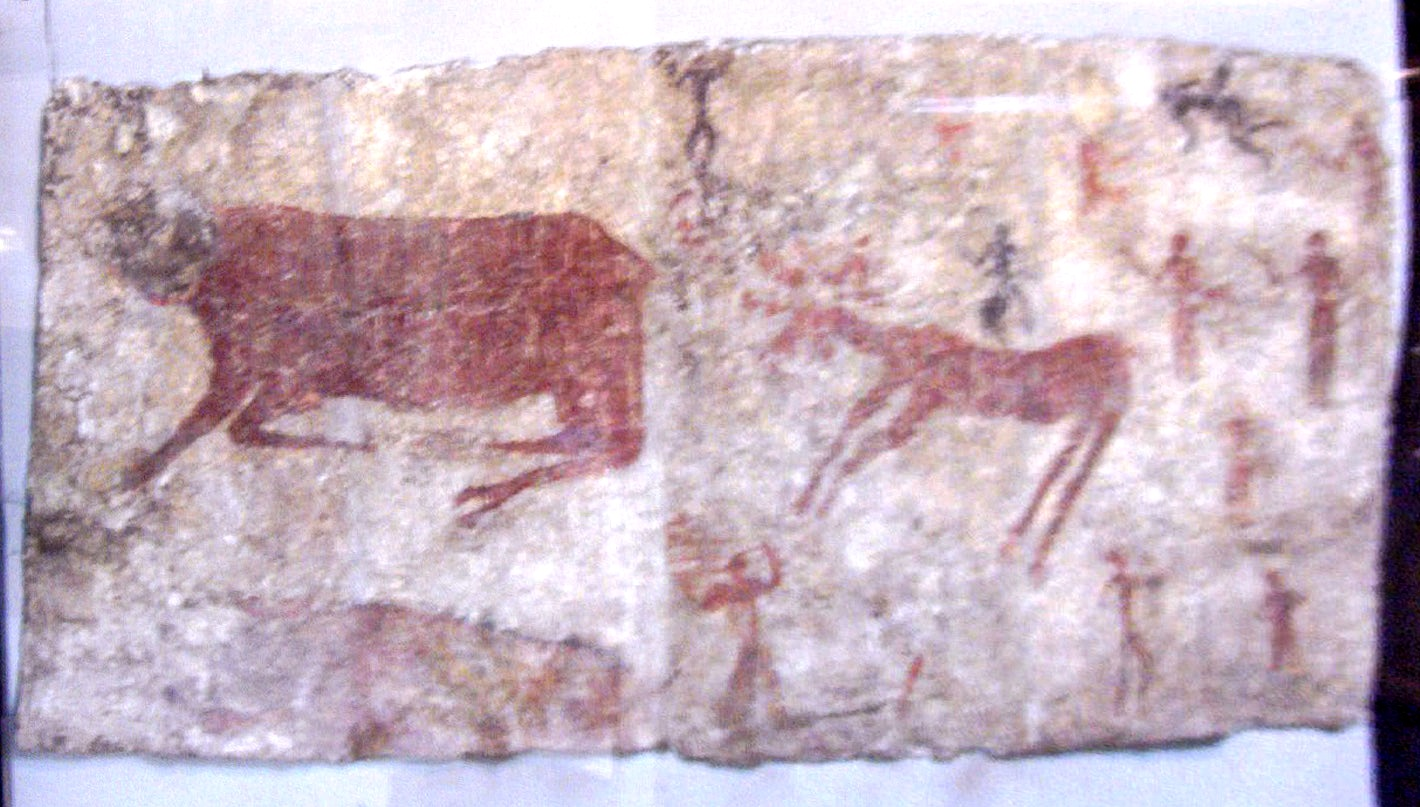
لوحة جدارية عبارة عن مجموعة من الثيران البرية، والغزلان، والبشر من فصيلة كاتاليوك Catalh?yük، والتي عاشت بالألفية السادسة قبل الميلاد -- متحف حضارات الأناضول، أنقرة، تركيا.

مع أوائل القرن التاسع عشر اعتبر علم الآثارعلم الآثار مكملا للتاريخ، في أغلب الأمر، وكان هدف علماء الآثار تحديد القطع الأثرية وفقا لتصنيفها وموضعها بين الطبقات الأرضية، وبالتالي تحديد موقعها الزمني والمكاني. ودعا العالم فرانز بواس Franz Boas إلى أن يكون عليم الآثار واحدا من المجالات الأربعة للأنثروبولوجيا الاميركية، كما زعم أيضا أن المناقشات التي تدور في فلك علماء الآثار كثيرًا ما يوازيها تالك المناقشات التي تدور في أروقة علماء الأنثروبولوجيا الثقافية. وفي الفترة ما بين 1920 و1930 بدأ كل من عالم الآثار الاسترالى ذو الأصل البريطانى V. جوردون شيلدV. Gordon Childe، والأميركي و سى ماكيرنW. C. التحرك بشكل مستقل من السؤال عن تاريخ القطعة الأثرية، للسؤال عن أولئك الذين قاموا بإنتاجها—عندما يقوم علماء الآثار بالعمل جنبا إلى جنب مع المؤرخين، فإن المواد التاريخية عموما ما تساعد على الإجابة على مثل هذه الأسئلة، ولكن عندما لا تتوفر المواد التاريخية، فلابد من أن يقوم الاثريون باستحداث أساليب جديدة. هذا وقام كل من تشيلد Childe وماكيرن McKern بالتركيز على تحليل العلاقات بين الأشياء التي يتم العثور عليها معا؛ الأمر الذي أدى إلى التوصل إلى أساس لنموذج ثلاثي المستويات:
1. قطعة أثرية فردية، لها سطح، وشكل، والصفات التكنولوجية (مثل رأس السهم).
2. تجمع من القطع الأثرية التي عثر عليها، والتي كان من المحتمل استخدامها، معا (مثل رأس السهم، القوس والسكين).
3. تجمع أو عدة تجمعات من القطع الأثرية والتي تشكل معا الموقع الأثري (مثل رأس السهم، القوس والسكين؛ الوعاء وبقايا الموقد؛ والمأوى).

ومما وصل إليه تشايلد أن «تكرار وجود القطع الأثرية قي تجمعات» يمكمن أن يعد نوعا من الثقافة "الأثرية." كما ينظر تشايلد وآخرون «لكل ثقافة الأثرية.. على أنها مظهر مادي لأشخاص معينين.»
وفي عام 1948 قام والتر تايلور Walter Taylor بتقنين الأساليب والمفاهيم التي وضعها علماء الآثار لتكون نموذجا عامًا للمساهمة الأثرية لمعرفة الثقافات. حيث بدأ بمحاولة لفهم الثقافة بوصفها نتاجا للنشاط المعرفي للإنسان، والتأكيد البوسينى على المفاهيم الموضوعية للكائنات في ضوء السياق الثقافي لها.هذا وقام بتعريف الثقافة على أنها ا «ظاهرة عقلية، التي تتألف مما يشتمل عليه العقل، وليس من الأشياء المادية أو السلوك الخاضع للملاحظة.» ثم قام بوضع نموذج ثلاثي المستويات للربط بين الأنثروبولوجيا الثقافية والآثار، والذي وصفه بأنه علم الآثار الموصل:
1. الثقافة، الغير خاضعة للملاحظة والغير مادية.
2. السلوكيات الغير مادية الناتجة عن الثقافة، والتي يمكن ملاحظتها.
3. الهدف والغاية النهائية، مثل الأعمال الفنية والمعمارية، والتي هي نتيجة للسلوك والمادية.

هذا هو، والمصنوعات المادية ما هي إلا من بقايا الثقافة، ولكن ليست الثقافة نفسها. وكان ما يقصده تايلور هو أن السجل الأثري يمكن أن يسهم في المعرفة الأنثروبولوجية، ولكن فقط إذا قام علماء الآثار بتصور عملهم على أنه ليس مجرد التنقيب عن الآثار وتسجيل مواقعها في الزمان والمكان، ولكن ما يمكمن استنتاجه من السلوكيات التي من شأنها إنتاج واستخدام تلك المواد ومن ثم استنتاج الأنشطة العقلية التي يقوم بها الناس. على الرغم من أن العديد من علماء الآثار قد وافقوا على ان البحث كان جزء لا يتجزأ من الأنثروبولوجيا، إلا ان برنامج تايلور لم ينفذ بالكامل أبدا. أحد الأسباب في ذلك هو أن نموذجه الثلاثى المستويات للاستدلالات تطلب الكثير من العمل الميداني والتحليل المختبري ليكون عمليا. وعلاوة على ذلك، فكان يرى أن البقايا المادية التي ليست في حد ذاتها مكونات ثقافية مما أدى إلى محوها من الثقافة، في واقع الأمر أدت إلى تهميش علم الآثار بالنسبة إلى لأنثروبولوجيا الثقافية.
وفي عام 1962 قام لويس بنفوردLewis Binfordا تلميذ ليزلى وايت بتقديم اقتراحا فيما يتعلق بعلم الآثار الأنثروبولوجي، والذي يسمى «علم الآثار الجديد» أو، "علم الآثار الإجرائى"، وذلك على أساس تعريف وايت للثقافة بأنها «وسيلة - جسدية إضافية للتكيف لجسم الإنسان.» ] وقد سمح هذا التعريف لبنفورد بتأسيس علم الآثار كإحدى المجالات الهامة من أجل السعي لمنهجية البيئة الثقافية لجوليان ستيوارد:
وتعدّ الدراسة المقارنة للنظم الثقافية باستخدام الأساليب التكنولوجية المتغيرة في مجموعة وتكنولوجيات بيئية مماثلة أو مشابهة في بيئات مختلفة هي المنهجية الرئيسية لما أطلق عليه ستيوارد (1955: 36-42) «البيئة الثقافية»، كما أنه بالتأكيد وسيلة قيمة لزيادة قدرتنا على فهم العمليات الثقافية. كم أن مثل هذه المنهجية مفيدة أيضا في توضيح العلاقة البنيوية بين الفروع الثقافية الكبرى مثل النظم الفرعية الاجتماعية والأيديولوجية.
وبعبارة أخرى، فقد قام بنفورد بتقديم علما للآثار بحيث يكون مشروعا محوريا من علماء الأنثروبولوجيا الثقافية المهيمنة في ذات الوقت (الثقافة بوصفها غير قابلة للتعديلات الوراثية بالنسبة إلى البيئة)، كما كان علم الآثار «الجديد» يمثل الأنثروبولوجيا الثقافية (في شكل البيئة الثقافية أو الأنثروبولوجيا الايكولوجية) للماضي.
في عام 1980، كانت هناك حركة في المملكة المتحدة وأوروبا ضد وجهة نظر علم الآثار باعتبارها مجالا من مجالات الأنثروبولوجيا، مرددين في ذلك رفض رادكليف براون في وقت سابق للأنثروبولوجيا الثقافية. وخلال الفترة نفسها، قام عالم الآثار التابع لجامعة - كامبردج إيان هودر Ian Hodder " علم الآثار ما بعد الإجرائي"كبديل. مثل بنفورد (وخلافا لتايلور) لا يرى هودر المواد على أنها أشياء تدل على الثقافة بل يراها الثقافة نفسها. ومع ذلك وخلافا بنفورد، فلا ينظر هودر إلى الثقافة باعتبارها التكيف مع البيئة. بدلا من ذلك، فهو على اعتقاد جازم فيما يخص «النسخة السيميائية للسوائل لمفهوم الثقافة التقليدية والتي من خلالها يعد كل من العناصر المادية والفنية، نوعا من المشاركة الكاملة في كل من إنشاء ونشر والتغيير وتلاشى المجمعات الرمزية.» وفي كتابه، ، استخدام الرموز في التعبير الحركي، الذي نشر في عام 1982، تثير الأنثروبولوجيا الرمزية لكل من غيرتز، شنايدر، مع التركيز على سياق المعاني للأشياء الثقافية، وذلك كبديل لوجهة نظر ستيوارد ووايت المادية للثقافة. أما في العام 1991 فقد أوضح هودر في كتابه، قراءة الماضي: الطرق الحالية للتفسير في علم الآثار وهى أن علم الآثار هو أكثر توافقا مع التاريخ من الأنثروبولوجيا.

### اللغة والثقافة
قد لوحظت العلاقة بين الثقافة واللغة في فترة تعود إلى الفترة الكلاسيكية، وربما قبل ذلك بوقت طويل. فالإغريق القدامى، على سبيل المثال، يميزون بين الشعوب المتحضرة وبارباروس «أولئك الذين يميلون إلى الثرثرة»، أي أولئك الذين يتكلمون لغات غير مفهومة. فنظرا لأن هناك مجموعات تتحدث لغات مختلفة، وغير مفهومة فقد يعدّ ذلك دليلا ملموسا على الاختلافات الثقافية أكثر من كونه من السمات الثقافية الأخرى الأقل وضوحا.
ويرى أنصار الحركة الرومانسية الألمان في القرن التاسع عشر مثل هوردر، Herder وندت Wundt وهومبولت Humbolt، اللغة ليس فقط باعتبارها واحدة من بين العديد من السمات الثقافية، بل كوسيلة للتعبير المباشر عن الطابع الوطني للشعوب، ولكن بشكل مختزل إلى حد ما. وندت وهومبولت، اللغة ليس فقط باعتبارها واحدة من بين العديد من السمات الثقافية، بل كوسيلة للتعبير المباشر عن الطابع الوطني للشعوب، ولكن بشكل مختزل إلى حد ما. ويشير هوردرمايلى ""Denn jedes Volk ist Volk؛ es hat seine National Bildung wie seine Sprache (وحيث ينتمى كل الناس إلى شعب واحد، فلدي كل منهم ثقافته الوطنية والتي يعبر عنها من خلال لغته الخاصة).
ويرى فرانز بواس Franz Boas، مؤسس الأنثروبولوجيا الأميركية، كغيره من الرواد الألمان، على أن اللغة المشتركة بين المجتمعات هي الناقل الأساسي لثقافتهم العامة. حيث كان بواس هو أول علماء الأنثروبولوجيا الذين اعتبروا أنه من غير الممكن دراسة ثقافة الشعوب الأجنبية من دون التعرف على لغتهم الخاصة. وبالنسبة لبواس، فكان يعتقد أن الثقافة الفكرية لشعب ما انشاها وتقاسمها وحافظ عليها استخدام اللغة، مما يعني أن فهم لغة مجموعة ثقافية ما هو المفتاح لفهم ثقافتهم. في الوقت نفسه، على الرغم من بواس وطلابه كانوا على وعي بأن الثقافة واللغة لا تعتمد كل منهما على الآخر بشكل مباشر. ويوضح ذلك أحد المعانى الهامة وهو أن الجماعات ذات الثقافات المختلفة قد يتحدثون بلغة مشتركة، والمتحدثون بلغات مختلفة تماما يمكن أن يشتركون في السمات الأساسية الثقافية ذاتها. هذا ويقترح العديد من العلماء الآخرين ان شكل اللغة يسهم قي تحديد بعض السمات الثقافية الخاصة. وهذا مشابه لمفهوم الحتمية اللغوية، التي تنص على أن شكل اللغة يسهم قي تحديد الفكر الفردي. وبينما بواس نفسه رفض وجود علاقة سببية بين اللغة والثقافة، ذهب بعض ممن تناقلوا أسلوبه قي التفكير إلى تبنى فكرة أن الأنماط الاعتيادية من التحدث والتفكير بلغة معينة قد تؤثر على ثقافة مجموعة لغوية ما. ويعد هذا الاعتقاد وثيق الصلة بنظرية النسبية لغوية. وبواس، مثل معظم علماء الأنثروبولوجيا الحديثة، ومع ذلك، كان أكثر ميلا إلى الربط بين العلاقة الوثيقة بين اللغة والثقافة وبين العبارة التي تقول، كما وضعها بى إل ورف، «أنهما نشئا معا».
في الواقع، إن أصل اللغة، والذي يفهم على أنه قدرة الإنسان على التواصل عن طريق الرموز المعقدة، وكذلك منشأ الثقافة المعقدة غالبا ما يعتقد أنهما يشتركان في نفس الأصل هو نفس العملية التطورية للإنسان البدائى. في الواقع، إن أصل اللغة، والذي يفهم على أنه قدرة الإنسان على التواصل عن طريق الرموز المعقدة، وكذلك منشأ الثقافة المعقدة غالبا ما يعتقد أنهما يشتركان في نفس الأصل هو نفس العملية التطورية للإنسان البدائى. ومن ثم فإنه يمكن وصف كل من اللغة والثقافة على حد سواء كوسيلة لاستخدام الرموز في بناء الهوية الاجتماعية والحفاظ على التماسك الاجتماعي في إطار مجموعة اجتماعية لا يمكنها الاعتماد بشكل كامل على طرق بناء المجتمع التي ظهرت قبل ظهور الإنسان وذلك بسبب كبر حجمها على سبيل المثال الاستمالة..و لأنه يعدّ كل اللغة والثقافة على حد سواء في جوهرهما أنظمة رمزية، فقد قام المنظرون الثقافيون في القرن العشرين بتطبيق طرق تحليل اللغة التي تطورت في ضوء علم اللغويات من أجل تحليل الثقافة.ولا سيما النظرية الهيكلية لفرديناند دي سوسير، Ferdinand de Saussure. الذي يصف فيها الأنظمة الرمزية على أنها تتألف من إشارات (مزاوجة بين شكل معين ذو معنى خاص)، حيث يتم تطبيقها على نطاق واسع في دراسة الثقافة. ولكن نظريات ما بعد البنيوية، والتي لا تزال تعتمد على التشابه بين اللغة والثقافة بوصفها نظم للاتصال الرمزي، قد طبقت في مجال السيميائية. ويمكن فهم التشابه بين اللغة والثقافة على أنه التناظرية في التشابه بين العلامة اللغوية، التي تتكون من على سبيل المثال الصوت [كوا] ومعنى كلمة «البقرة»، والإشارة الثقافية، التي تتكون من على سبيل المثال الشكل الثقافي «مرتديا التاج»، والمعنى الثقافي«كونه ملكا». وبهذه الطريقة فإنه يمكن القول بأن الثقافة هي في حد ذاتها نوعا من اللغة. كما أن هناك تناظرا آخرا بين النظم الثقافية واللغوية وهو أن كلا منهما يعد نوعا من الممارسة، ويعنى ذلك أنهما مجموعة من الوسائل الخاصة للقيام بهذه الأمور التي يتم بناؤها وإدامتها من خلال التفاعلات الاجتماعية فالأطفال، على سبيل المثال، يعتمدون في اكتساب اللغة على ذات الطريقة التي تمكنهم من استيعاب القواعد الأساسية الثقافية للمجتمع الذي ينشأون فيه—من خلال التفاعل مع الأعضاء الأكبر سنا من جماعتهم الثقافية.
ومع ذلك، فإن اللغات، التي تفهم على أنها مجموعة معينة من قواعد الكلام في مجتمع معين، هي أيضا جزء من ثقافة المجتمع الذي يتحدث تلك اللغة. فالبشر يستخدمون اللغة كوسيلة للتعبير الهوية الثقافية داخل مجموعة واحدة وبشكل يميزهم عن باقى المجموعات الأخرى. حتى بين المتحدثين بلغة واحدة فإننا كثيرًا ما نجد بعض الاختلافات في استخدام تلك اللغة، ويستخدم كل اختلاف من هذه الاختلافات في تمييز بعض المجموعات الفرعية عن غيرها ضمن إطار الثقافة الأوسع. في علم اللغويات تسمى هذه الطرق المختلفة لاستخدام لغة واحدة "أصناف". فاللغة الإنجليزية على سبيل المثال، يتحدث بها الناس بشكل مختلف في الولايات المتحدة وبريطانيا وأستراليا، وحتى داخل البلدان الناطقة بالإنكليزية هناك المئات من اللهجات الإنجليزية التي تشير إلى أولئك الذين ينتمون إلى منطقة معينة و/ أو ثقافة فرعية. على سبيل المثال، في المملكة المتحدة تميز لهجة كوكني أولئك الذين ينتمون إلى مجموعة من عمال الطبقة الدنيا من شرق لندن. كما تظهر الفروق بين الأنواع المختلفة من نفس اللغة غالبا ليس في الاختلاف في طرق النطق والمفردات اللغوية فحسب، ولكن أيضا في بعض الأحيان في الاختلاف في النظم النحوية، وكثيرًا ما تستخدم في الأنماط المختلفة (على سبيل المثال كوكني العامية المقفاه أو لغة رجال المحاماه). هذا وقد تخصص كل من اللغويين وعلماء الأنثروبولوجيا، وبخاصة علماء اللغويات الاجتماعيين، وعلماء اللغويات المتخصصون قي الأعراق والأنثروبولوجيا اللغوية في دراسة كيفية تنوع طرق الطلام بين المجتمعات التي تتميز بالكلام.
وتعدّ طرق الكلام أو الإشارة في مجتمع ما جزء لا يتجزأمن ثقافة المجتمع ككل، تماما كما هي الممارسات المشتركة الأخرى. فاستخدام اللغة هي طريقة لبلورة وتوضيح هوية المجتمع. فطرق الكلام بين الأشخاص ليست طريقة لتسهيل التواصل بينهم فحسب وإنما لتحديد هوية ومكانة المتحدث الاجتماعية أيضا. فعادة ما يطلق اللغويون على الطرق المختلفة في التحدث بلغة ما، مصطلحا يشمل لهجات معرفة جغرافيا أو ثقافيا ولغات أو أساليب تحدد المجموعة الفرعية ذاتها وتميزها عن غيرها. كما يعرف علماء الاجتماع والأنثروبولوجيا اللغوية الأسلوب التواصلى على أنه الطرق التي تستخدمها اللغة والتي تعدّ مفهومة في إطار ثقافة معينة.
فلا تقتصر الاختلافات بين اللغات علي اختلافات النطق، والمفردات أو القواعد اللغوية فحسب، بل تتعدى لتشمل الاختلافات في «ثقافات الكلام». حيث يوجد بعض الثقافات على سبيل المثال أنظمة واسعة من «deixis الاجتماعية»، وأنظمة تحويل المسافة الاجتماعية إلى إشارات من خلال معان لغوية ] ففى اللغة الإنجليزية، تظهر deixis الاجتماعية في غالب الأمر عند التمييز بين مخاطبة بعض الناس باستعمال الاسم الأول والبعض الآخر باستعمال الألقاب، وأيضا عند استعمال الألقاب مثل «سيدتى»، «ولدى»، «دكتور» أو «صاحب السمو»، ولكن في لغات أخرى قد تكون مثل هذه الأنظمة معقدة للغاية وتندثر معالمها ضمن قواعد اللغة ومفرداتها أما في لغات شرق آسيا، على سبيل المثال التايلاندية، البورمية والجاوية، تستخدم كلمات مختلفة حسب شخصية المخاطب سواء أكان من رتبة أعلى أو أقل وذلك طبقا لتصنيف تحتل فيه الحيوانات والأطفال أدنى مرتبة والآلهة وأعضاء الحاشية الملكية أعلاها وفي لغات أخرى قد تستخدم تعبيرات مختلفة عند مخاطبة أي من الجنس الآخر أو الأقارب من الدرجة الأولى، وتستخدم العديد من اللغات طرقا خاصة للتحدث إلى الأطفال والرضع. من بين تلك المجموعات، قد يترتب على تبنى تلك الثقافة عدم التحدث إلى شخص معين، على سبيل المثال يعدّ تحدث المرء إلى محارم الآخر من المحرمات في لكثير من ثقافات الشعوب الأصلية في أستراليا، وقد لا يوجه الحديث إلى الأطفال بطريقة مباشرة في بعض تلك الثقافات. وقد تتطلب بعض اللغات الأخرى طرقا مختلفة للتحدث مع أفراد من مختلف الطبقات الاجتماعية، وغالبا ما يقوم مثل هذا النظام على الفروق بين الجنسين، كما هو الحال في اليابان وKoasati كوساتى

### الأنثروبولوجيا الثقافية

#### 1899-1946: العالمي مقابل الخاص

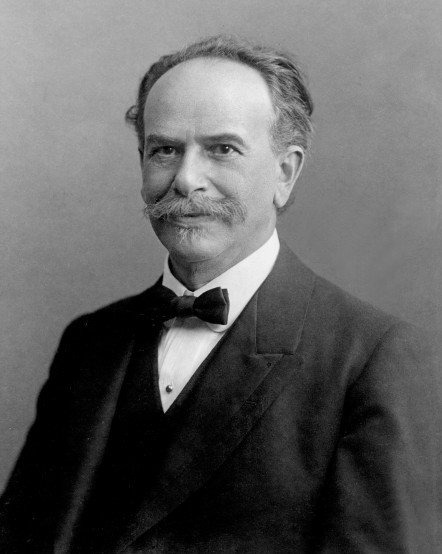
عرف فرانز بواس الأنثروبولوجيا الأمريكية الحديثة بأنها دراسة مجموع الظواهر البشرية

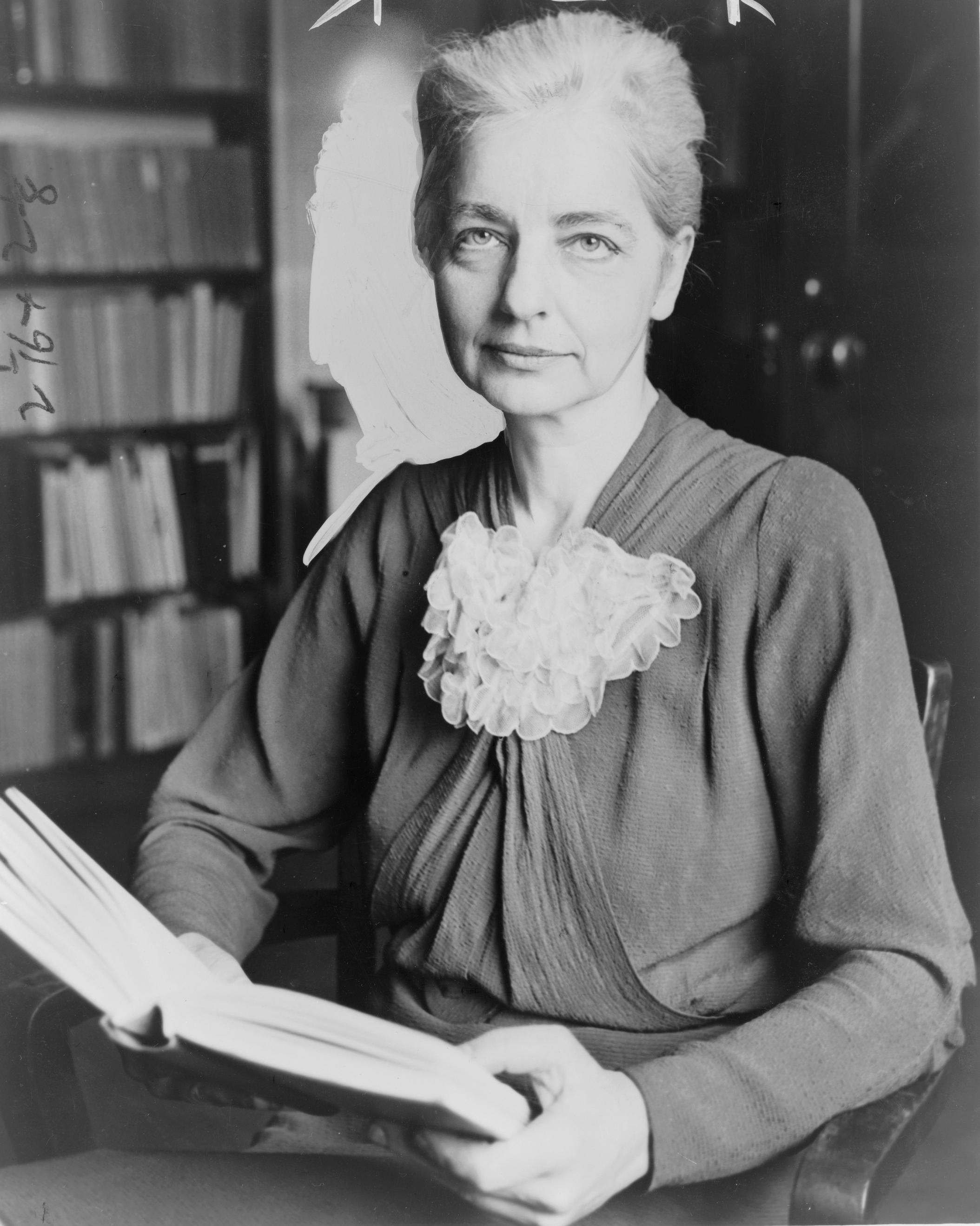
تعدّ روث بنديكت أول من كان له دور أساسي في تعريف المفهوم الحديث للثقافات المميزة بالنمطية

ولدى الفهم الأنثروبولوجي الحديث للثقافة جذوره في القرن التاسع عشر في ظل نظرية أدولف باستيان Adolf Bastian «الوحدة النفسية للبشرية»، والتي - تأثرت ب هردر وفون همبولت -، شككت في محاولة تحديد«الثقافة» حسب طريقة حياة النخب الأوروبية، ومحاولة عالم الأنثروبولوجيا البريطاني إدوارد بيرنت تايلور Edward Burnett Tylor 'قي ايجاد تعريف شامل للثقافة قدر الإمكان. وقد وصف تايلور الثقافة في عام 1874 على النحو التالي: " تعنى الثقافة أو الحضارة، بما لذلك من حس إثنوغرافي بمفهومها الشامل حسب علم المجتمعات البدائية، بالكل المتداخل والذي يشمل المعرفة والإيمان والفن والأخلاق والقانون، والعرف، وأية قدرات وعادات أخرى قد يكتسبها الإنسان بوصفه عضوا في المجتمع. وبرغم عدم قصد تايلور في وضع نظرية عامة للثقافة (حيث أوضح فهمه للثقافة في سياق قضية أكبرعن الطبيعة والدين)، إلا أن علماء الأنثروبولوجيا الأميركية بوجه عام قدموا تعريفات مختلفة للثقافة جاءت جميعها كتحسين لما جاء به تايلور في نظريته. وقد عرف ألفريد كروبير(1876-1970) Alfred Kroeberتلميذ فرانس بواس الثقافة من منظور "الكيمياء العضوية"، حيث تعنى ذلك المجال بما يحويه من المبادئ والقوانين التي لا يمكن تفسيرها أو اخضاعها إلى علم الأحياء. ] وفي عام 1973، استعرض جيرالد وايس التعاريف المختلفة للثقافة والمناقشات من منظور التقتير والسلطة، وتوصل إلى أكثر تعريف علميا مفيدا "للثقافة«بوصفها {0 مصطلحا وراثيا يصلح لجميع الطوائف الإنسانية، أو شبيهة الإنسان وحتى الظواهر الغريبة» {/0} ((الخط المائل في النص الأصلي)).
ويعد فرانز بواس، مؤسس الأنثروبولوجيا الأمريكية الحديثة بمساعدة أول برنامج للدراسات العليا في الأنثروبولوجيا بجامعة كولومبيا في عام 1896. في وقت شاع النموذج السائد للثقافة بوصفه نموذج التطور الثقافي، الذي يفترض أن تقدم المجتمعات البشرية عبر مراحل الوحشية مرورا بالهمجية وصولا إلى الحضارة، وهكذا، على سبيل المثال المجتمعات التي تعتمد على فصيلة الإيروكوا وزراعة البساتين هي أقل تطورا عن غيرها من المجتمعات التي تعتمد على فصيلة الإسكيمو والزراعة. ولعل من أعظم انجازات بواس قدرته على أن يبرهن بشكل مقنع على أن هذا النموذج يعتريه شيء من الخلل على نحو جوهري، من الناحية التجريبية، المنهجية والنظرية على حد سواء. وعلاوة على ذلك، فإنه يرى أن معرفتنا للثقافات المختلفة غير مكتملة نوعا ما، وغالبا ما تستند إلى الأبحاث لا تتصف بالطريقة المنهجية أو الطريقة العلمية قي البحث، وأنه من المستحيل تطوير أي نموذج عام مقنن بطريقة علمية للثقافات البشرية. بدلا من ذلك، فقد أسس مبدأ النسبية الثقافية، وقام بتدريب الطلاب على المراقبة الصارمةوالبحوث الميدانية في مختلف المجتمعات. لقد أدرك بواس قدرة الثقافة على استيعاب التفكير الرمزي والتعلم الاجتماعي، وأدرك أيضا قدرة الثقافة لتتواكب مع السمات البيولوجية المختلفة، والمميزة لجنس هومو. ومع ذلك، ذكر بأن الثقافة لا يمكن أن تقتصر على الأحياء أو غيرها من تعبيرات التفكير الرمزي، مثل اللغة. فلقد استوعب بواس وطلابه الثقافة بطريقة شاملة واعترضوا على وضع تعريف عام للثقافة. في الواقع، لقد اعترضوا على تحديد مفهوم «الثقافة» بوصفها شيء، بدلا من استخدامها على أنها صفة وليس اسما. وذكر بواس أن «الأنواع» أو «الأشكال» الثقافية في حالة تدفق مستمر. ] كما ذكر ألفريد كروبير بأن محاولة «التقبل اللامحدود والهضم للثقافة» جعلت من المستحيل عمليا التفكير في الثقافات كأشياء منفصلة.

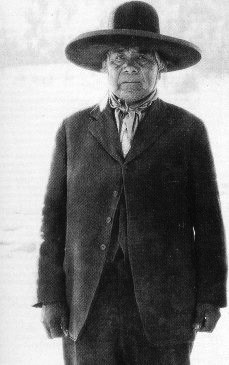
وفوكا Wovoka --الزعيم الروحي لقبائل بايوت ومؤسس رقص الأشباح

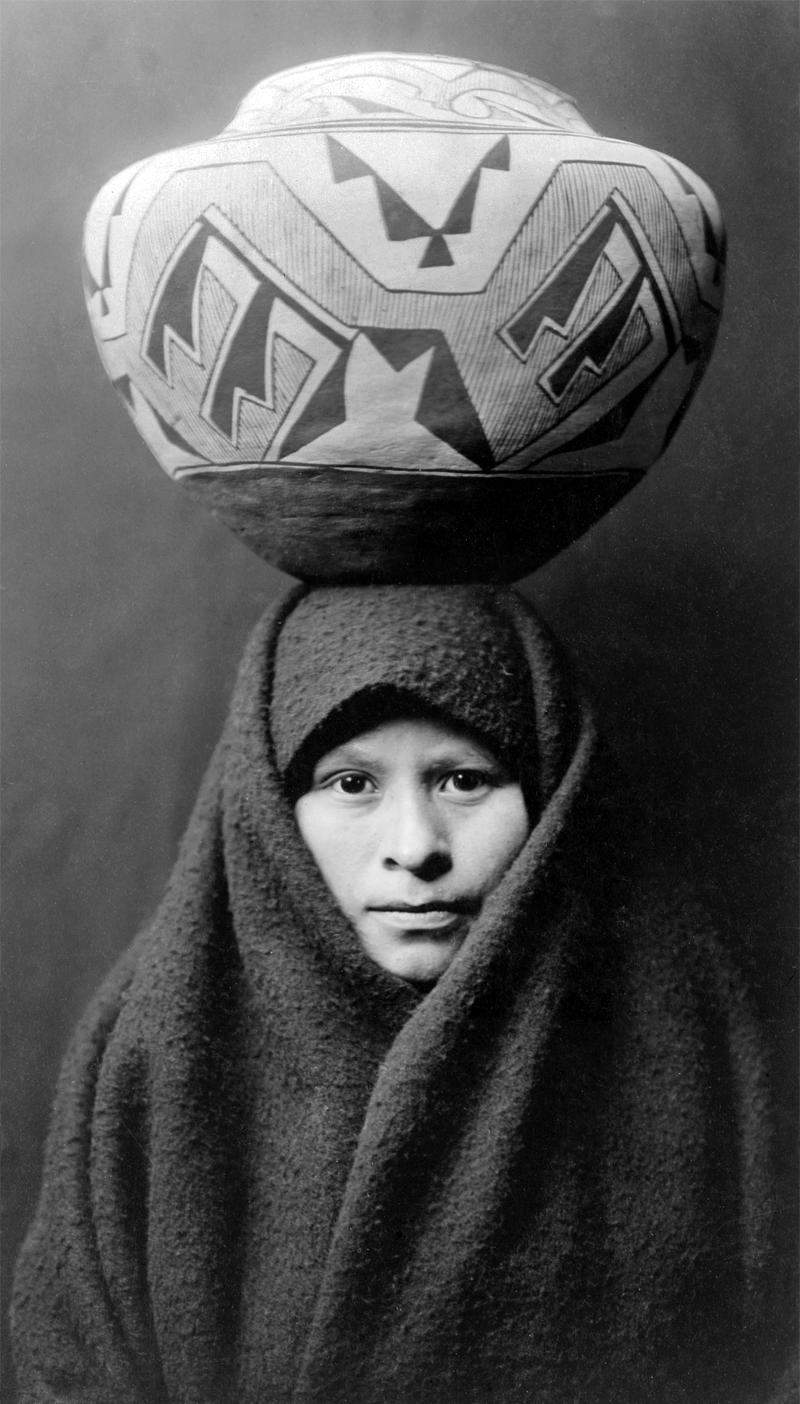
فتاة من قبيلة الزوني وهي تحمل جرة، 1903

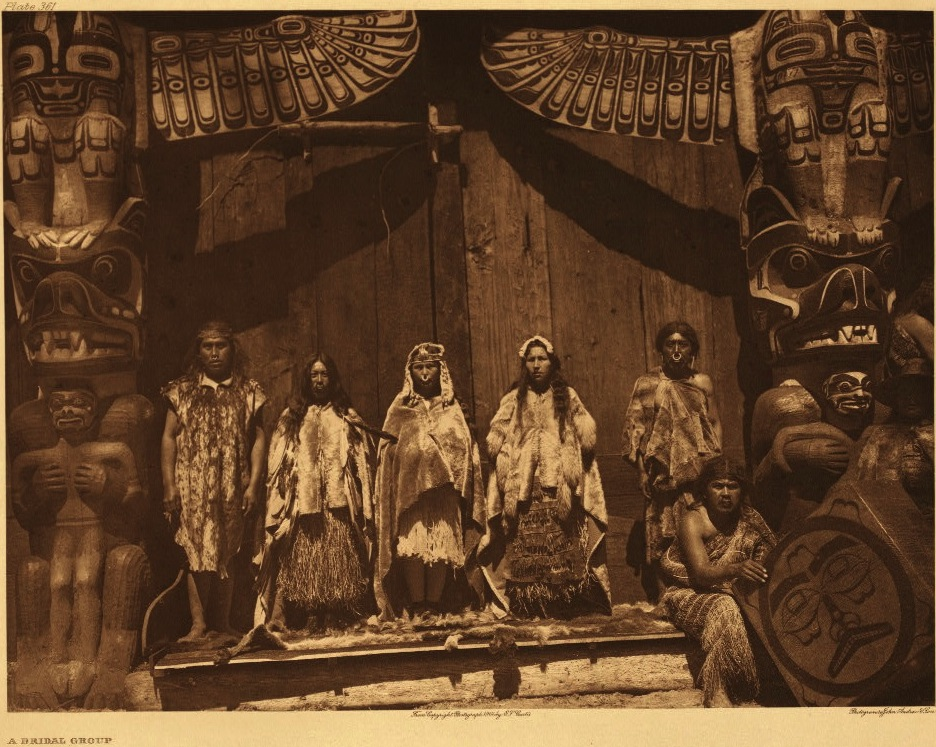
صورة إدوارد كيرتيس Edward Curtis photo of a Kwakwaka'wakw potlatch

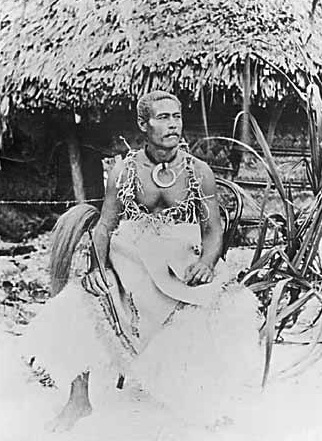
تابى مانوفا إليسالا Tu'i Manu'a Elisala

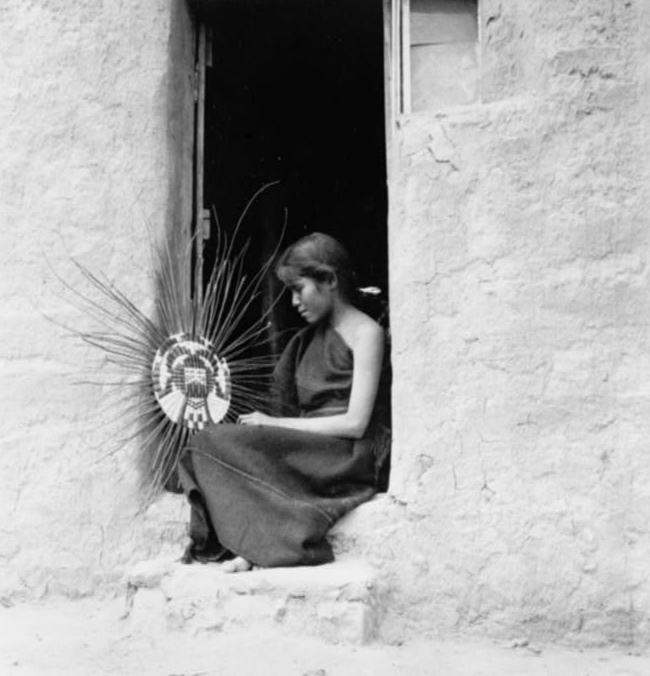
هوبي باسكيت ويفر Hopi Basket Weaver

هيمن طلاب بواس على الأنثروبولوجيا الثقافية خلال الحرب العالمية الثانية، وامتد ليحتل أثرا كبيرا خلال عام 1960. وانحصر اهتمامهم بشكل خاص في ظاهرتين: الأشكال المتنوعة للثقافة في جميع أنحاء العالم، [112] والطرق المتنوعة التي تشكلت بواسطة الأفراد، والتي تم ممارستها بشكل خلاق من خلال ثقافاتهم. هذا ما دفع الطلاب إلى التركيز على تاريخ السمات الثقافية—كيف انتشرت من مجتمع إلى آخر، وكيف تغيرت معانيها مع مرور الزمن—وتاريخ حياة الأعضاء في المجتمعات الأخرى. ولقد أنتج آخرون، أمثال روث بنديكتRuth Benedict(1887-1948) ومارغريت ميد (1901-1978) Margaret Mead، الأبحاث أو الدراسات المقارنة بهدف تحليل أشكال الإبداع التي يمكن أن تكون موجودة لدى الأفراد داخل تكوينات ثقافية محددة. ويعد من أهم ركائز هذا البحث مفهوم «مغزى الكلام» حيث: تتضمن الثقافة مغزى للكلام من شأنه توضيح سلوك الأفراد؛ فمثلا تمد كلا من الجغرافيا والتاريخ مغزى للكلام من شأنه توضيح الفروق بين الثقافات. وبالتالي، على الرغم من ميل أنصار بواس إلى الاعتقاد بالوحدة النفسية للجنس البشري، وعالمية الثقافة، فإن تركيزهم على مغزى المحلي والتنوع الثقافي قادهم بعيدا عن اقتراح مفهوم عالمى أو نظريات عالمية للثقافة.
هناك توتر على صعيد الأنثروبولوجيا الثقافية بين الإدعاء بعالمية الثقافة (الحقيقة التي تقول بأن لدى جميع المجتمعات البشرية شيء من الثقافة)، وبين القول بذاتية الثقافة في نفس الوقت (حيث تأخذ الثقافة أشكالا هائلة من التنوع حول العالم). منذ أن ظهر بواس، وسادت اثنتين من المناقشات حول الأنثروبولوجيا الثقافية. يختص الأول بطرق محاكاة ثقافات معينة. على وجه التحديد، وناقش علماء الأنثروبولوجيا مفهوم «الثقافة» باعتباره شيء متكامل ومترابط، أو باعتباره مجموعة متنوعة من الأشياء، وأرقام ومعاني التي تتسم بالتغير المستمر. ولقد توصلت روث بنديكت تلميذة بواس بأن السمات الثقافية لأى مجتمع قد توجد بدرجة أقل أو أكثر«تكاملا»، والتي على هذا الأساس، تشكل نمطا من العمل والتفكير يضفى بريقا على الهدف الذي يعيش من أجله معظم الناس، ويوفر لهم أساسا تنطلق منه سبل تقييم الأفكار والأعمال الجديدة، وعلى الرغم من اقرارها بدرجات مختلفة من التكامل، إلا أنها لاحظت فشل بعض الثقافات في تحقيق التكامل المنشود. وكما ذكر بواس، ومع ذلك، بأن الاندماج الكامل أمر نادر الحدوث، وإن ظهرت ثقافة ما على أنها متكاملة في بعض النواحى فيعزى هذا بدرجة كبيرة إلى تحيز الباحث. من وجهة نظر بواس، يعد ظهور أنماط من هذا القبيل—ثقافة وطنية، على سبيل المثال--، نتاجا لوجهة نظر معينة.
انتشر النقاش الأول على نحو فعال في عام 1934 عندما نشرت روث بنديكت كتابها أنماط الثقافة، والذي ما زال يتم طبع نسخ عديدة منه. على الرغم من كون هذا الكتاب معروفا جيدا من أجل نشر مبدأ أنصار بواس بشأن النسبية الثقافية، إلا أنه يشكل بين علماء الأنثروبولوجيا تلخيصا مهما للاكتشافات التي توصل إليها أنصار بواس، وفاصل حاسم لتأكيد بواس على تنقل السمات الثقافية المتنوعة. «وقد تم تكريس عمل الأنثروبولوجيا على نحو واسع من أجل تحليل السمات الثقافية»، حيث كتبت تقول «بدلا من دراسة الثقافات على هيئة كليات منطوقة.» وعلى الرغم من تأثرها بعالم الأنثروبولوجيا الاجتماعي البريطاني من أصل بولندى برونيسلاف مالينوفسكي Bronislaw Malinowski، فقد قالت إن «الشيء الأساسي، كما يبدو اليوم، هو دراسة الثقافة الحية، للتعرف إلى عادات التفكير ووظائف مؤسساتها» كما أضافت قائلة " الطريقة الوحيدة التي يمكننا أن نعرف من خلالها أهمية التفاصيل المختارة من السلوك تعدّ ضد خلفية الدوافع والمشاعر والقيم التي هي ذات طابع مؤسسي في تلك الثقافة كما أضافت قائلة ان "الكل يحدد جميع أجزائه وليس العلاقة فحسب بل وأدق تفاصيل طبيعته، " وهي متأثرة في ذلك بكل من المؤرخ الألمانى فيلهيلم ديلتهى وأوزوالد سبينجلر، إلى جانب تأثرها بعلماء نفس مدرسة الجشطالت، ، وأن "الثقافات، بالمثل، تعدّ أكبر من مجموع سماتها كما هو الحال مع أي لغة منطوقة حيث تعدّ مجموعة من الأصوات الانتقائية المحدودة الخارجة من فم الإنسان (خالي من العيوب)، خلصت إلى أن كل الناس في المجتمع، وبمرور الوقت، وسواء من خلال عمليات الوعي واللاوعي، تعدّنخبة من مجموعة واسعة ولكنها محدودة من السمات الثقافية، والتي تتجمع لتشكل نمطا فريدا ومميزا.
وتحتفظ أهمية السلوك الثقافي بمكانتها عندما نعترف بكونها محلية وأنها من صنع الإنسان وأنها متغيرة بشكل كبير. حيث تميل إلى أن تكون متكاملة. وتعدّ الثقافة، مثل أي فرد، نمطا ثابتا يقل أو يزداد من الفكر والعمل. حيث يوجد داخل كل ثقافة مجموعة أغراض تشخيصية ليس بالضرورة أن تكون سمة مشتركة بين أنواع أخرى من المجتمع. وفي سبيل خدمة تلك الأغراض، يدعم كل شخص زيادة خبرتها، بما يتناسب مع الحاجة الملحة لهذه الدوافع والعناصرغير المتجانسة من السلوك يظهر المزيد والمزيد من الانسجام مع الشكل النهائى. وبتبنى تلك الثقافة المتكاملة، تصبح الأعمال الأكثر سوء سمة لأهدافها بوجه خاص، في كثير من الأحيان من قبل معظم التحولات المستبعدة.
وعلى الرغم من أن بنديكت لاحظت أن جميع الثقافات يجمعهم تشابه ما من الناحية الافتراضية إلا أنها رأت أن هذه الأنماط يمكن أن يشوبها نوع ما من التغيير بمرور الزمن كنتيجة لإبداع الإنسان ومن ثم فإنه قد يكون لبعض المجتمعات قي أماكن مختلفة حول العالم شخصياتها المتميزة التي تميزها عن غيرها.حيث يقارن كتاب أنماط من الثقافة ثقافات الزوني، الدوبو والكواكياتل كوسيلة لتسليط الضوء على الطرق المختلفة للحياة الإنسانية. وهنا لاحظت بنديكت أن العديد من الغربيين يروا أن هذا الرأي اجبرهم على التخلي عن «أحلام الدوام والمثالية ومع الأفكار الذاتية فيما يخص الحكم الذاتي» كما أنه بالنسبة للكثيرين، فقد أدى ذلك بالوجود ليكون «فارغا». بيد انها قالت انه بمجرد قبول الناس لنتائج البحوث العلمية، فسوف يصلون إلى الإيمان الذي يتصف بأنه أكثر واقعية اجتماعية، آملين في وجود الأمل كبداية للتسامح والتعايش وأشكال صالحة للحياه التي لطالما خلقها الإنسان لذاتها من مواد الوجود الخام.
وكانت لهذه النظرة للثقافة أثرها الهائل خارج الأنثروبولوجيا، كما هيمنت على الأنثروبولوجيا الأمريكية حتى فترة الحرب الباردة، عندما قام الأنثروبولوجيون مثل سيدني مينتز Sidney Mintz واريك وولف Eric Wolf برفض صلاحية وقيمة الاقتراب من «كل ثقافة» «كعالم في حد ذاته» و«مستقرة نسبيا». كما أنهم شعروا أن، في أغلب الأحيان، هذا النهج قد تجاهل تأثير الامبريالية، الاستعمار، والاقتصاد الرأسمالي على الشعوب. حيث درست بنديكت وأتباعها درس (وبالتالي إعادة فتح النقاش حول العلاقة بين ماهو عالمى وما هو خاص، في شكل العلاقة بين العالمي والمحلي). في غضون ذلك، تركيزها على نسخ الأشكال التي تأثرت البنيوية الفرنسية وجعل علماء الأنثروبولوجيا الأمريكية أكثر تقبلا لالوظيفية الهيكلية. البريطانية

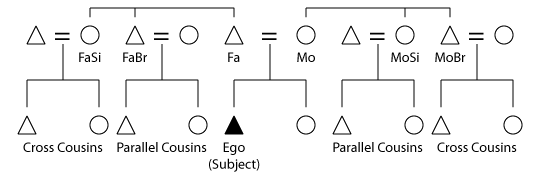
هيكل قرابة الآيروكوس Iroqois Kinship Structure

مثلث الطبخ

ودار النقاش الثاني حول مدى القدرة على تقديم المطالبات العالمية حول جميع الثقافات. على الرغم من زعم بواس بأن علماء الأنثروبولوجيا لم يتمكنوا بعد من جمع ما يكفي من الأدلة الثابتة من عينة متنوعة من المجتمعات لتقديم أي مطالبات صحيحة عامة أو عالمية حول الثقافة، إلا أنه قبيل عام 1940 رأى البعض استعدادهم لذلك. في حين رأى كل من كروبر وبنديكت بأن «الثقافة»—التي يمكن أن يشير إليها البعض من منظور محلى أو إقليمى كانت بطريقة أو بأخرى تاخذ شكلا أو قالبا معينا. أما الآن فقد شعر بعض علماء الأنثروبولوجيا بوجود ما يكفي من البيانات التي تم جمعها لإثبات أنها غالبا ما أخذت أشكالا تتسم بالتنظيم بدرجة عالية. أما السؤال الذي لطالما كان يطرح نفسه أمام علماء الأنثروبولوجيا، هو "هل تعدّ تلك الهياكل مواد احصائية من صنع الإنسان؟، أو أين تعبيراتهم الخاصة بالنماذج العقلية؟ وبرز هذا النقاش مكتملا في عام 1949، مع نشر جورج موردوك ' George Murdock البناء الاجتماعي، وكلود ليفي ستروس' Claude Lévi-Strauss ' Les Structures Elémentaires de la Parenté.
ومعارضة بواس وأنصاره، يأتي عالم الأنثروبولوجيا جورج موردوك، الذي قام بجمع الملفات الخاصة بالعلاقات الإنسانية حيث تبين هذه الملفات المتغيرات الثقافية الموجودة في المجتمعات المختلفة، بحيث يمكن لعلماء الأنثروبولوجيا استخدام الأساليب الإحصائية لدراسة العلاقات المتبادلة بين المتغيرات المختلفة. والهدف النهائي من هذا المشروع هو تطوير التعميمات التي تنطبق على أعداد متزايدة من الثقافات الفردية. وفي وقت لاحق، قام كل من موردوك ودوغلاس آر وايت.بتطوير العينة الثقافية الثابتة اعتبارها وسيلة لصقل هذا الأسلوب.
قام عالم الأنثروبولوجيا اليهودى الفرنسي كلود ليفي ستروس ' Claude Lévi-Straussالأنثروبولوجيا البنيوية بجمع أفكار بواس (وخاصة اعتقاد بواس في التحولية من الأشكال الثقافية، واعتقاد باستيان في وحدة البشرية من الناحية النفسية) وعالم الاجتماع الفرنسي إميل دوركهايم' Emile Durkheim وتركيزه على البناء الاجتماعي) علاقات مؤسسية بين الأشخاص والجماعات). وبدلا من التعميم الذي ينطبق على عدد كبير من المجتمعات، فقد سعى ليفي ستروس لاشتقاق نماذج من الطبيعة البشرية من حالات ملموسة. وتبدأ طريقته مع افتراض أن الثقافة موجودة في شكلين مختلفين: في العديد من الهياكل المتميزة التي يمكن الاستدلال عليها من مراقبة تفاعل أفراد المجتمع (ومنها أفراد المجتمع الذين هم أنفسهم على علم بذلك)، وهياكل مجردة يتم تطويرها من خلال تحليل وسائل مشتركة مثل الأساطير والطقوس حيث يمثل أفراد المجتمع حياتهم الاجتماعية (والتي لا يكون الأفراد ليسوا على علم بها  فحسب، وإنما التي عادة ما تعد معارضة أو نفيا للهياكل الاجتماعية ' التي يدركها الناسكما أنه سعى لتطوير هيكل عقلى عالمي واحد لا يمكن الاستدلال عليه إلا من خلال المقارنة المنهجية بين هياكل اجتماعية وثقافية معينة. وقال أيضا أنه مثلما توجد قوانين يمكن من خلالها لعدد قليل من العناصر الكيميائية المحدودة نسبيا أن تتحد فيما بينها بهدف خلق تنوع لانهائي من الأشياء، فهناك أيضا عدد محدود نسبيا وعدد قليل من العناصر الثقافية التي يعمل الناس على الجمع بينها وذلك بهدف خلق مجموعة كبيرة ومتنوعة من الثقافات التي يراقبها علماء الأنثروبولوجيا. والمقارنة المنهجية بين المجتمعات من شأنها أن تمكن علماء الأنثروبولوجيا الثقافية من وضع جدول «العناصر» الثقافى، وبمجرد الانتهاء من ذلك، فإن هذا الجدول للعناصر الثقافية لطالما يمكن عالم الأنثروبولوجيا من تحليل ثقافات محددة وتحقيق رؤى خفية إلى الناس الذين أنتجوا وعايشوا هذه الثقافات وجاءت البنيوية للهيمنة على الأنثروبولوجيا الفرنسية، في أواخر الفترة من 1960 و1970، بدا لديها نفوذ كبير على كل من الأنثروبولوجيا الأمريكية والبريطانية.
يثبت كل من موردوك Murdock في HRAF وبنيوية ليفي ستروس Lévi-Strauss طريقتين طموحتين للسعي للحصول على العالمية في وجه الخصوص، وكلا النهجين يواصلان مناشدة مختلف علماء الأنثروبولوجيا. بيد أن الخلافات بينهما تكشف عن وجود توتر ضمنا في تراث كل من تايلور وباستيان. هي يمكن العثور على الثقافة تجريبيا في السلوكيات الملاحظة والتي قد تشكل أساسا للتعميم؟ أو أنها تتألف من العمليات العقلية العالمية، والتي يجب أن يجب الاستدلال عليها واستخراجها من السلوك الملاحظ؟ هذا السؤال هو ما فتح باب المناقشات بين علماء الأنثروبولوجيا البيولوجية والأثريون على حد سواء.

#### التحدى البنائى النفعى: المجتمع مقابل الثقافة
في أربعينيات القرن الماضي) ظهر نوذج جديد للبحث في العلوم الاجتماعية وعلوم الأنثروبولوجيا متحديا في ذلك ما دعا إليه بواس وأنصاره وسمى هذا النموذج بالهيكلية الوظيفية.. وتم تطوير هذا النموذج بصورة مستقلة ولكن متوازية في كل من المملكة المتحدة والولايات المتحدة (وفي كلتا الحالتين يعدّ فريدا من نوعه: فليس لديه علاقة مباشرة «بالبنيوية» إلا أن كلا من البنيوية الفرنسية والنفعية البنائية الأنجلو أمريكية قد تأثرتا بدوركهايم. كما أنها مماثلة، ولكن لا علاقة لها، بغيرها من أشكال «الوظيفية»). في حين أن ينظر أنصار بواس للأنثروبولوجيا على أنها ضرب من العلوم الطبيعية التي خصصت لدراسة للجنس البشري، كما يرى انصار النفعية البنائية الأنثروبولوجيا باعتبارها واحدة من بين العديد من العلوم الاجتماعية، والتي تم تكريسها لدراسة جانب واحد من البشرية. الأمر الذي أدى بأنصار النفعية البنائية لإعادة تعريف والتقليل من نطاق مفهوم «الثقافة».
في المملكة المتحدة، وكان من المتوقع إنشاء الهيكلية الوظيفية من قبل ريموند فيرث 'Raymond Firth (1901-2002) ونحن في تيكوبيا، Tikopia والتي نشرت في عام 1936، والتي تمثلت في نشر الأنظمة السياسية الأفريقية، الذي حرره ماير فورتس (1906-1983) وكهر ايفانز بريتشارد (1902-1973) في عام 1940. في هذه الأعمال قام علماء الأنثروبولوجيا بتوجيه تجميعا للأفكار لكل من، برونيسلاف مالينوفسكي (1884-1942)، ومنافسه، ع رادكليف براون (1881-1955). كلا من مالينوفسكي ورادكليف براون ينظر للأنثروبولوجيا—و هو ما يسمونه "الأنثروبولوجيا الاجتماعية"—على أنها فرع من فروع علم الاجتماع الذي درس ما يسمى بالمجتمعات البدائية. وفقا لنظرية مالينوفسكي فيما يتعلق بنظرية الوظيفية، لدى جميع البشر بعض الاحتياجات البيولوجية، مثل الحاجة إلى الغذاء والمأوى، والحاجة البيولوجية للإنجاب. وكل مجتمع يقوم بتطوير مؤسساته الخاصة، والتي تعمل على تلبية هذه الاحتياجات. من أجل أن تعمل هذه المؤسسات، يجب على الأفراد القيام ببعض الأدوار الاجتماعية المعينة التي تنظم كيفية التصرف والتفاعل داخل المجتمع. على الرغم من أن بعض الأعضاء في أي مجتمع قد لا يفهمون الدور المنوط بهم وببعض المؤسسات، إلا أنه يمكن للأثنوغرافي وضع نموذج لهذه الوظائف من خلال رصد دقيق للحياة الاجتماعية. هذا ورفض رادكليف براون ما زعمه مالينوفسكي فيما يخص مفهوم الوظيفة، واعتقد أنه يمكن تطبيق نظرية عامة للحياة الاجتماعية البدائية من خلال مقارنة دقيقة بين مختلف المجتمعات.رادكليف براون قال بأنه يتوجب على علماء الأنثروبولوجيا رسم البنية الاجتماعية في أي مجتمع معين قبل بمقارنة هياكل المجتمعات المختلفة وهو متأثرا في ذلك بعالم الاجتماع الفرنسي إميل دوركهايم (1858-1917) الذي قال بأن المجتمعات البدائية والحديثة تنفرد بالهياكل الاجتماعية المتميزة. هذا ووجد كل من فيرث Firth، وفورتيس Fortes، وإيفانز بريتشارد Evans-Pritchard، أنه من السهل الجمع بين مالينوفسكي في الانتباه إلى الأدوار الاجتماعية والمؤسسات وبين ما دعا إليه رادكليف براون بشأن الهياكل الاجتماعية. حيث قاموا بالتمييز بين "التنظيم الاجتماعي" (ملاحظة التفاعلات الاجتماعية)، و"البنية الاجتماعية" (القاعدة التي تحكمها أنماط التفاعل الاجتماعي)، وحولوا انتباههم من الوظائف البيولوجية للوظائف الاجتماعية (على سبيل المثال، مدى الاختلاف بين المؤسسات المتكاملة وظيفيا، ومدى، والطرق، التي يمكن من خلالها للمؤسسات أن تعمل لتعزيز الاستقرار والتضامن الاجتماعي. وباختصار القول، فبدلا من ثقافة (كما يفهمها كل البشر على أنها ظاهرة غير وراثية أو من خارج الظواهر الجسدية) دعوا إلى أن يكون "السلوك الاجتماعي" (التفاعلات والعلاقات بين الأشخاص والجماعات) هو موضوع دراستهم.(وفي الواقع، كتب رادكليف براون ذات مرة "وأود أن استشهد بأحد المحرمات في مفهوم الثقافة 
من قبيل الصدفة، وفي عام 1946 قام 1946 عالم الاجتماع تالكوت بارسونز Talcott Parsons (1902-1979) بتأسيس قسم العلاقات الاجتماعية في جامعة هارفارد. متأثرا قي ذلك بعلماء الاجتماع الأوروبي، من أمثال إميل دوركايم Emile Durkheim، وماكس فيبر Max Weber، وبارسونز Parsons فقد قام بوضع نظرية للعمل الاجتماعي الذي كان أقرب إلى الأنثروبولوجيا الاجتماعية البريطانية من بواس في الأنثروبولوجيا الأمريكية، والذي أطلق عليها «الهيكلية الوظيفية». حيث كان القصد من وراء ذلك ذلك وضع نظرية كاملة للعمل الاجتماعي (لماذا يتصرف الناس كما يفعلون)، وتطوير برنامج مشترك بين التخصصات التي من شأنها توجيه البحوث وفقا لهذه النظرية في جامعة هارفارد. شرح نموذجه عمل الإنسان نتيجة لأربعة أنظمة:
1. النظام «السلوكي» للاحتياجات البيولوجية
2. نظام «الشخصية» للخصائص الفردية التي تؤثر على أدائها في العالم الاجتماعي
3. «النظام الاجتماعي» لأنماط وحدات التفاعل الاجتماعي، وخصوصا الوضع والدور الاجتماعي
4. النظام «الثقافي» من القواعد والقيم التي تنظم العمل الاجتماعي بشكل رمزى.

طبقا لهذه النظرية، فالنظام الثاني هو الهدف الصحيح من دراسة علماء النفس، والنظام الثالث لعلماء الاجتماع، والنظام الرابع للعلماء الأنثروبولوجيا الثقافية. في حين اعتبر أنصار بواس كل هذه النظم هي محور الدراسة التي يجريها علماء الأنثروبولوجيا، و«الشخصية» و«الحالة والدور» لتكون جزء لا يتجزأ من «الثقافة» باعتبارها «المعايير والقيم،» هذا وقد رسم بارسونز تصورا لدور أضيق بكثير لعلم الأنثروبولوجيا وتعريفا أضيق بكثير للثقافة.
على الرغم من اهتمام علماء الأنثروبولوجيا الثقافية من أنصار بواس بالمعايير والقيم، بين أشياء أخرى كثيرة، إلا أنه لم تكن سوى مع علو شأن الوظيفية البنيوية أن جاء الناس لتحديد مفهوم «الثقافة» مقارنة بمفاهيم «المعايير والقيم». ورفض العديد من علماء الأنثروبولوجيا الأمريكيين هذه النظرة للثقافة (والأنثروبولوجيا ضمنا). وفي عام 1980، كتب عالم الأنثروبولوجيا، اريك وولف قائلا،
وكما تحولت العلوم الاجتماعية إلى العلوم «السلوكية»، لذلك لم تعد ترجع تفسيرات السلوك للثقافة: حيث ينبغي فهم السلوك قي ضوء الظواهر النفسية، وإستراتيجيات الاختيارات الاقتصادية، والمساعي من أجل الحصول على الأموال في ألعاب القوى. والثقافة، وحيث امتدت الثقافة لتشمل جميع الأعمال والأفكار المستخدمة في الحياة الاجتماعية، وأصبحت الآن مستبعدة في الهوامش بأنها «وجهة نظرة العالم» أو «القيم».
ومع ذلك، برز العديد من طلاب تالكوت بارسونز على الساحة بوصفهم رواد الأنثروبولوجيا الأمريكية.و في الوقت نفسه، اهتم العديد من علماء الأنثروبولوجيا الأمريكية بالأبحاث المتقدمة من قبل علماء الأنثروبولوجيا الاجتماعية في فترة 1940 و 1950، والعثور على الهيكلية الوظيفية لتقدم نموذجا مفيدا لإجراء البحوث في علم المجتمعات البدائية.
ولقد أدى دمج النظرية الثقافية الأمريكية في الأنثروبولوجيا مع أساليب الأنثروبولوجيا الاجتماعية البريطانية إلى بعض اللبس بين مفهومي «المجتمع» و«الثقافة». يرى معظم علماء الأنثروبولوجيا أن هذه المفاهيم مختلفة. حيث يشير المجتمع إلى مجموعة من الناس، وتشير الثقافة إلى عموم القدرات البشرية ومجمل الظواهرغير الوراثية البشرية. فالمجتمعات غالبا ما تكون مترابطة بشكل واضح؛ أما السمات الثقافية غالبا ما تكون متنقلة، والحدود الثقافية، عادة ما تكون مليئة بالثغرات، قابلة للنفاذ، وتتصف بالجمع. خلال 1950 و1960 عمل علماء الأنثروبولوجيا في الأماكن الاجتماعية والثقافية حيث تطابقت الحدود، وبالتالي تلاشت القدرة على التمييز. عندما اتضحت نقطة التلاقى بين هذه الحدود، على سبيل المثال خلال فترة إزالة الاستعمار الأوروبي في أفريقيا في 1960s و1970s، أو خلال مرحلة إعادة تنظيم العولمة بعد بريتون وودز، أصبح الفارق واضحا في كثير من الأحيان بوصفه بؤرة الخلاف في المناقشات

#### 1946-1968: الرمزية مقابل التكيف

القرابة الأمريكية

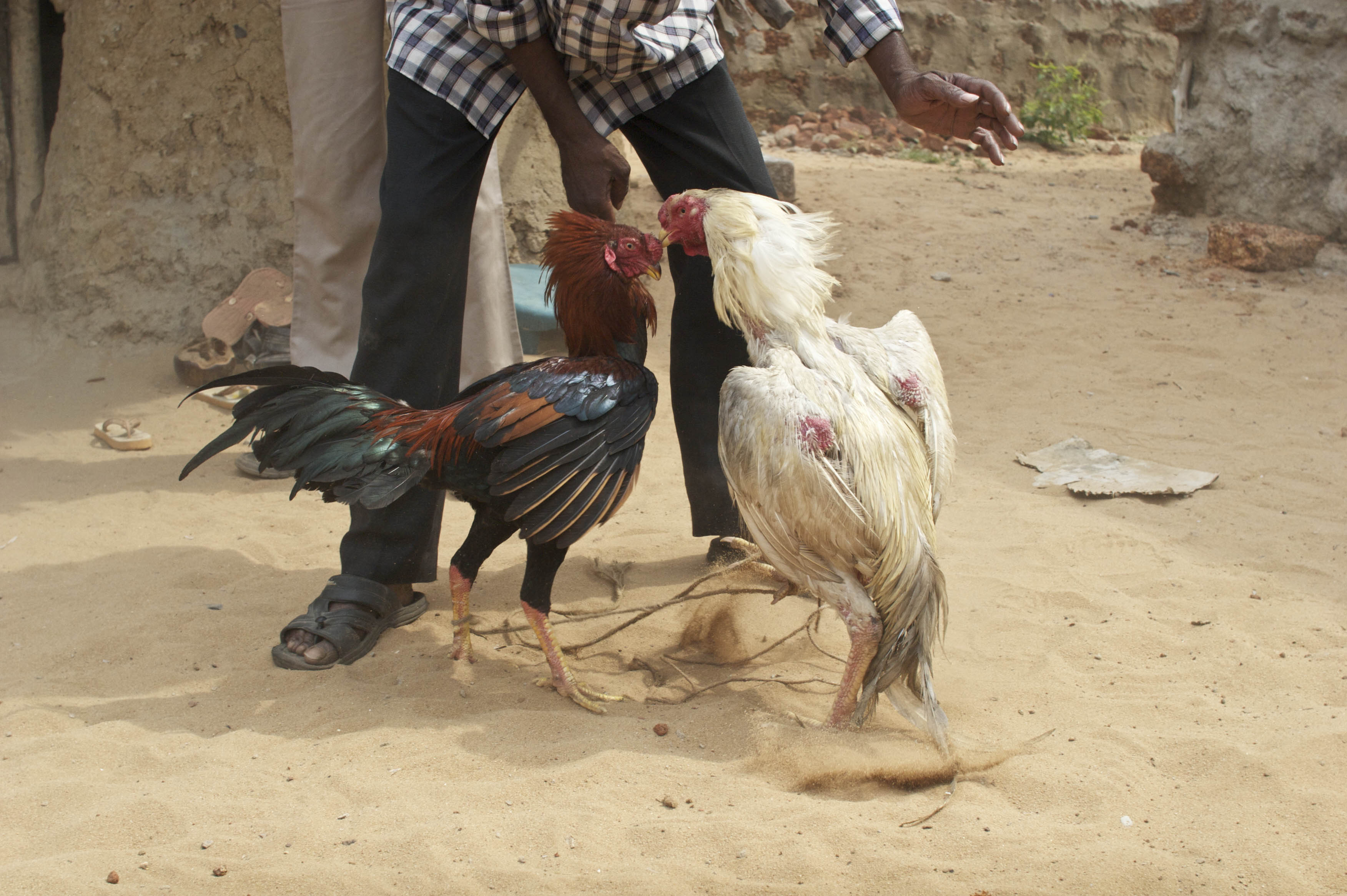
ومصارعة الديكة في الهند

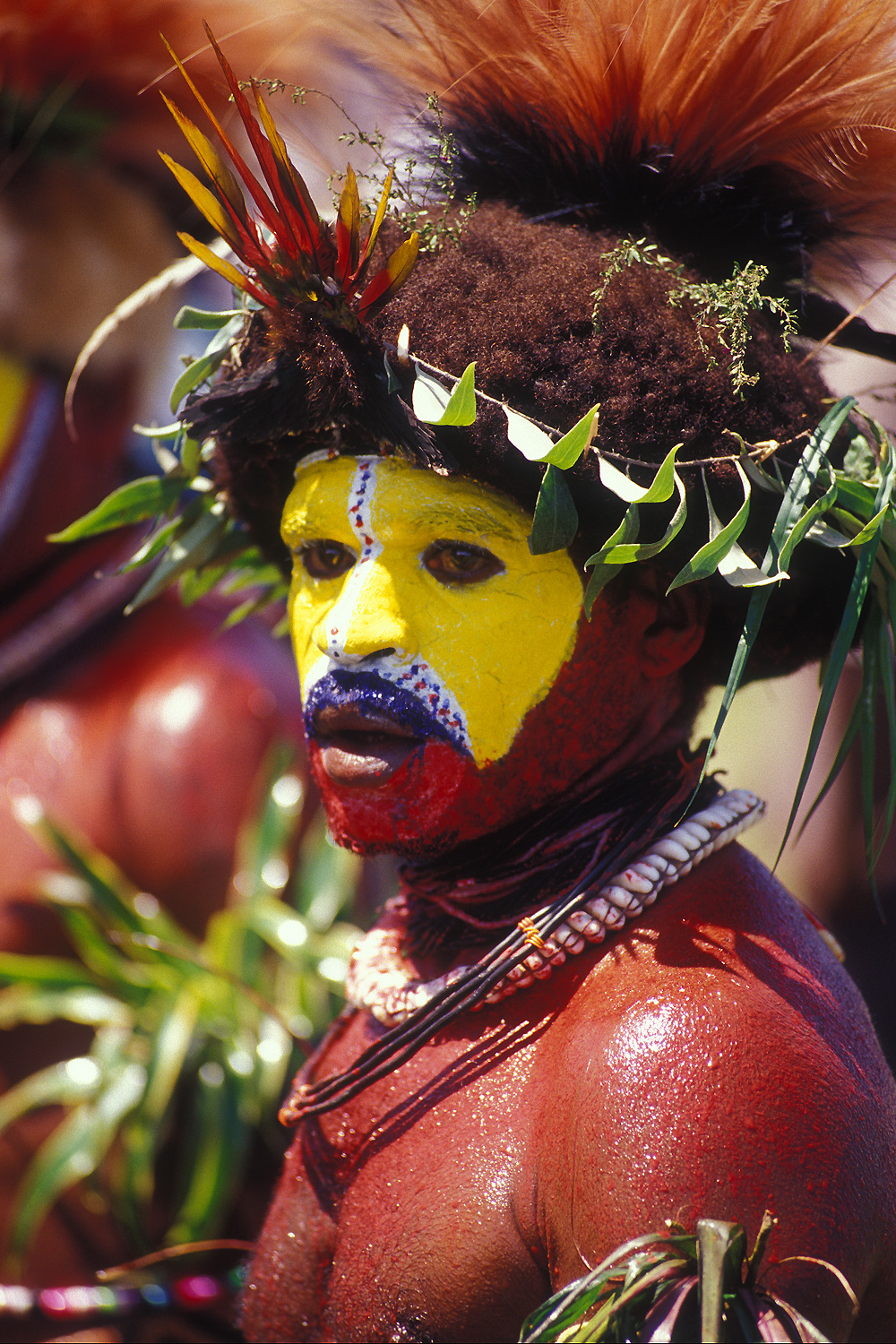
هولي ويجمان Huli Wigman من المرتفعات الجنوبية

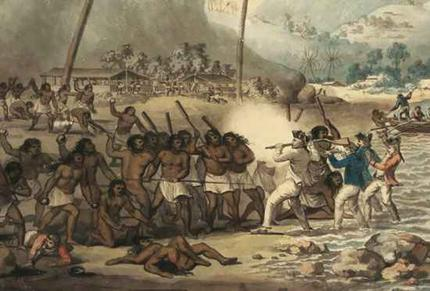
تصوير كليفيلى Cleveley للكابتن كوك Cook

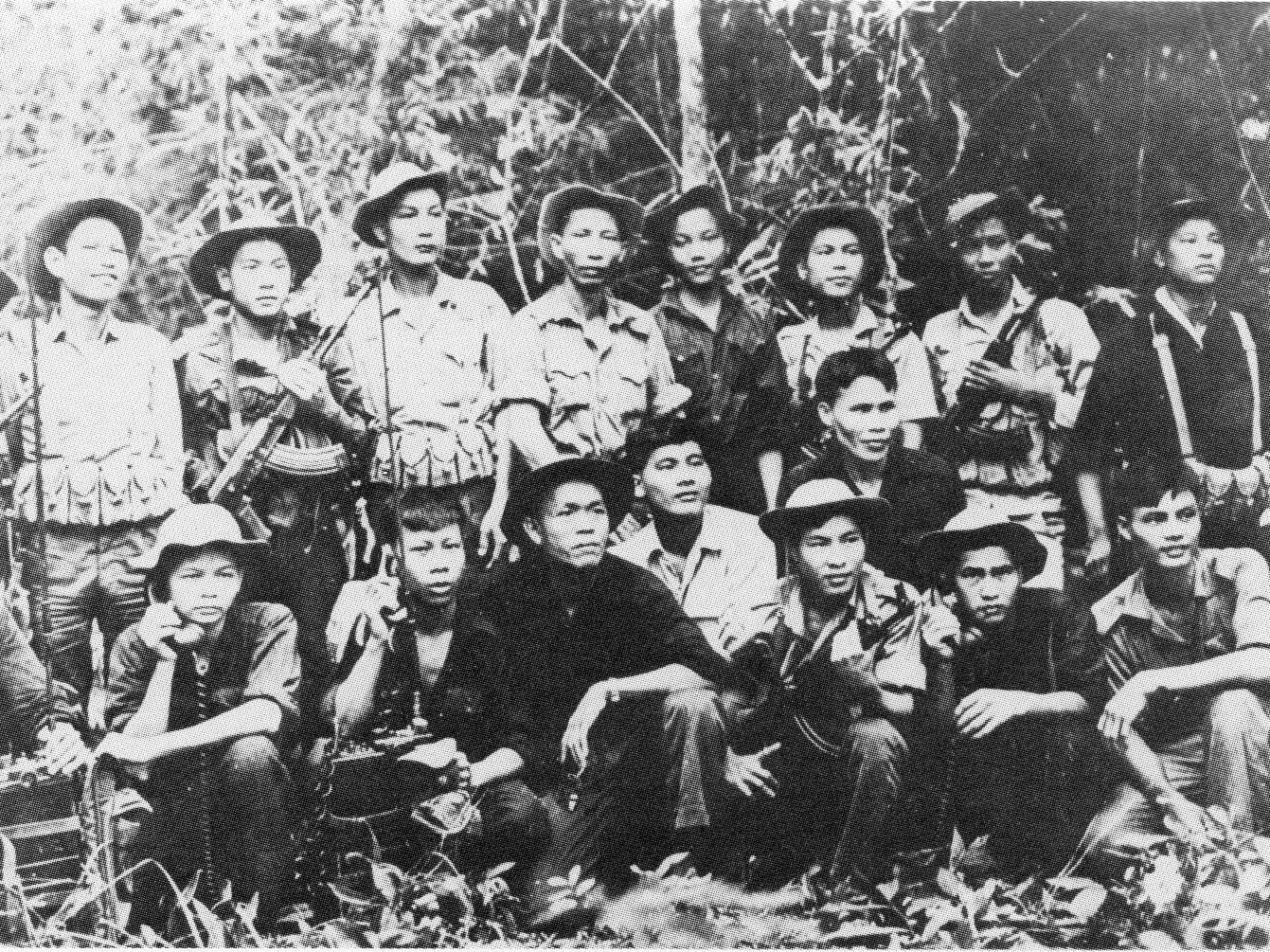
ترفع قوات الفيتكونغ - بنادق آى كى-74

تقلد كليفورد غيرتز Clifford Geertz وديفيد م. شنايدر David M. Schneider، وروي فاغنر تلميذ شنايدر، وظائف هامة باعتبارهم من علماء الإنثربولوجيا الثقافية، كما أسسوا مدرسة داخل الإنثربولوجيا الثقافية الأمريكية أطلقوا عليها «الإنثربولوجية الرمزية»، أي تلك التي تختص بدراسة البناء الاجتماعي والآثار الاجتماعية للرموز. وحيث أن دراسة الإنثربولوجيا الرمزية تكمل دراسات علماء الإنثربولوجيا الاجتماعية بشأن الحياة الاجتماعية والبناء الاجتماعى على حد سواء، فقد وافق معظم أنصار المذهب النفعى من البريطانييين (ممن اعتر ضوا على آراء أنصار بواس في الإنثربولوجيا الثقافية) على التعريف البارسونى «لثقافة» و«الإنثربولوجيا الثقافية».ويعد فيكتور تيرنر عالم الإنثربولوجيا البريطانى (الذي غادر المملكة المتحدة مؤخرا ليقوم بالتدريس في الولايات المتحدة) همزة الوصل بين الأنثروبولوجيا الرمزية البريطانية والأمريكية.
وقد شغل «الانتباه إلى الرموز» فكر الكثيرين من أنصار بواس وهو ما يعرف بالمعنى الذي يعتمد كليا على سياقها التاريخي والاجتماعي، وطرح ليزلي وايتبعض الأسئلة فيما يخص الأمور الثقافية، فعلى سبيل المثال «أي نوع من الكائنات هم؟ وهل هم أشياء مادية؟ ام عقلية؟ أم كلاهما؟ هل هم استعارات؟ رموز؟اشياء مادية؟» في مجال العلوم والثقافة (1949)، أشار إلى أنهم كائنات "فريدة"، وهذا هو، من النوع نفسه. في محاولة لتعريف هذا النوع، تطرق إلى أحد مظاهر الرمزية التي لم تكن مدركة، والذي وصفه بأنه «رموز» كائن تم إنشاؤه عن طريق التعبير بالرموز. وبالتالي فقد قام بتعريف الثقافة على أنها «رموز مفهومة في خارج السياق الجسدي.»
ومع ذلك، من قبل عام 1930 بدأ وايت في الابتعاد عن نهج بواس وانصاره. حيث كتب قائلا،
من أجل أن يعيش الإنسان، مثل كل الأنواع الأخرى، فيجب أن يساير العالم الخارجي.. حيث يوظف كل ما له من حواس وأعصاب وغدد وعضلات في تكييف نفسه مع العالم الخارجي. ولكن بالإضافة إلى هذا لديه وسيلة أخرى للتكيف والسيطرة.. هذه الآلية هي الثقافة. 
على الرغم من أن هذا الرأي يردد ما جاء به مالينوفسكي Malinowski، فإن أهم ما ركز عليه وايت لم يكن "الوظيفة" بل كان "التكيف". بينما كان اهتمام أنصار بواس منصب على تاريخ بعض السمات المحددة، إلا أن اهتمام وايت كان منصبا على التاريخ الثقافي للجنس البشري، والتي كان يشعر أنه ينبغي دراسته من منظور تطوري. وبالتالي، فإن مهمة الأنثروبولوجيا تكمن في دراسة "ليس فقط كيف تتطور الثقافة، ولكن لماذا أيضا.. وفي حالة الإنسان.. القدرة على الاختراع والاكتشاف، والقدرة على اختيار واستخدام أفضل اثنين من الأدوات أو الطرق لفعل شيء ما، هذه هي عوامل التطور الثقافي. على عكس العلماء المهتمين بدراسة التطور قي القرن التاسع عشر، الذين اهتموا بدراسة كيف للمجتمعات المتحضرة ان تبلغ شأنا لم تبلغه المجتمعات البدائية، عكف وايت كان على توثيق كيفية، على مر الزمن، تحقق القدرة للجنس البشري ككل من خلال الوسائل الثقافية على اكتشاف المزيد والمزيد من السبل لإيجاد وتسخير الطاقة من البيئة، في عملية تحويل الثقافة.
في الوقت نفسه الذي عكف وايت على تطوير نظريته في التطور الثقافي، فقد قام جوليان ستيوارد وهو أحد تلامذة كروبر بتطوير نظريته عن البيئة الثقافية. في عام 1938 ،  نشر كتابه الفئات الاجتماعية والسياسية  من السكان الأصليين والذي قال فيه أن المجتمعات المختلفة—على سبيل المثال في الشوشونالأصليين أو المزارعين البيض في السهول الكبرى – ليسوا أقل أو أكثر تطورا، بل أنها قد تتكيف بطرق مختلفة حسب اختلاف البيئات. بينما كان اهتمام ليزلي وايت بالثقافة التي يمكن ان تفهم بطريقة كلية كخاصية للجنس البشري، فإننا نجد جوليان ستيوارد مهتم بالثقافة بوصفها خاصية مميزة للمجتمعات. فهو يشبه وايت قي نظرته للثقافة باعتبارها وسيلة للتكيف مع البيئة، لكنه انتقد وايت قي تبنيه فكرة نظرية التطور الثقافي المنحدرة من سلسلة واحدة (اتجاه واحد) واقترح بدلا من ذلك نموذجا للتطور متعدد السلالات " التطور الذي (وهو في ذلك ينتهج نهج أنصار بواس) يتميز بأن لكل مجتمع تاريخه الثقافى الخاص به.
عندما غادر جوليان ستيوارد منصبه في التدريس في جامعة ميشيغان للعمل في ولاية يوتا عام 1930، أخذ ليزلي وايت مكانه؛ وفي عام 1946 عين جوليان ستيوارد رئيسا لقسم الأنثروبولوجيا في جامعة كولومبيا. وفي فترة الأربعينيات والخمسينيات نجح مجموعة من طلابه في الهيمينة على مجال الأنثروبولوجيا الأمريكية وعلى رأس هؤلاء مارفن هاريس، Marvin Harris سيدني مينتز، Sidney Mintz روبرت مورفي، Robert Murphy روي رابابورت، Roy Rappaport مارشال ساهلينز، Marshall Sahlins علمان سيرفز Elman Service، أندرو بى. فايدا Andrew P. Vayda واريك وولف Eric Wolf. وفي إعلاء الجانب المادي للثقافة مقارنة بالجانب الرمزي كان لكل من غيرتز وشنايدر.هاريس، رابابورت، فايداسهاماتهم الخاصة للمادية الثقافية والأنثروبولوجيا الايكولوجية، حيث قالوا بأن «الثقافة» تتشكل من خارج الجسد (أي أنها غير بيولوجية) بحيث يمكن للإنسان أن يتكيف مع الحياة حتى في وجود الاختلاف في البيئات المادية.
وفي الفترة ما بين عام 1960 و1970 سادت المناقشة بين النهج الرمزي والمادي للثقافة بين علماء الأنثروبولوجيا الأميركية. وكانت حرب فيتنام ونشر ديل هايمزكتابه 'إعادة اختراع الأنثروبولوجيا، مع ذلك، علامة واضحة على عدم الرضا المتزايد مع مداخل الثقافة التي سادت بعد ذلك. هايمز قال بأن العناصر الأساسية للمشروع البوسيانى مثل الكلانية والاهتمام بالتنوع لا تزال تستحق المتابعة: «الاهتمام بمصلحة الشعوب الأخرى وأساليب حياتهم، والاهتمام بالتوضيح لهم ضمن إطار المرجعية الذي يتضمن أنفسنا.» وعلاوة على ذلك، قال إن علماء الأنثروبولوجيا الثقافية مجهزون بشكل فردى تجهيزا جيدا لقيادة هذه الدراسة (مع انتقادات غير مباشرة لعلماء الاجتماع مثل بارسونز الذين سعوا لإدراج الأنثروبولوجيا ضمن مشروعهم الخاص):
في الواقع ان هناك مكانا التقليدية للانفتاح على الظواهر بطرق ليست محددة من الناحية النظرية أو التصميم -- الانتباه للظواهر المعقدة، للظواهر الهامة، وربما الجمالية، لمصلحتهم الخاصة، للمظاهر الحسية، وكذلك الفكرية للموضوع. هذه المفاهيم المقارنة والعملية، وإن لم تكن فريدة من نوعها بالنسبة للأنثروبولوجيا الرسمية، قد تكون من الضعف بمكان، إذا لم تكن دراسة الإنسان متحدة بتوجيه من الآخرين الذين يفقدون التواصل مع الخبرة في مجال المنهجية، والذين ينسون نهايات المعرفة الاجتماعية في إعداد وسائلها، أو الذين هم من دون قصد خاضعوم لثقافة محددة.
ومن خلال هذه العناصر، كما يقول هايمز، يمكن ان يتم تبرير «دراسة الإنسان بصفة عامة،» وهذا هو، «الأنثروبولوجيا أو ما يطلق عليه علم الإنسانيات».
خلال هذا الوقت انشق بعض علماء الأنثروبولوجيا البارزين من أمثال مينتز، مورفي، ساهلينز، وولف في نهاية المطاف، في محاولة منهم لتجريب الطرق البنيوية والمناهج الماركسية في الثقافة، واستمروا في تشجيع الأنثروبولوجيا الثقافية ضد الهيكلية الوظيفية.

#### 1940 -- الوقت الحاضر: المحلي مقابل العالمي

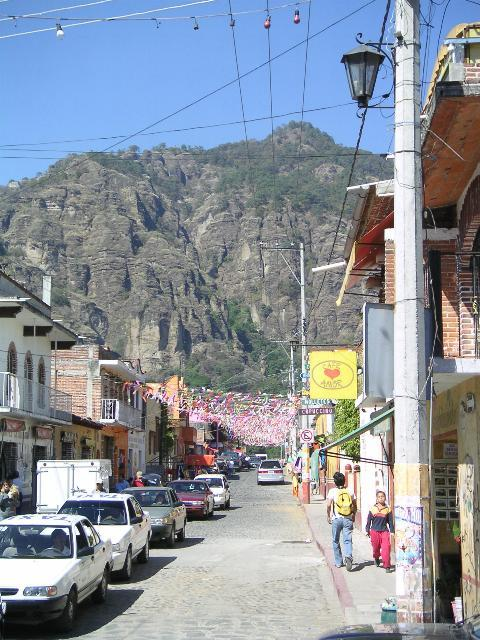
تطل قمة جبل تيبوزتيكو Tepozteco على أرجاء تيبوزتلان Tepoztl?n.

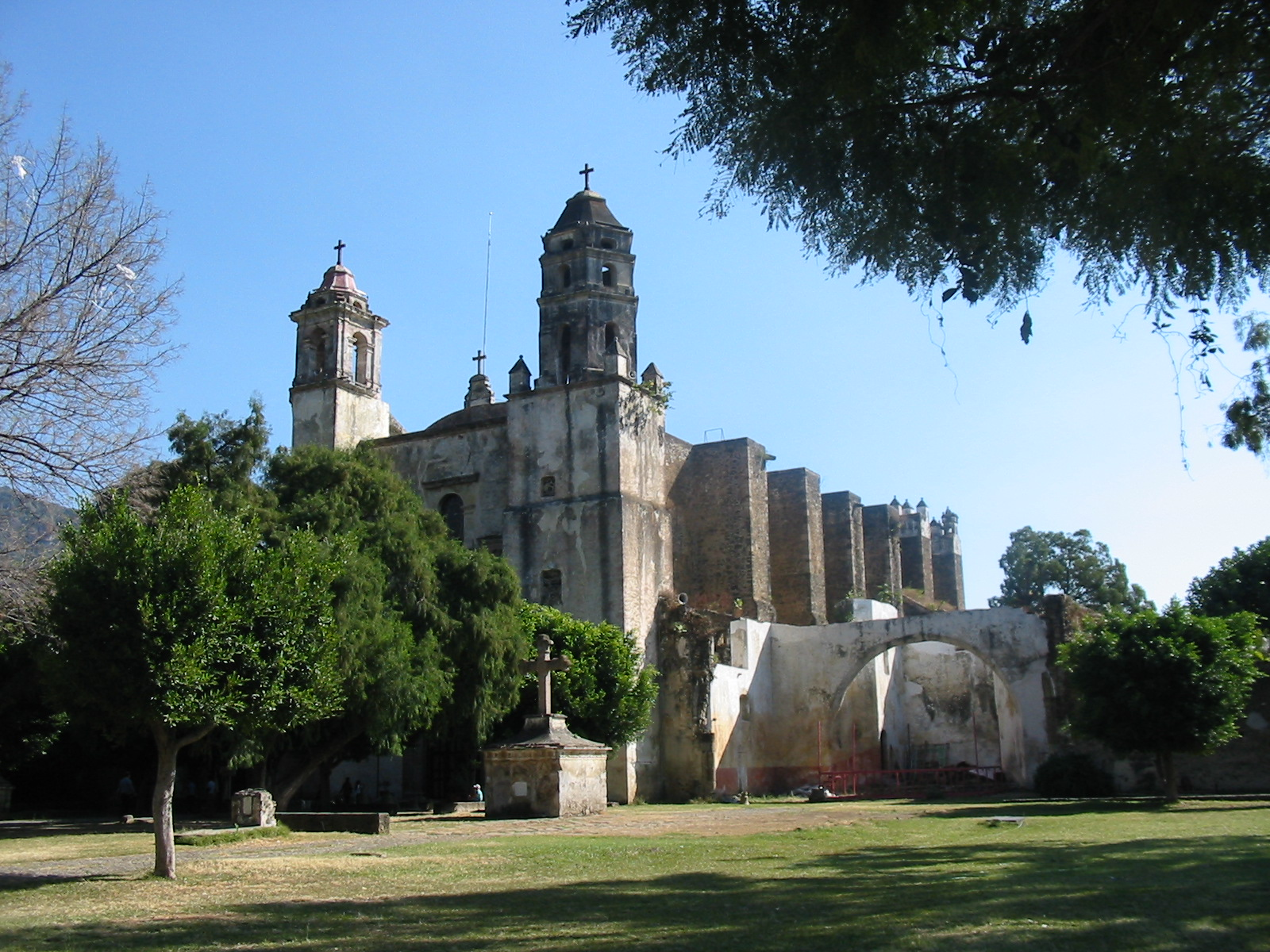
مدير دومينيكو دي لا ناتيفيداد Ex-convent of Dominico de la Natividad، أحد مواقع التراث العالمي.

قام كل من بواس ومالينوفسكي بإنشاء البحوث الإثنوغرافية كأسلوب محلي لدراسة الثقافة. إلا أن بواس أكد على دينامية الثقافة، منتقلا في ذلك بين مجموعة إلى أخرى، ويتعين على الأشكال الثقافية المحددة أن يتم تحليلها في سياق أوسع. وقد أدى هذا إلى قيام علماء الأنثروبولوجيا باستكشاف سبل مختلفة لفهم أبعاد عالمية للثقافة.
وفي الفترة ما بين 1940 و1950، عملت عدة دراسات رئيسية على تركيز الضوء على كيفية تأثير التجارة بين السكان الأصليين والأوروبيين الذين غزوا واستعمروا الأمريكتين على الثقافة الأصلية، إما عن طريق التغيير في تنظيم العمل، أو التغيير في مجال التكنولوجيات الحيوية. هذا وقام العالم برنار مشكن Bernard Mishkin بدراسة تأثير إدخال الخيول على تنظيم كيواالسياسي وكذا على الحروب. وقام أوسكار لويس Oscar Lewis باستكشاف تأثير تجارة الفراء على ثقافة بلاكفوت الثقافة التي (تعتمد اعتمادا كبيرا على المصادر التاريخية). أما جوزيف جابلوبتوثيق الكيفية شايان فقد قام بتوثيق كيفية تاثر كل من تنظيم شايان الاجتماعي وإستراتيجية الكفاف بين 1795 و1840 بموقعهما في الشبكات التجارية التي تربط بين البيض والهنود. بينما قال فرانك سيكوىبأن تنظيمات السهول العظمى الهنود الاجتماعية التابعة للهنود، وادخال التكتيكات العسكرية مثل الخيول، والتي أدخلها الأسبان انتشرت في الجنوب، وكذلك انتشار الأسلحة والبنادق، على أ]دى البريطانيين والفرنسيين قد انتشر في الغرب.
وفي عام 1950 قام كل من روبرت ريدفيلدوطلاب جوليان ستيوارد بإعداد «دراسات المجتمع»، وهي دراسة لبعض الممجتمعات المتميزة (سواء التي تم تحديدها من قبل العرق، أو المستوى الاقتصادي) في الغرب أو المجتمعات «المغربة» وخاصة في المدن. ومن ثم فإنها واجهت بعض الخصومات من قبل نقاد القرن التاسع عشر استخدامها مصطلح «الثقافة العالية» و«الثقافة منخفضة.» هذا وقد عانى علماء الأنثروبولوجيا قي القرن العشرين لوصف الأشخاص الذين كانوا سياسيا واقتصاديا، أقل شأنا، ولكنهم ليسوا كذلك من الناحية الثقافية واقترح أوسكار لويس مفهوم «ثقافة الفقر» لوصف الآليات الثقافية التي من خلالها تكيف الناس على حياة الفقر الاقتصادي.في حين بدا غيره من علماء الأنثروبولوجيا وعلماء الاجتماع باستخدام مصطلح «الثقافة الفرعية» لوصف المجتمعات المميزة ثقافيا والتي كانت جزء من مجتمعات أكبر.
وهناك نوع واحد مهم من الثقافة الفرعية هي تلك التي شكلتها الجاليات المهاجرة. وهناك أساليب مختلفة في التعامل مع جماعات من المهاجرين وثقافاتهم،: في التعامل مع جماعات من المهاجرين وثقافاتهم، وهناك أساليب مختلفة:
- ليتكالتير(جوهر الثقافة): نموذج النمو في ألمانيا من قبل بسام طيبي. والفكرة هي أن الأقليات يمكن أن يكون لها هوية خاصة بها، ولكن ينبغي على الأقل دعم المفاهيم الأساسية للثقافة التي هي أساس المجتمع.
- بوتقة الانصهار: في الولايات المتحدة، •، وجهة النظر التقليدية بحيث هناك بوتقة تنصهر فيها جميع الثقافات المهاجرة فتختلط وندمج دون تدخل الدولة.
- الثقافة الأحادية: في بعض الدول الأوروبية، ترتبط الثقافة ارتباطا وثيقا بالقومية،: وبالتالي فإن سياسة الحكومة هي استيعاب المهاجرين، وعلى الرغم من أن الزيادات الأخيرة في مجال الهجرة إلى العديد من الدول الأوروبية قد أدت إلى تجربة أشكال التعددية الثقافية في تلك البلدان.
- التعددية الثقافية:: سياسة تنتهج بحيث يحافظ كل من المهاجرين وغيرهم على ثقافاتهم مع مختلف الثقافات ويتعايش كل هؤلاء في سلام داخل دولة واحدة.

ونادرا ما تتآلف ثقافات المهاجرين بطريقة دقيقة مع الثقافات الأخرى تطبيقا لأحد الأساليب المذكورة أعلاه. فهناك العديد من المعايير التي لابد وان توضع بعين الاعتبار مثل درجة الاختلاف مع ثقافة البلد المضيف (على سبيل المثال، «الغرابة»)، وعدد المهاجرين، ومواقف السكان المقيمين، ونوع السياسات الحكومية التي يتم سنها، ومدى فعالية هذه السياسات، كل هذا يجعل من الصعب التعميم بخصوص النتائج. وبالمثل مع الثقافات الفرعية الأخرى داخل المجتمع، فإن المواقف من السواد الأعظم من السكان، والاتصالات بين الجماعات الثقافية المختلفة تلعب دورا رئيسيا في تحديد تلك النتائج. وتعدّ دراسة الثقافات داخل المجتمع أمرا بالغ التعقيد كما أن البحث يجب أن يأخذ في الاعتبار عددا لا يحصى من المتغيرات.

### الدراسات الثقافية
في المملكة المتحدة، وعلماء الاجتماع وغيره من العلماء تأثر بالماركسية، مثل ستيوارت هول وريموند وليامز، التي وضعت الدراسات الثقافية.. الرومانسيون التالية القرن التاسع عشر، وحددوا «ثقافة» مع السلع الاستهلاكية والأنشطة الترفيهية، مثل الفن والموسيقى والأفلام، والغذاء، والرياضة، والملابس). ومع ذلك، فإنها تفهم أنماط الاستهلاك والترفيه التي تحددها علاقات الإنتاج، مما أدى إلى التركيز على العلاقات الطبقية وتنظيم الإنتاج. في الولايات المتحدة، «الدراسات الثقافية» يركز إلى حد كبير على دراسة الثقافة الشعبية، التي هي، من المعاني الاجتماعية الجماعية في إنتاج السلع الاستهلاكية والترفيهية. والعبارة التي صيغت من قبل ريتشارد هوجارت في عام 1964 عندما أسس مركز برمنغهام للدراسات الثقافية المعاصرة أو الاستشارية للخدمات العامة. ومنذ ذلك الحين ارتبط بقوة مع ستيوارت هول، الذي خلف هوجارت في منصب المدير.
منذ عام 1970 وحتى الآن، نتيجة لعمل ستيوارت هول الرائد، جنبا إلى جنب مع زملائه من أمثال بول ويليس Paul Willis، ديك هيبداج Dick Hebdige، توني جيفرسون Tony Jefferson، {2 }وأنجيلا] [مكروبي]Angela McRobbie، تم إنشاء حركة دولية فكرية. باعتبار أن هذا المجال نموا بدأت في الجمع بين الاقتصاد السياسي، الاتصالات، علم الاجتماع، النظرية الاجتماعية، النظرية الأدبية، نظرية وسائل الاعلام، دراسات الفيديو والأفلام، الأنثروبولوجيا الثقافية، الفلسفة، دراسات المتاحف وتاريخ الفن، من أجل دراسة الظواهر الثقافية أو النصوص الثقافية. وغالبا ما يركز الباحثون في هذا المجال على كيفية اتصال الظواهر الغريبة بالقضاياالأيديولوجية، القومية ، العرقية ، الطبقة الاجتماعية، و/ النوع [بحاجة لمصدر] حيث تختص الدراسات الثقافية بالمغزى والأنشطة الخاصة بالحياة اليومية. تشكل هذه الممارسات طرق أداء بعض الناس نحو القيام بفعل أشياء معينة (مثل مشاهدة التلفزيون، أو تناول الطعام في الخارج) في ثقافة معينة. حيث يختص هذا المجال بدراسة المعانى والاستخدامات المتعلقة بالممارسات والأشياء المختلفة.في الآونة الأخيرة، ومع انتشار الرأسمالية في جميع أنحاء العالم (تسمى هذه العملية بالعولمة)، بدأت الدراسات الثقافية بتحليل الأشكال المحلية والعالمية لمقاومة أشكال الهيمنة الغربية. [بحاجة لمصدر]
في سياق الدراسات الثقافية، فلا يقتصر وجود النص على اللغة المكتوبة وفقط، ولكن أيضا على وجود الأفلام، الصورالفوتوغرافية الأزياء أو تصفيف الشعر: حيث تحتوي نصوص الدراسات الثقافية على جميع ما أنتجته يد البشر من أشياء ذات قيمة للثقافة. [بحاجة لمصدر] وبالمثل، فإن تهذيب النفس يوسع مفهوم «الثقافة». ولا يقتصر مفهوم«الثقافة» وفقا لما جاء به باحثوا الدراسات الثقافية على الثقافة التقليدية العالية أي (ثقافة الطبقة الاجتماعية الحاكمة) مجموعة اجتماعية والثقافة الشعبية وفقط، بل وتشمل أيضا المعاني والممارسات اليومية. وفي الواقع، أصبح العاملون الأخيرون بمثابة المحور الرئيسي للدراسات الثقافية. وهناك نهج آخرأسمى وأحدث، يتضمن الدراسات الثقافية المقارنة، استنادا إلى تهذيب النفسطبقا لما جاء قي الأدب المقارن والدراسات الثقافية. [بحاجة لمصدر]
ولقد أصدر العلماء في المملكة المتحدة والولايات المتحدة إصدارات مختلفة من الدراسات الثقافية على الساحة بعد ظهوره في أواخر 1970 وتم تطوير النسخة البريطانية للدراسات الثقافية في عامى 1950 و1960 أولا تحت اشراف كل من ريتشارد هوجارت، Richard Hoggartإى بى طومسون E. P. Thompson، وريموند وليامز Raymond Williams، وفي وقت لاحق، ستيوارت هول وغيرهم في مركز الدراسات الثقافية المعاصرة في جامعة برمنغهام. هذا واشتملت على طابع سياسي واضح، من وجهات نظر التيار اليسارى وانتقادات من قبل الثقافة الشعبية باعتبار'الرأسمالية' ثقافة الجماهير الغفيرة، بل استوعبت بعض الأفكار من أبحاثمدرسة فرانكفورت للنقد مثل "صناعة الثقافة" (أي ثقافة الجماهير). وظهر هذا في كتابات أوائل علماء الدراسات الثقافية من البريطانيين وتأثيراتها: انظر أعمال (على سبيل المثال) ريموند وليامز Raymond Williams، ستيوارت هول Stuart Hall، وبول ويليس Paul Willis، وبول غيلروي. Paul Gilroy
في حين أشاد كلا من لينلوف Lindlof وتايلور في الولايات المتحدة بأن «الدراسات الثقافية تمت على أسس واقعية، ليبرالية تعددية التقاليد». وركزت النسخة الأمريكية للدراسات الثقافية في البداية على فهم الجانب الموضوعى والملائم لردود فعل الجماهير، ولاستخدامهم، الثقافة الجماهيرية، على سبيل المثال، كتب أنصار الدراسات الثقافية الأمريكية عن الجوانب التحررية لفندوم. [بحاجة لمصدر] ومع ذلك، قد تلاشى التمييز بين كلا من الثقافتين الأمريكية والبريطانية. [بحاجة لمصدر] قام بعض الباحثين، وبخاصة في أوائل الدراسات الثقافية البريطانية، بتطبيق النموذج الماركسي في هذا المجال. تأثر هذا المجال بمدرسة فرانكفورت، ولكن كان النصيب الأكبر للاتجاه الماركسي الخاص بلويس آلثاسر Louis Althusser وغيرهم. وسلط النهج الماركسي الأرثوذكسي الضوء على الهدف من وراءالإنتاج. ويفترض هذا النموذج الإنتاج الشامل للثقافة، حيث تتحدد معايير النجاح بما تنتجه يد الإنسان من تراث ثقافي. ومن وجهة النظر الماركسية، يتحكم من يسيطرون على وسائل الإنتاج (باعتبارها القاعدة الاقتصادية) بمعايير الثقافة. [بحاجة لمصدر] وتنأى الأساليب الأخرى للدراسات الثقافية، مثل الدراسات الثقافية النسائية والتطورات الأمريكية اللاحقة، بنفسها عن وجهة النظر تلك. فلقد انتقدوا الاعتقاد الماركسي لأى منتج ثقافي من جانب فردى مستقل، يتقاسمه الجميع. وتوحي الاتجاهات غير الماركسية بتأثير الطرق المختلفة لاستهلاك الإنتاج البشري على قيمة هذا المنتج. وتتجسد وجهة النظر تلك في كتاب 'ممارسة الدراسات الثقافية: ذا كيس أوف ذا سونى والكمان The Case of the Sony Walkman (بول دي غاي ات آل)Paul du Gay et al، والذي يتحدى
```
فكرة تحكم منتجي السلع على ما يعتقده الناس بمدلول تلك السلع. وساهمت المحللة النسائية الثقافية، والباحثة والمؤرخة الفنية 
جريسيلدا بوليكGriselda
 Pollock في الدراسات الثقافية من وجهات نظر 
تاريخ الفن
 
والتحليل النفسي.
 كما ساهمت الكاتبة 
جوليا كريستيفا صاحبة الصوت المؤثر في مطلع القرن العشرين، في الدراسات الثقافية من وجهة نظر الفن والحركة النسائية الفرنسية للتحليل النفسي
 
.
 
[
بحاجة لمصدر
]
```

## تغيير الثقافة

نقش يظهر معارضة سكان أسترالياالأصليين لوصول الكابتن جيمس كوك في عام 1770

ولقد تطور الاختراع الثقافي ليشمل أي ابتكار جديد مفيد لمجموعة من الناس، وتم التعبير عنه في سلوكهم بدون أي وجود مادي له. وتكمن الإنسانية في فترة يتصف فيها العالم بـ«التغيير المتسارع للثقافة»، بدافع من التوسع في التجارة الدولية، وسائل الإعلام، وفوق كل شيء، تزايد الكثافة السكانية، من بين عوامل أخرى. (انظر الموجة الثالثة).
وتتأثر الثقافات داخليا بكل من القوى المؤيدة للتغيير والقوى المناهضة للتغيير. تتأثر تلك القوى بكلا من البناء الاجتماعي والأحداث الطبيعية، كما تشارك بدور كبير في استمرار الأفكار والممارسات الثقافية ضمن الأنظمة الحالية، والتي تكون عرضة للتغيير في حد ذاتها. (انظر الهيكلة.)
وقد تنتج أشكال الصراع الاجتماعي والتنمية التكنولوجية تغييرات داخل المجتمع عن طريق تغيير الآليات الاجتماعية، وتعزيز النماذج الثقافية الجديدة، وتحفيز أو تمكين العمل الإنتاجي. وقد تصاحب تلك التحولات الاجتماعية نظيرتها من التحولات الايديولوجية وغيرها من أنواع التغيير الثقافي. على سبيل المثال، ضمت الحركة الأميركية النسائية بعض الممارسات الجديدة والتي أنتجت بدورها تغيرا في العلاقات بين الجنسين، وفي الأنظمة الاقتصادية على حد سواء. ولا يمكن استثناء الظروف البيئية من تلك العوامل. وتتضمن تلك التغييرات من سيكون بطل الفيلم المحلي المقبل. على سبيل المثال، بعد أن عادت الغابات الاستوائية في نهاية العصر الجليدي الماضي، باتت النباتات المنزلية متاحة، مما أدى إلى اختراع الزراعة، والتي بدورها أحدثت العديد من الابتكارات الثقافية والتغيير في الأنظمة الاجتماعية

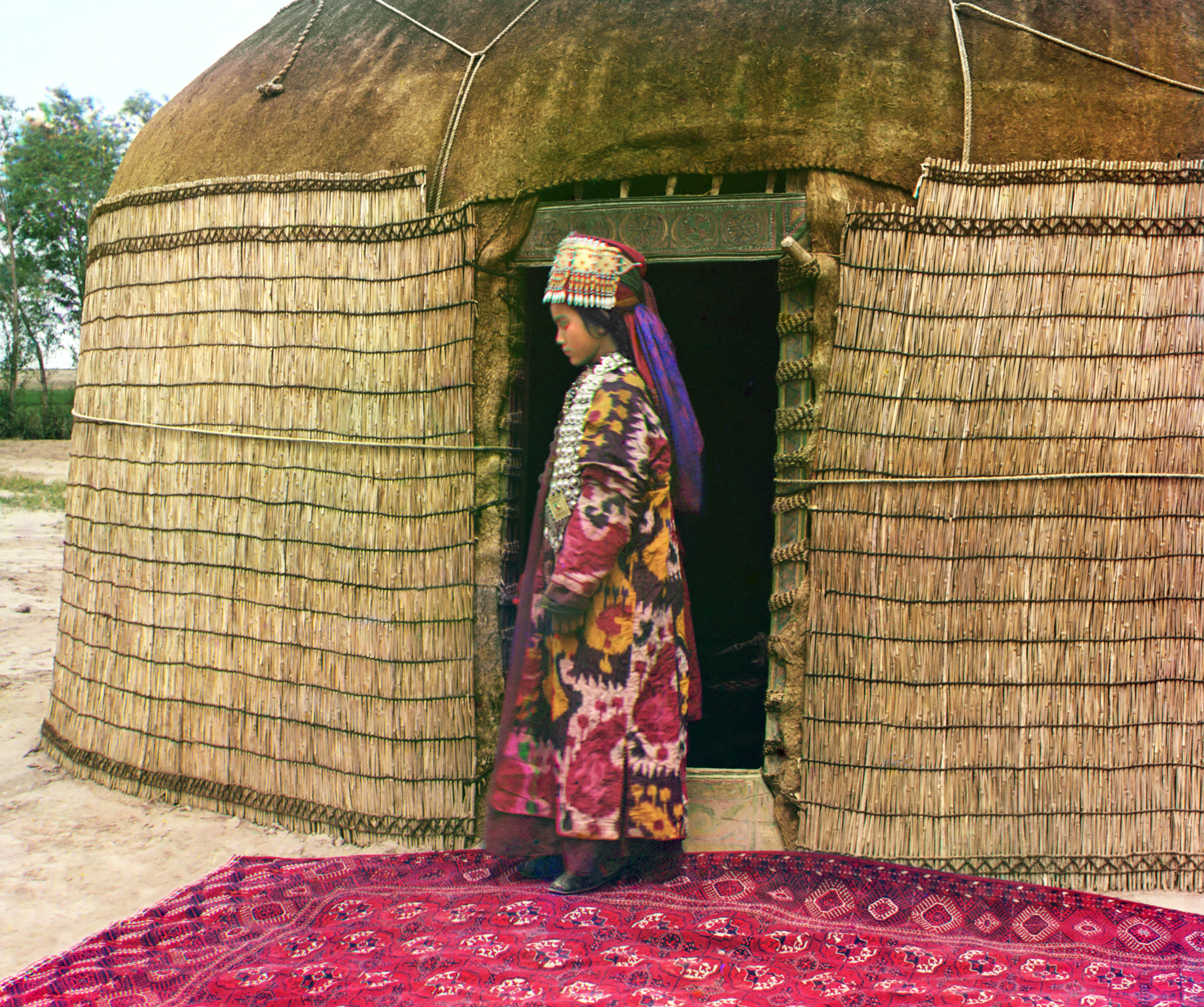
صورة كاملة لامرأة تركمانية، وهي واقفة على سجادة عند مدخل الباحة، مرتدية الملابس التقليدية والمجوهرات.

وقد تتأثر الثقافات من الخارج عن طريق الاحتكاك بين المجتمعات، والتي قد تنتج أيضًا، أو تمنع -التحولات الاجتماعية والتغيرات في الممارسات الثقافية. وقد يكون للحرب أو التنافس على الموارد بالغ الأثر قي التطور التكنولوجي أو التغييرات الاجتماعية. بالإضافة إلى ذلك، قد يتم نقل الأفكار الثقافية من مجتمع إلى آخر، عن طريق التعايش أو التبادل الثقافى. فعن طريق التعايش، قد يتم نقل أي شيء (ليس بالضرورة ذكر قيمته) من ثقافة إلى أخرى. على سبيل المثال، قد يبدو الهمبرغر مدهشا عند تقديمه في الصين على الرغم من وجوده العادي في الولايات المتحدة. حيث يشير «التعايش النشط» أو (تبادل الأفكار) إلى عنصر واحد من ثقافة معينة والذي قد يقودنا إلى اختراع أو شهرة في ثقافة أخرى. من ناحية أخرى، يرجع «الاقتراض المباشر» إلى التقدم التكنولوجي من ثقافة إلى أخرى. وتقدم نظرية تبادل الابتكارات نموذجا يعتمد على البحوث النظرية والذي من شأنه مساعدتنا في معرفة لماذا ومتى يمكن للأفراد والثقافات اعتماد أفكار، وممارسات، ومنتجات جديدة.
وللتبادل الثقافي معاني عديدة، ولكن في هذا السياق، يشير إلى استبدال سمات ثقافة ما بنظيرتها من ثقافة أخرى، مثلما حدث لبعض سكان أمريكا الأصليينولكثير من الشعوب الأصلية في جميع أنحاء العالم خلال عملية الاستعمار. وتشمل العمليات ذات الصلة على المستوى الفردي نوعا من التشابه (تبنى فرد ما ثقافة مختلفة) والتبادل الثقافي.